# Figuren aus The Walking Dead
Dies ist eine Auflistung und Beschreibung der Figuren der US-amerikanischen Fernsehserie The Walking Dead. Unterteilt werden sie in Haupt- und Nebenfiguren.

## Hauptfiguren

### Rick Grimes

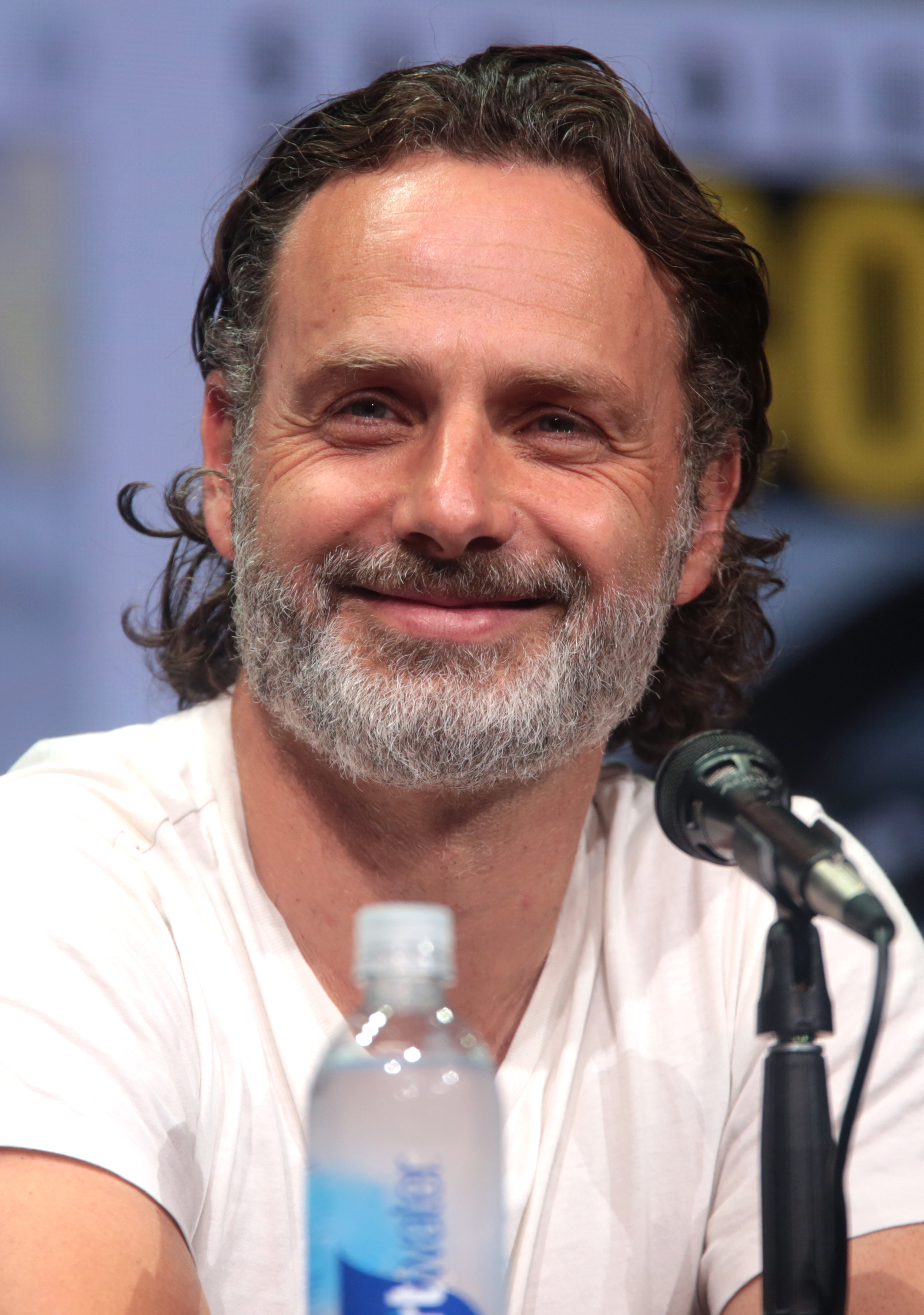
Andrew Lincoln, Darsteller des Rick Grimes

Rick ist Deputy Sheriff im fiktiven King County und wird bei einem Einsatz angeschossen, woraufhin er ins Koma fällt. Er ist mit Lori verheiratet und hat mit ihr einen zwölfjährigen Sohn, Carl. Als er nach Wochen aus seinem Koma erwacht, ist die Welt längst von einer tödlichen Krankheit heimgesucht worden, in der die meisten Menschen zu blutrünstigen Zombies mutierten. Er findet seine Familie lebend wieder und etabliert sich schnell zum Anführer einer Gruppe Überlebender aus Atlanta. In den ersten beiden Staffeln zeigt Rick ein ausgeprägtes Verantwortungsbewusstsein und besitzt hohe moralische Vorstellungen, die sich in allen seiner Handlungen widerspiegeln. Aus diesem Grund wird Rick in der Gruppe stets als Anführer geschätzt und respektiert, auch wenn nicht alle seine Entscheidungen auf volles Verständnis innerhalb der Gruppe treffen. Durch die Geschehnisse im Laufe der zweiten Staffel mitgenommen, und in deren Zeitraum von ihm schwer getroffene Entscheidungen, stellt er klar, dass er sich als unangefochtener Anführer der Gruppe sieht. Mit der Zeit baut Rick eine enge, brüderliche Freundschaft zu Daryl auf. Der Verlust von Lori in der dritten Staffel wirft ihn zeitweise aus der Bahn und lässt ihn nachhaltig ein Stück innerlich erkalten.
Zum Ende der fünften Staffel – und nach diversen erschütternden Begegnungen mit feindseligen Außenstehenden – bestimmt zunehmend auch bei Rick der eigene Überlebenstrieb sein Handeln. Die einzigen Menschen, denen gegenüber sein Vertrauen und Loyalität unerschütterlich bleiben, sind die Mitglieder seiner eigenen Gruppe, die er längst als die eigene Familie betrachtet. Rick ist nicht mehr bereit, Fremden zu vertrauen und wird nur durch Michonne davon überzeugt, Aaron in ein von anderen Menschen aufgebautes Lager nach Alexandria zu folgen. Anschließend weigert er sich lange Zeit, die Bewohner Alexandrias als eigene Leute zu akzeptieren. Dies sorgt für Unmut bei seinen Freunden, welche damit begonnen haben, neue Beziehungen und Freundschaften zu Bewohnern von Alexandria zu knüpfen, darunter Carl, Glenn, Tara und Michonne. Nachdem Alexandria von einer Beißerherde überrannt und Carl durch einen Fehlschuss schwer verletzt wird, stellt sich Rick im Alleingang gegen die Herde und wird dabei von den übrigen Bewohnern unterstützt. Dieses Schlüsselerlebnis bewirkt ein grundlegendes Umdenken bei Rick und er beschließt, gemeinsam mit seinen Leuten eine lebenswerte neue Welt für seine Kinder aufzubauen. Er beginnt eine Beziehung mit Michonne. Rick zeigt Interesse am Aufbau von diplomatischen Beziehungen mit anderen friedlichen Gemeinschaften wie der Hilltop-Kolonie, von der die Gruppe in der zweiten Hälfte der sechsten Staffel erfährt.
Für ein Tauschgeschäft um Vorräte verübt Ricks Gruppe mehrere brutale Angriffe auf eine ihnen quasi nur aus Erzählungen bekannte, seit geraumer Zeit Hilltop terrorisierende Männerbande unter der Führung eines Mannes namens Negan. Dabei unterschätzt Rick die von der offenbar clever organisierten, gut ausgerüsteten und zahlenmäßig vielfach überlegenen Gruppe ausgehende Gefahr und gerät am Ende der sechsten Staffel gemeinsam mit Glenn, Rosita, Daryl, Michonne, Abraham, Maggie, Carl, Eugene, Aaron und Sasha in deren Gefangenschaft. Nachdem er sich eine kurze Zeit Negan unterworfen fühlte, ergreift er wieder seinen Mut und erklärt Negan und den Saviors den Krieg. Nachdem sein Sohn Carl gestorben ist, verspricht sich Rick, den Krieg endgültig zu beenden, jedoch alle Saviors, bis auf Negan, am Leben zu lassen. Nach einem Zweikampf zwischen Rick und letzterem, schneidet er Negan die Kehle durch. Er erinnert sich kurz darauf an Carls Worte und befiehlt seinen Mitstreitern Negan zu retten. In der neunten Staffel, welche anderthalb Jahre nach Kriegsende spielt, hat Rick eine Koalition aufgebaut, in welcher die Bewohner von Alexandria, Hilltop, Oceanside, dem Königreich und dem Sanctuary friedlich zusammenleben. Negan wird in einer Zelle in Alexandria gefangen gehalten.
Auf einer Erkundungstour mit Daryl trennen sich die beiden und Rick wird lebensbedrohlich verletzt. Nachdem er sich bis zu einer Holzbrücke zwingt, wo die andere Seite von Beißern gesperrt ist, eilen seine Freunde zu Hilfe. Diese versuchen verzweifelt die Beißerhorde zu erledigen. Als Rick Dynamitstangen auf der Brücke liegen sieht, schießt er auf diese, um die Brücke zu zerstören, damit alle Beißer in den darunter liegenden Fluss fallen. Die Brücke explodiert schließlich und Rick wird für tot gehalten. Später erfährt man, dass Rick die Explosion überlebt hat und von Anne mithilfe eines Hubschraubers weggeflogen wurde. Ricks derzeitiger Aufenthaltsort ist unbekannt.

### Shane Walsh

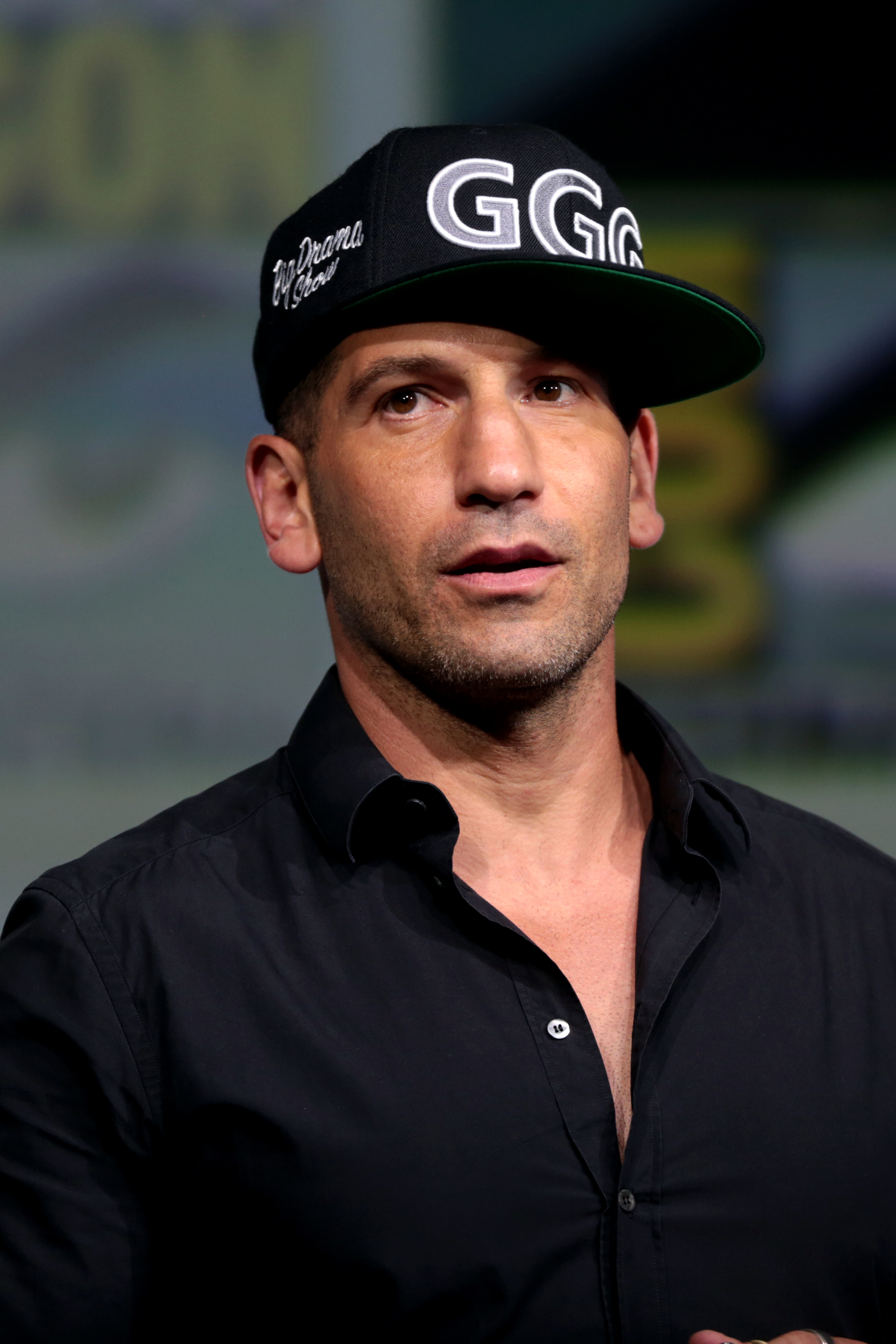
Jon Bernthal, Darsteller des Shane Walsh

Shane ist Ricks bester Freund und Kollege bei der Polizei. Er ist dabei, als Rick angeschossen wird und ins Koma fällt. Nachdem das Zombievirus ausbricht, verbarrikadiert er die Tür zu Ricks Krankenzimmer so, dass kein Untoter hinein kann. Um Lori und Carl von der Flucht aus der Stadt zu überzeugen, behauptet Shane, dass Rick tot sei. Shane zieht mit Lori und ihrem Sohn weiter und beginnt eine Affäre mit ihr. Sie schließen sich mit anderen Überlebenden zusammen.
Als Rick im späteren Verlauf zur Gruppe stößt, ist die Beziehung mit Lori abrupt zu Ende. Für Carl bleibt er jedoch immer noch eine Art Vaterfigur. Da Shane weiterhin starke Gefühle für Lori empfindet, leidet er unter Ricks Rückkehr; er ist hin- und hergerissen zwischen seiner Freundschaft und Loyalität zu Rick und seiner Liebe zu Lori und Carl, die er mittlerweile als seine eigene Familie betrachtet. Genau wie Rick ergreift Shane anfangs die Initiative und nimmt eine Führungsrolle in der Gruppe ein. Mit zunehmendem Fortgang der Handlung streitet er sich immer häufiger mit Rick; zum einen, weil sie unterschiedlicher Meinung über das weitere Vorgehen der Gruppe sind, zum anderen auch aus Frust und Unmut bezüglich der Situation um Lori und Carl. Shane ist ein Hitzkopf und für ihn zählt immer nur das Überleben der unmittelbar wichtigsten Leute um ihn herum. Außerdem ist er der Ansicht, dass nur der Stärkste überlebt und für Mitleid oder Gnade in der neuen Welt kein Platz mehr sei. Daher ist er stets bereit, auch drastische Entscheidungen zum – seiner Meinung nach – Wohl der Gruppe zu fällen; eine Charakterentwicklung, die in den späteren Staffeln auch bei Rick beobachtet werden kann. Durch seine impulsiven Handlungen gerät er immer weiter ins Abseits der Gruppe und zieht deren Unmut auf sich.
Einzig mit Andrea pflegt er eine Art Freundschaft und fühlt sich von ihr verstanden. In der vorletzten Folge der zweiten Staffel tötet Rick ihn in Notwehr. Als er als Beißer wieder zurückkehrt, wird er von Carl endgültig getötet. Bei der Befreiung von Maggie und Glenn in Woodbury glaubt Rick, Shane zu sehen und schießt auf ihn; jedoch ist dies eine Halluzination, bei der Rick stattdessen einen Woodbury-Soldaten erschießt.

### Lori Grimes

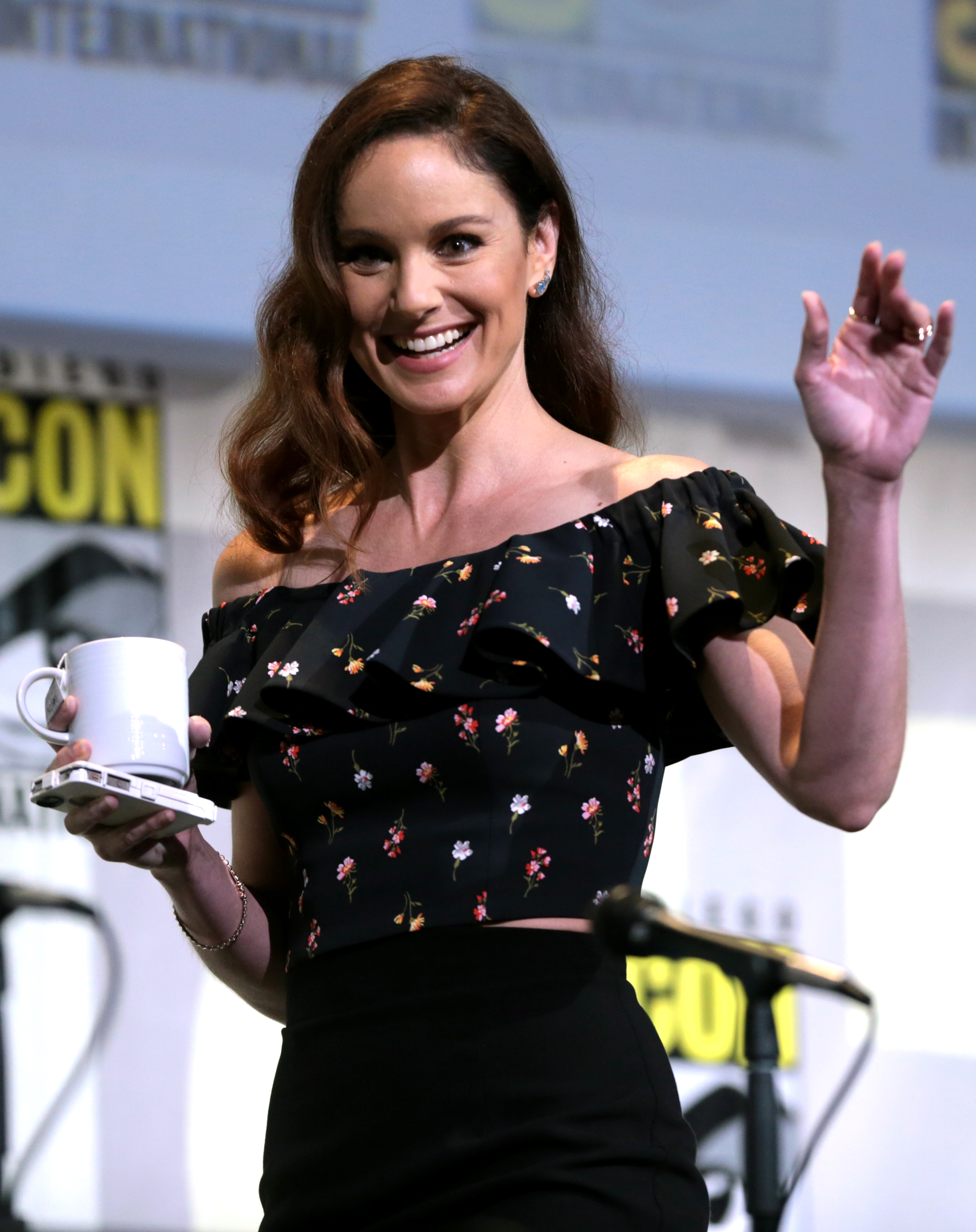
Sarah Wayne Callies, Darstellerin der Lori Grimes

Lori ist die Mutter von Carl und Judith und die Ehefrau von Rick. Sie glaubt, dass Rick im von Zombies überrannten Krankenhaus gestorben ist, und flieht mit Carl und Shane aus der Stadt. Lori und Shane gehen daraufhin eine Beziehung ein, welche – nachdem Rick sie und Carl wiederfindet – von Lori sogleich beendet wird. Lori leidet seither unter Gewissensbissen und beichtet die Beziehung ihrem Mann, der angesichts der Begleitumstände Verständnis für sie zeigt. Die Beziehung zu Rick, die vor der Katastrophe durch häufigen Streit belastet war, festigt sich im Verlauf der Handlung wieder. Lori spricht ihrem Mann oftmals Mut zu, wenn seine Entscheidungen innerhalb der Gruppe auf Unverständnis stoßen. Dennoch ist auch sie nicht immer seiner Meinung und verzweifelt mitunter an seiner Hartnäckigkeit in manchen Dingen. Lori fühlt sich von Shanes weiterhin starker Liebe zu ihr und ihrem Sohn bedroht. Sie stellt in der zweiten Staffel fest, dass sie schwanger ist, beteuert aber, dass Rick der Vater sei.
In der siebten Staffel bestätigt Rick in einem Gespräch mit Michonne, dass Judith nicht seine Tochter sei, sondern Shane der Vater ist. Am Ende der zweiten Staffel ist das Dreiecks-Verhältnis zwischen Lori, Rick und Shane so zugespitzt, dass Rick – um seine Familie zu schützen – Shane letztendlich töten muss. Am Anfang der dritten Staffel macht Rick Lori dafür verantwortlich, dass er Shane töten musste, was sie auch einsieht. Sie selbst bereut was alles passiert ist und versucht Rick die Zeit zu geben, die er braucht, um ihr zu vergeben. Als Zombies in das Gefängnis eindringen, löst der zusätzliche Stress bei Lori die Wehen aus, es kommt zu Komplikationen bei der Entbindung ihres Babys und Lori trifft die Entscheidung, für ihr Baby zu sterben; Carl ist bei dem Notkaiserschnitt dabei und ist gezwungen, sie zu erschießen, damit ihr das Zombiedasein erspart bleibt. Nach ihrem Tod wird sie von Rick infolge eines nervlichen Zusammenbruchs mehrmals als Geist wiedergesehen.

### Andrea

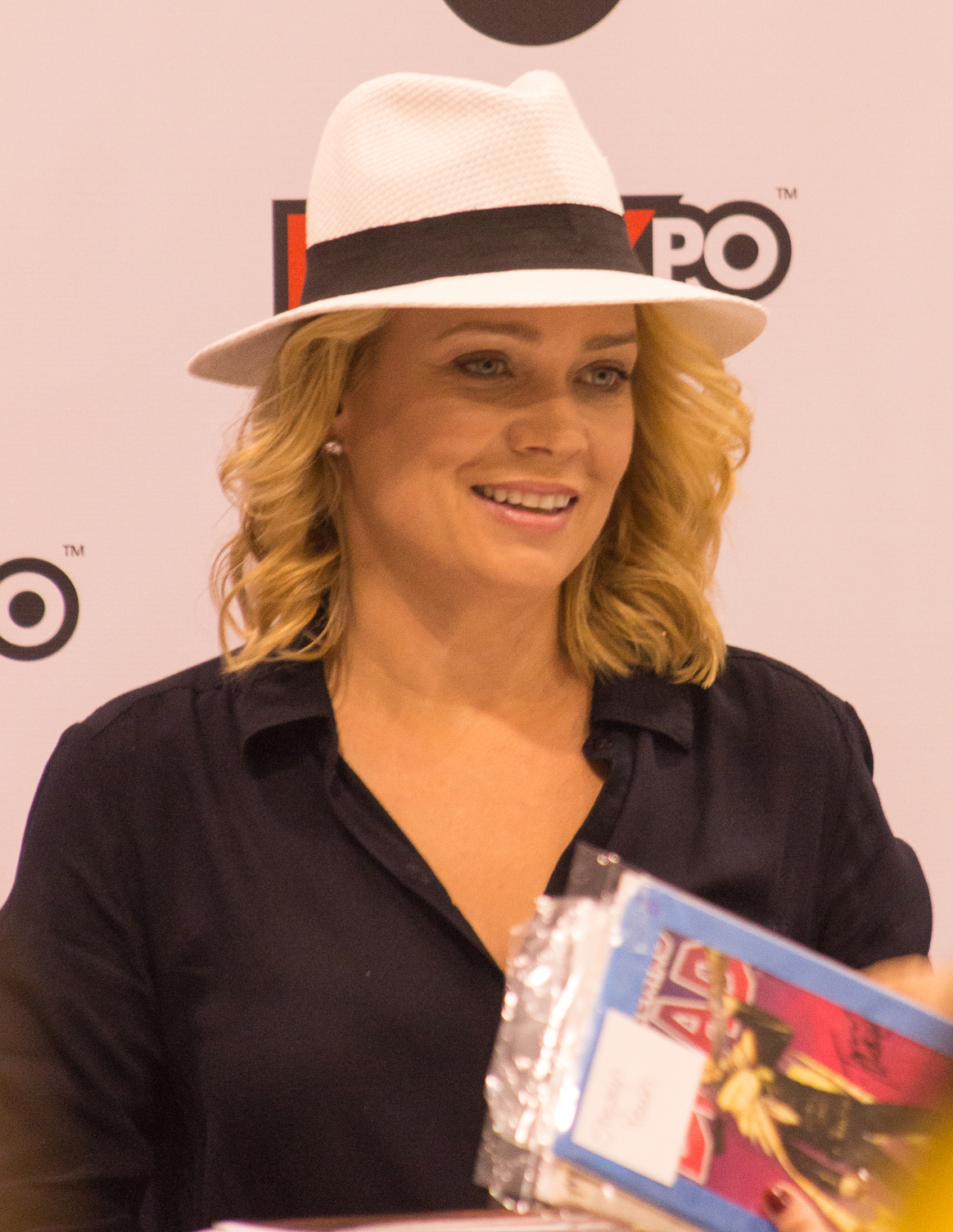
Laurie Holden, Darstellerin der Andrea

Andrea ist die zwölf Jahre ältere Schwester von Amy, die im Verlauf der ersten Staffel den Beißern zum Opfer fällt. Früher war sie als Bürgerrechtsanwältin tätig. Mit der Zeit lernt sie mit Shanes Hilfe den Umgang mit Schusswaffen. Amys Tod hat Andrea schwer getroffen und sie braucht lange Zeit, um ihn zu verarbeiten. Zwischenzeitlich will sie sich deswegen sogar das Leben nehmen, was von Dale, der väterliche Gefühle für sie entwickelt hat, verhindert wird. Aus Frust darüber, ist Andrea fortan permanent von Dales fürsorglichem Verhalten und Bevormundung ihr gegenüber genervt, was sie ihm auch deutlich zu verstehen gibt. Sie ist die einzige aus der Gruppe, die Shanes Sichtweise der Dinge teilt und ihn in seinen Handlungen bestärkt. Sie freundet sich mit ihm an und schlägt sogar vor, die Gruppe gemeinsam zu verlassen, was Shane jedoch ablehnt. Andrea hat eine starke Persönlichkeit, sagt immer ehrlich ihre Meinung und vertritt diese auch selbstsicher.
Als die Farm gegen Ende der zweiten Staffel von Zombies überrannt wird, wird sie von den anderen getrennt und kämpft sich alleine durch den Wald. Ihr kommt die mysteriöse Michonne zu Hilfe, mit der sie sich zusammenschließt. In der dritten Staffel gelangen Andrea und Michonne nach Woodbury, wo der Governor die Leitung übernommen hat. Ihre Gefühle für den Governor trüben ihr Urteilsvermögen gegenüber seinen Handlungen und sie lässt sich lange von ihm blenden. Nach den Schießereien in Woodbury übernimmt sie kurzzeitig eine Führungsrolle. Als Andrea schließlich begreift, dass der Governor Ricks Gruppe bedroht, wird ihr nach und nach das Wesen des Governors deutlich. Sie versucht, nach einem Plan von Carol, den Governor zu ermorden, schafft es jedoch nicht, weil ihre Gefühle sie davon abhalten. Als Milton ihr erzählt, dass der Governor Michonne foltern und alle aus Ricks Gruppe töten will, versucht sie zum Gefängnis zu fliehen. Dabei wird sie vom Governor abgefangen und in die eigentlich für Michonne vorgesehene Folterkammer gebracht.
Dort lässt der Governor sie an einen Stuhl gefesselt mit dem tödlich verwundeten Milton zurück, der nach seiner Verwandlung Andrea beißt, ehe sie sich befreien und ihn erlösen kann. Als die im Sterben liegende Andrea von Rick, Daryl und Michonne gefunden wird, gibt Rick ihr eine Waffe, mit der sie sich selbst erschießt.

### Dale Horvath
Dale ist ein 64 Jahre alter Herr, der keine Kinder hat und dessen Frau noch vor der Zombie-Apokalypse an Krebs starb. Er entwickelt Andrea und deren Schwester Amy gegenüber väterliche Gefühle. Er fährt das Wohnmobil, von dessen Dach aus oft Wache gehalten wird und das zu Anfang den Hauptaufenthaltsraum der Gruppe darstellt. Dale ist der Ruhepol der Gruppe. Dale versucht immer ruhig und überlegt zu handeln und ist darauf bedacht, die Stimmung in der Gruppe nicht ins Negative umschlagen zu lassen. Dies macht sich bemerkbar, indem er oft das Gespräch sucht, wenn er Probleme sieht. Durch diese Eigenschaft ist Dale für gewöhnlich einer der ersten, der über Neuigkeiten informiert ist.
Auch hat er trotz der Apokalypse immer noch hohe moralische und ethische Maßstäbe und versucht trotz allem ein guter Mensch zu bleiben. Allerdings ist er gerade Shane gegenüber sehr skeptisch und sieht in ihm oftmals eine Gefahr für den Rest der Gruppe, da er glaubt, Shane habe sich nicht immer selbst unter Kontrolle und würde auch im Zweifel über Leichen gehen. Außerdem weiß Dale von Shanes Eifersucht auf Rick. Er gerät zunehmend in Streit mit Shane und sagt ihm auch einmal offen ins Gesicht, was er von ihm hält. Allerdings wird er von Shane stark eingeschüchtert. Dale empfindet für Andrea mehr, als er durch sie erwidert bekommt. Am Ende der zweiten Staffel wird Dale von einem Beißer tödlich verletzt und daraufhin von Daryl aus Gnade erschossen.

### Glenn Rhee

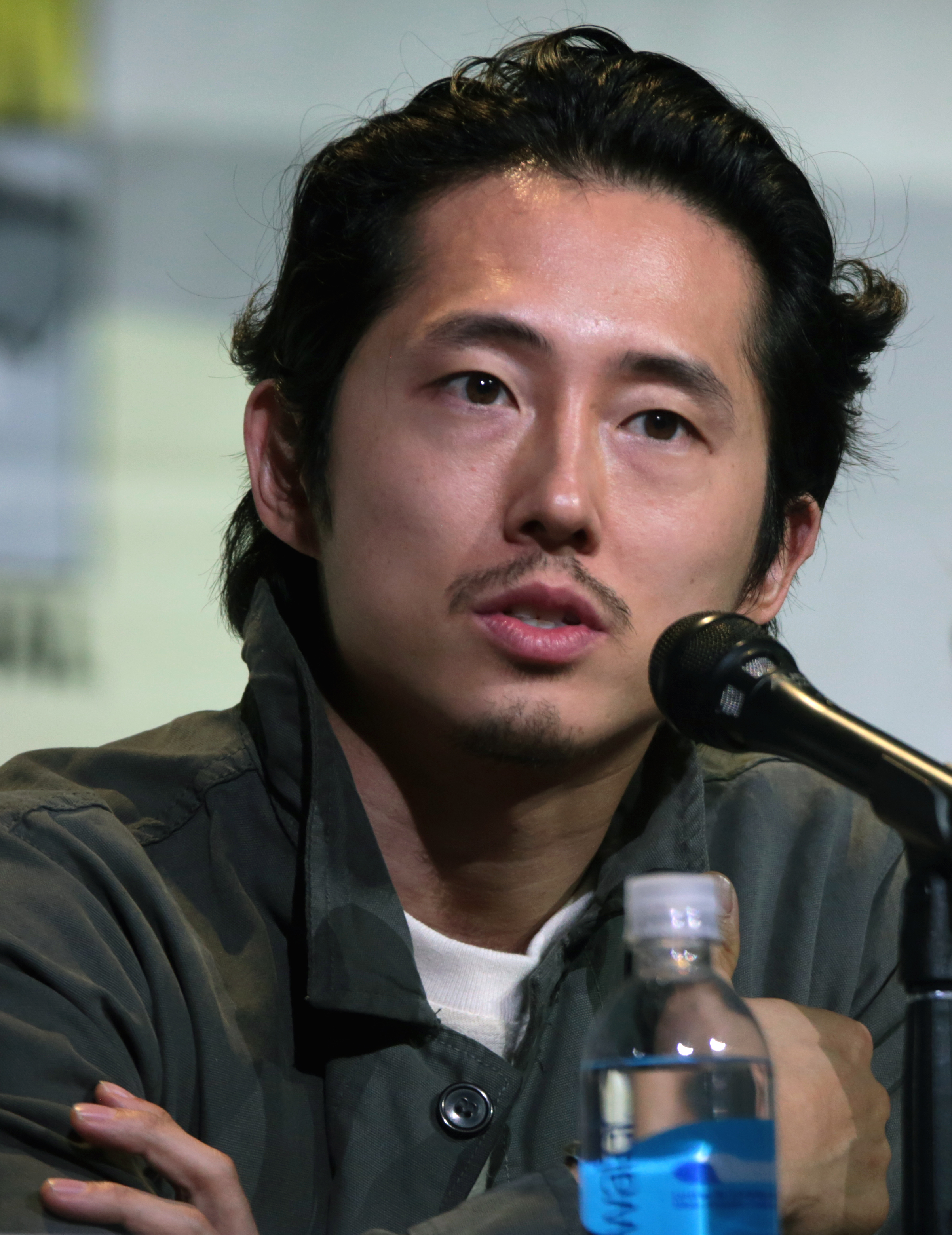
Steven Yeun, Darsteller des Glenn Rhee

Glenn ist ein junger Amerikaner koreanischer Herkunft. Vor der Zombie-Apokalypse war er als Pizzalieferant in Atlanta tätig und kennt sich demnach sehr gut in der Stadt aus. Deswegen agiert er freiwillig als Besorger von Vorräten für die Gruppe und geht am liebsten allein auf Beutezüge, weil er dann nur auf sich selbst aufpassen muss. Glenn ist der erste der Gruppe, der mit Rick in Kontakt kommt. Er rettet Rick dabei das Leben, indem er ihm über ein Funkgerät Anweisungen zur Flucht aus einem von Zombies umzingelten Panzer gibt. Glenn besitzt hohe moralische Vorstellungen und ist immer bereit, Verantwortung für sich und andere zu übernehmen. Er beweist immer wieder Mut und Loyalität gegenüber seinen Freunden und verliert diese Prinzipien über die Zeit nicht. Glenn ist oftmals die Stimme der Vernunft, wenn es darum geht, die Gruppe vor den Auswirkungen schlecht überlegter Entscheidungen zu bewahren.
Auf Hershels Farm verliebt er sich in dessen Tochter Maggie und die beiden kommen recht schnell zusammen. Im Gefängnis macht er ihr einen Heiratsantrag, den sie annimmt und die beiden begreifen sich von da an als Ehepaar. Als im Gefängnis eine tödliche Grippe ausbricht, wird Glenn ebenfalls infiziert und überlebt nur knapp die Krankheit. Während der letzten Schlacht um das Gefängnis wird die Gruppe auseinandergerissen und Glenn von Maggie getrennt. Gemeinsam mit Tara und Abraham Fords Gruppe sucht und findet Glenn Maggie wieder. In Alexandria versucht er, sich bestmöglich zu integrieren und engagiert sich als „Runner“, um Vorräte für die Stadt in deren Umgebung zu suchen. Bei einem Trip zu einem Kaufhaus muss er hilflos mit ansehen, wie Noah wegen der Feigheit des Alexandrianers Nicholas von Beißern zerfleischt wird. Glenn gerät in eine Fehde mit Nicholas, der sogar versucht, ihn umzubringen. Statt sich zu rächen, möchte Glenn ihm dabei helfen, ein besserer Mensch zu werden. Wenig später geraten die beiden auf der Flucht vor der Beißerherde in eine Sackgasse und retten sich auf eine Mülltonne. Daraufhin erschießt sich Nicholas vor Glenns Augen und reißt ihn im Fall in die Beißermenge mit. Glenn gelingt es, sich unter dem Container zu verstecken und unversehrt nach Alexandria zurückzukehren.
In der sechsten Staffel sorgt sich Glenn mehr denn je um die schwangere Maggie und muss sie immerzu überreden, sich aus potenziell gefährlichen Aktionen der Gruppe herauszuhalten. Nachdem Daryl sich auf die Suche nach Dwight und dessen Männern macht, um den Mord an Denise zu rächen, folgt Glenn ihm gemeinsam mit Rosita und Michonne. Dabei geraten alle vier in Gefangenschaft durch Negans Männer so wie wenig später auch Rick, Abraham, Sasha, Carl, Eugene, Aaron und Maggie. Dabei werden Abraham und Glenn mit Negans Baseballschläger „Lucille“ getötet.

### Carl Grimes

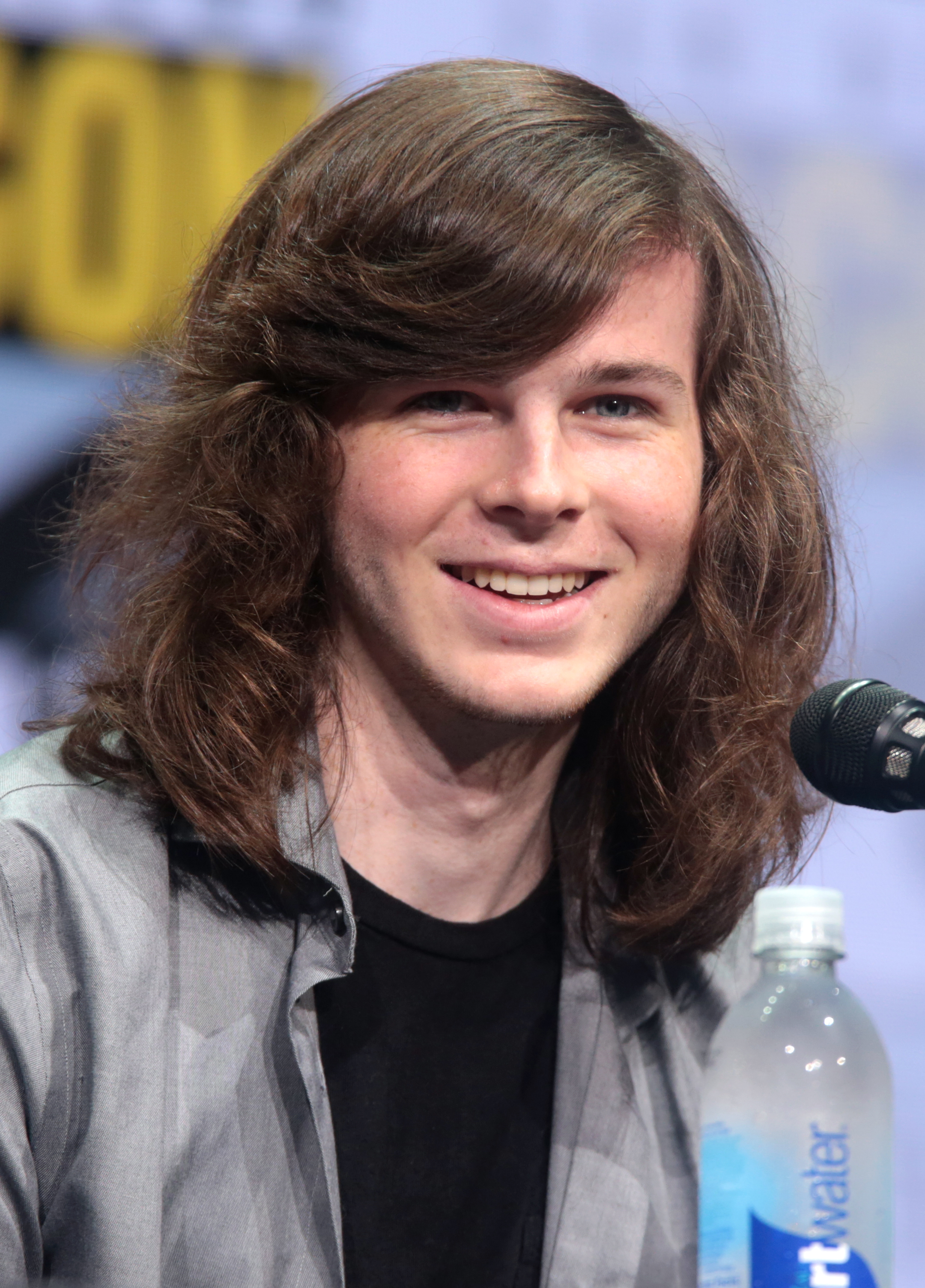
Chandler Riggs, Darsteller des Carl Grimes

Carl ist der Sohn von Lori und Rick und zu Beginn der Serie zwölf Jahre alt. Er schaut sehr zu seinem Vater auf und steht hinter fast allen seiner Entscheidungen, selbst wenn diese vom Rest der Gruppe kritisiert werden. Auch zu seiner Mutter hat Carl ein sehr gutes Verhältnis. Da er die Konflikte zwischen Lori, Shane und Rick nicht mitbekommt, sieht er in Shane ebenfalls eine wichtige Vertrauensperson. Carl überrascht seine Eltern immer wieder mit seiner – für die gegenwärtige Situation – sehr nüchternen und realistischen Sicht der Dinge. In der vierten Folge der dritten Staffel muss er seine verblutende Mutter erschießen, um sie vor dem Zombiedasein zu bewahren. Danach macht sich eine vorübergehende emotionale Kälte bei Carl bemerkbar; beispielsweise erschießt er einen jungen Woodbury-Bewohner, obwohl dieser sich ergeben wollte. Carl ist emotional völlig abgestumpft, was zur Folge hat, dass Rick ihn zeitweilig von den regelmäßigen Expeditionen ins Umland ausschließt und ihm seine Pistole abnimmt. Nach ihrer Vertreibung aus dem Gefängnis wird die Gruppe zwangsweise getrennt und Carl zieht gemeinsam mit seinem Vater weiter.
Später begegnen sie Michonne, zu der Carl eine Freundschaft aufbaut und die eine wichtige Vertrauensperson für ihn wird. In der vierten und fünften Staffel eilt er mehreren sich in Not befindenden Menschen zu Hilfe, wobei er auch einmal von Rick aufgehalten wird. In der Kirche macht er Rick in einem Gespräch klar, dass sie in der Lage seien, anderen Menschen zu helfen. In Alexandria fällt es Carl zunächst schwer, sich in den halbwegs wiedererlangten Alltag eines normalen Teenagers (Herumhängen mit Freunden, Comics lesen und Videospiele spielen) einzuordnen. Er nimmt Alexandria als sein neues Zuhause an, hat aber dennoch Bedenken, dass das Leben dort die Gruppe schwächen könnte. Carl gerät in einen Konflikt mit Jessies Sohn Ron: einerseits wegen seiner Freundschaft zu Rons Freundin Enid und andererseits, weil Rick Rons Vater Pete getötet hat.
Nachdem Alexandria von Beißern überrannt wird, werden Sam und Jessie von den Untoten angefallen und getötet. Ron gibt Rick und Carl hierfür die Schuld und zielt mit der Waffe auf die beiden. Michonne ersticht ihn daraufhin von hinten, wodurch sich ein Schuss löst und Carl in der Folge ein Auge verliert. In der Krankenstation wird er von Denise notversorgt und überlebt seine Verletzung. Er gerät gemeinsam mit seinem Vater und weiteren Freunden in Gefangenschaft durch Negans Gang. Im Gegensatz zu seinem Vater ist er nicht bereit, sich Negan vollständig zu unterwerfen und verübt auf eigene Faust ein Attentat auf diesen, welches jedoch fehlschlägt.
In der achten Staffel wird Carl von einem Beißer gebissen und stirbt schließlich an seiner Verletzung. In seinen letzten Momenten bittet er Rick, nicht alle Saviors zu töten, sondern friedlich mit ihnen zusammenzuleben. Rick verspricht ihm, diesen Wunsch zu erfüllen, bevor Carl sich schließlich selbst erschießt, um nicht zum Untoten zu werden.

### Daryl Dixon

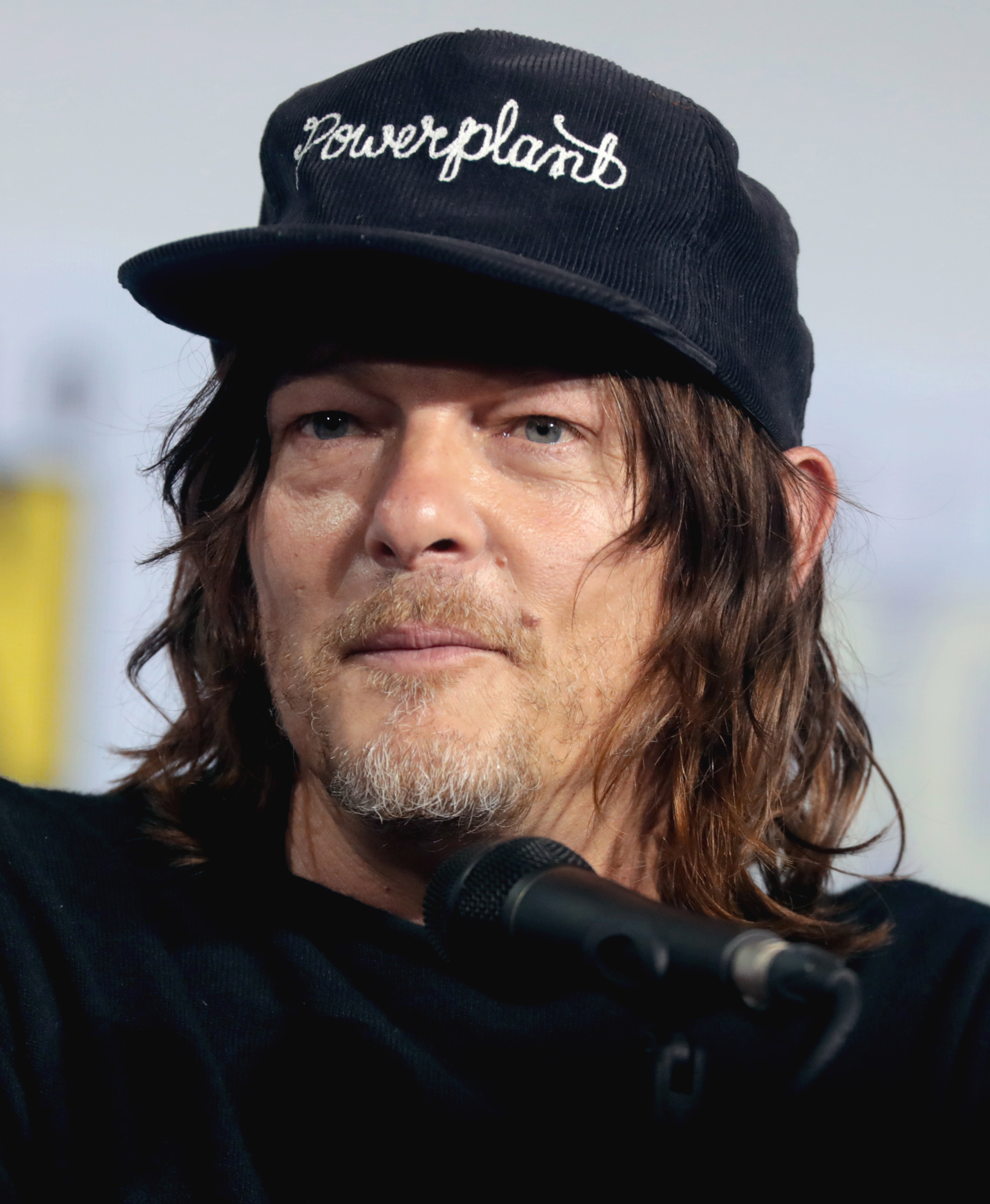
Norman Reedus, Darsteller des Daryl Dixon

Daryl ist der jüngere Bruder von Merle, der kurzzeitig auch ein Teil der Gruppe war. Er ist ein Überlebenskünstler und gut im Fährtenlesen. Daryl tötet die Beißer mit seiner Armbrust, da diese leiser als herkömmliche Waffen ist und somit keine weiteren Angreifer anlockt. Im starken Kontrast dazu zählen laute Motorräder zu Daryls Lieblingsfortbewegungsmitteln in der Apokalypse. Daryl hat als Kind unter dem autoritären Erziehungsstil seines alkoholkranken Vaters sehr gelitten und fühlte sich von seinem älteren Bruder Merle im Stich gelassen, weil dieser oft wegen diverser Gefängnisaufenthalten nicht für ihn da war. Geprägt durch seine schwere Kindheit, macht Daryl sich als Erwachsener nicht mehr viel aus anderen Menschen und ist überwiegend auf sich selbst bedacht.
Das Leben in der Gruppe verändert ihn nachhaltig und er wird zunehmend zu einem wertvollen Mitglied der Gruppe. Er entwickelt freundschaftliche Gefühle gegenüber Carol, die ihm für seine Verbissenheit bei der Suche nach ihrer Tochter Sophia sehr dankbar ist. Beide setzen sich stets inner- und außerhalb der Gruppe füreinander ein. In der dritten Staffel muss Daryl seinen Bruder Merle, der bei einem eigenmächtigen Versuch, den Governor zu töten, erschossen wird, von seinem Dasein als Zombie erlösen. Zu Beginn der vierten Staffel zählt Daryl zum Rat der Überlebenden, der nun die Entscheidungen für die Gruppe trifft. Beim Sturm des Gefängnisses durch den Governor werden Daryl und Beth von den anderen Gruppenmitgliedern getrennt. Gemeinsam ziehen sie durch die Umgebung und lernen einander erstmals näher kennen. Nach dem mysteriösen Verschwinden Beths, schließt sich Daryl notgedrungen einer Gruppe ruchloser Herumtreiber an. Als diese Rick, Carl und Michonne angreifen, hilft Daryl Rick dabei, die Männer zu töten. Nach der Flucht aus Terminus macht Daryl sich gemeinsam mit Carol auf die Suche nach Beth in Atlanta. Er kann sie in einem Krankenhaus ausfindig machen und fällt nach der gescheiterten Rettungsmission in eine Phase der Depression. Daryl weigert sich zunächst, sich in Alexandria anzupassen. Er übernimmt schließlich die Aufgabe eines Scouts an der Seite von Aaron. Gemeinsam treffen sie auf Morgan und bringen ihn nach Alexandria.
In der sechsten Staffel übernehmen Daryl, Abraham und Sasha die Aufgabe in Ricks Plan, die Beißerherde aus dem Steinbruch wegzulocken, allen voran die Herde anzuführen. So gelingt es ihnen, einen großen Teil davon weit genug von Alexandria wegzulocken. Dabei kommt es zu ersten Auseinandersetzungen mit Negans Männern, die sich den drei auf ihrem Rückweg nach Alexandria schließlich in den Weg stellen und sie bedrohen. Daryl tötet die Männer mit einer RPG-Waffe und die Gruppe kehrt zurück nach Alexandria. Daryl bringt den Vorschlag, im Austausch gegen Hilltops Vorräte, Negans übrige Männer zu töten, was von Maggie entsprechend ausgehandelt wird. Bei einem Besorgungstrip wird Denise von Negans Männern getötet sowie Eugene schwer verletzt. Daryl gibt sich hierfür die Schuld, da er den Schützen Dwight bei ihrer ersten Begegnung am Leben ließ, dieser sich nun als Teil von Negans Gang entpuppte. Er versucht, Dwight auf eigene Faust zu finden, um sich zu rächen. Daryl sowie Glenn, Rosita und Michonne, die ihm folgen, werden daraufhin gefangen genommen und Daryl von Dwight angeschossen. Daraufhin wird Daryl von Negan gefangen gehalten und psychisch gefoltert, um ihn zu rekrutieren. In der achten Folge der siebten Staffel gelingt Daryl zusammen mit „Jesus“ die Flucht aus der Gefangenschaft. An der Seite seiner Freunde gelingt es Daryl, die Saviors zu bekämpfen und ein friedliches Leben mit allen Bewohnern zu leben.
Nach Ricks vermeintlichen Tod, zu welchem er brüderliche Gefühlte entwickelt hatte, isoliert er sich sechs Jahre. Daryl selbst verliert nicht die Hoffnung, dass Rick noch irgendwo ist. Nachdem Alpha, die Anführerin der Flüsterer, mehrere Mitglieder der Miliz, darunter auch Carols Adoptivsohn Henry, enthauptet hat, ist Carol von Rache getrieben und unvorsichtig, was Daryl anfangs versteht. In der zehnten Staffel geraten Daryl und Carol immer mehr in Streit und die Freundschaft scheint mehr und mehr zu kippen. Daryl, Carol, Magna, Jerry, Aaron, Kelly und Connie werden schließlich von Alpha in eine Höhle voller Beißer getrieben, wo sie nur schwer rauskommen. Die Höhle explodiert anschließend und die Gruppe schafft es nur knapp raus. Magna und Connie, zu welcher Daryl Gefühle entwickelt hat, überleben die Explosion nicht. Daryl ist fortan nicht gut auf Carol zu sprechen, da sie durch ihre Rachegelüste die Gruppe in Gefahr gebracht hat.

### Carol Peletier

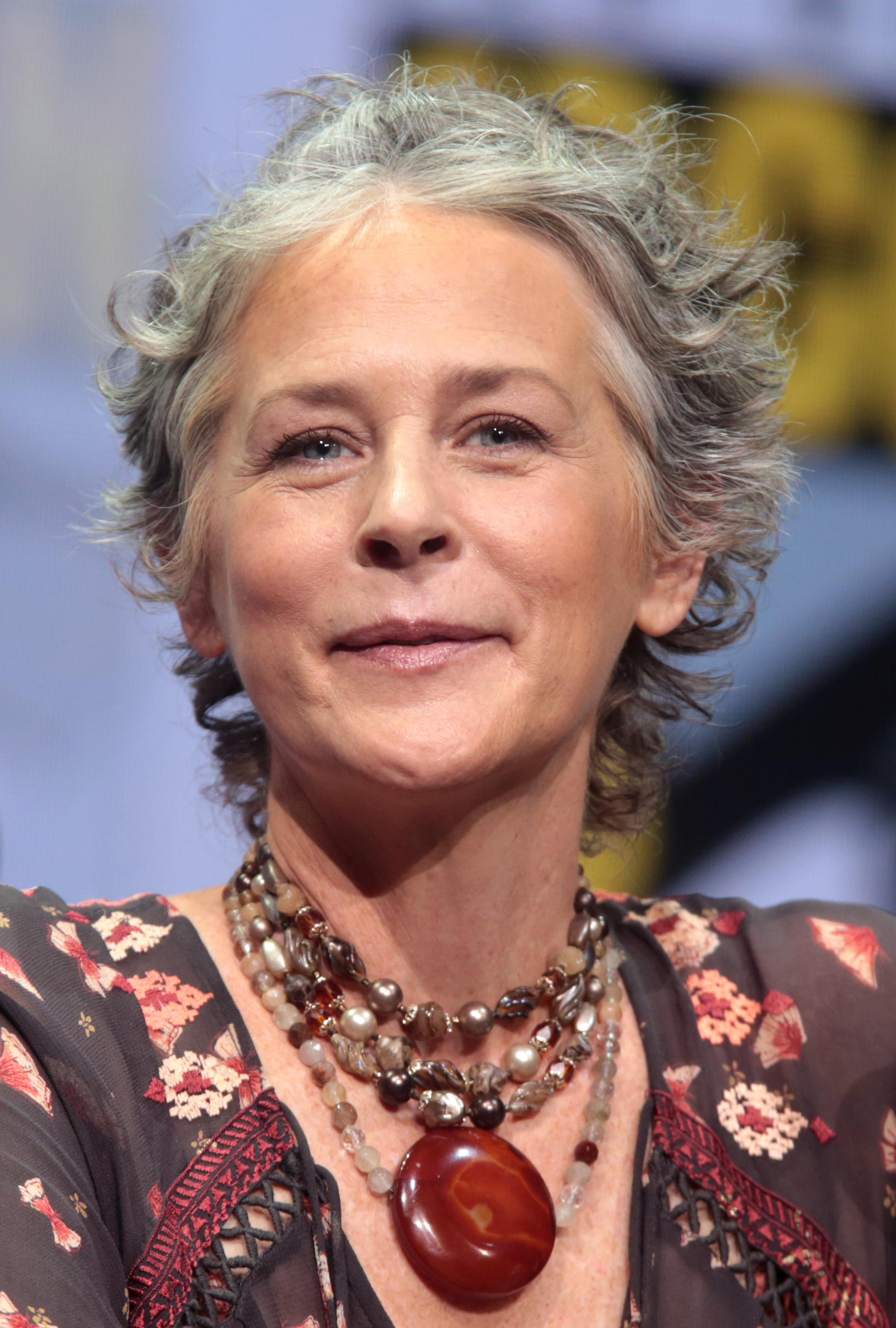
Melissa McBride, Darstellerin der Carol Peletier

Carol ist die Mutter von Sophia und Ehefrau von Ed. Da ihre Kinder ein ähnliches Alter haben, verbringt sie häufig Zeit mit Lori und ist auch fürsorglich gegenüber Carl. Durch ihre Ehe mit ihrem patriarchalischen, gewalttätigen Ehemann ist Carol vor und in den ersten Wochen nach der Apokalypse eine sehr unsichere und defensive Person, die kaum fähig ist, eigene Entscheidungen zu treffen. Nachdem Ed den Beißern zum Opfer gefallen ist, gewinnt sie Stück für Stück an Selbstbewusstsein. In der zweiten Staffel verschwindet ihre Tochter spurlos. In dieser Zeit kommt sie Daryl näher, der sich wie kein anderer aus der Gruppe bemüht, Sophia lebend wiederzufinden. Diese wird später in der Scheune der Greene-Farm unter den darin gefangenen Beißern wiedergefunden und von Rick von ihrem Dasein erlöst. In der dritten Staffel wird Carol nach dem Zombieangriff für tot gehalten, aber dann von Daryl lebend gefunden. Zusammen mit Beth kümmert sich Carol nach Loris Ableben um deren neugeborene Tochter Judith. Sie unterrichtet in der dritten Staffel die Kinder der inzwischen stark gewachsenen Gemeinschaft. Dem sterbenden Ryan Samuels verspricht sie, auf dessen Töchter Lizzie und Mika so aufzupassen, als wären sie ihre eigenen.
Während der Quarantäne tötet sie die mit dem Grippevirus infizierten Karen und David, woraufhin sie nach Aufforderung von Rick die Gruppe verlassen muss. Nach der Zerstörung des Gefängnisses rettet Carol Judith, Lizzie und Mika vor Beißern und trifft dabei auch auf Karens Freund Tyreese. Wenig später gesteht Carol Tyreese ihre Tat an Karen und er verzeiht ihr. Nach der Ermordung von Mika durch ihre Schwester Lizzie, sieht Carol sich zum Schutz aller Beteiligten gezwungen, Lizzie zu töten. Sie zieht mit Tyreese und Judith weiter nach Terminus, wo sie in einer spektakulären Rettungsaktion ihre Freunde aus den Fängen der Kannibalen befreit. Anschließend hat sie zunächst Probleme, sich wieder in die Gruppe einzufinden. Gemeinsam mit Daryl macht sie sich auf die Suche nach Beth und wird dabei von Officern des Grady Memorial mit dem Auto angefahren. Durch Beths Einsatz kann sie im Krankenhaus erfolgreich behandelt werden und wird schließlich im Rahmen eines Gefangenenaustauschs wieder Teil von Ricks Gruppe. In Alexandria angekommen, verkauft sie sich als brave, harmlose Hausfrau, während sie sich mit Rick und Daryl hinterrücks verschwört und sie in den Besitz von Waffen bringt. Sie bedroht Sam, der sie beim Waffenklau beobachtet hat, sowie dessen Vater Pete.
Als Alexandria von den Wölfen angegriffen wird, lässt sie ihre Tarnung kurzfristig fallen, nur um eine neue als Wolf anzunehmen und so den Ort mit allen verfügbaren Mitteln zu beschützen. Danach macht sich eine gewisse emotionale Instabilität bei Carol bemerkbar. Sie beginnt unter Morgans Einfluss damit, ihre Entscheidungen in Bezug auf Menschen, die eine Bedrohung für sie und ihre Mitmenschen darstellen, zu hinterfragen. Am Ende der Staffel sieht sich Carol schließlich außerstande, weiterhin potenziell gefährliche Menschen umzubringen und verlässt Alexandria. Nachdem sie erneut gezwungen ist, einige Männer Negans zu töten, wird sie von einem der Männer, der verletzt überlebt hat, verfolgt und mit mehreren Schüssen aus Rache gefoltert. Morgan, der Carol inzwischen ebenfalls aufspüren konnte, erschießt den Mann, um sie zu retten. Zwei Männer, die offenbar zu einer bisher unbekannten Gruppe gehören, tauchen daraufhin auf und bieten den beiden ihre Hilfe an.

### Maggie Greene-Rhee

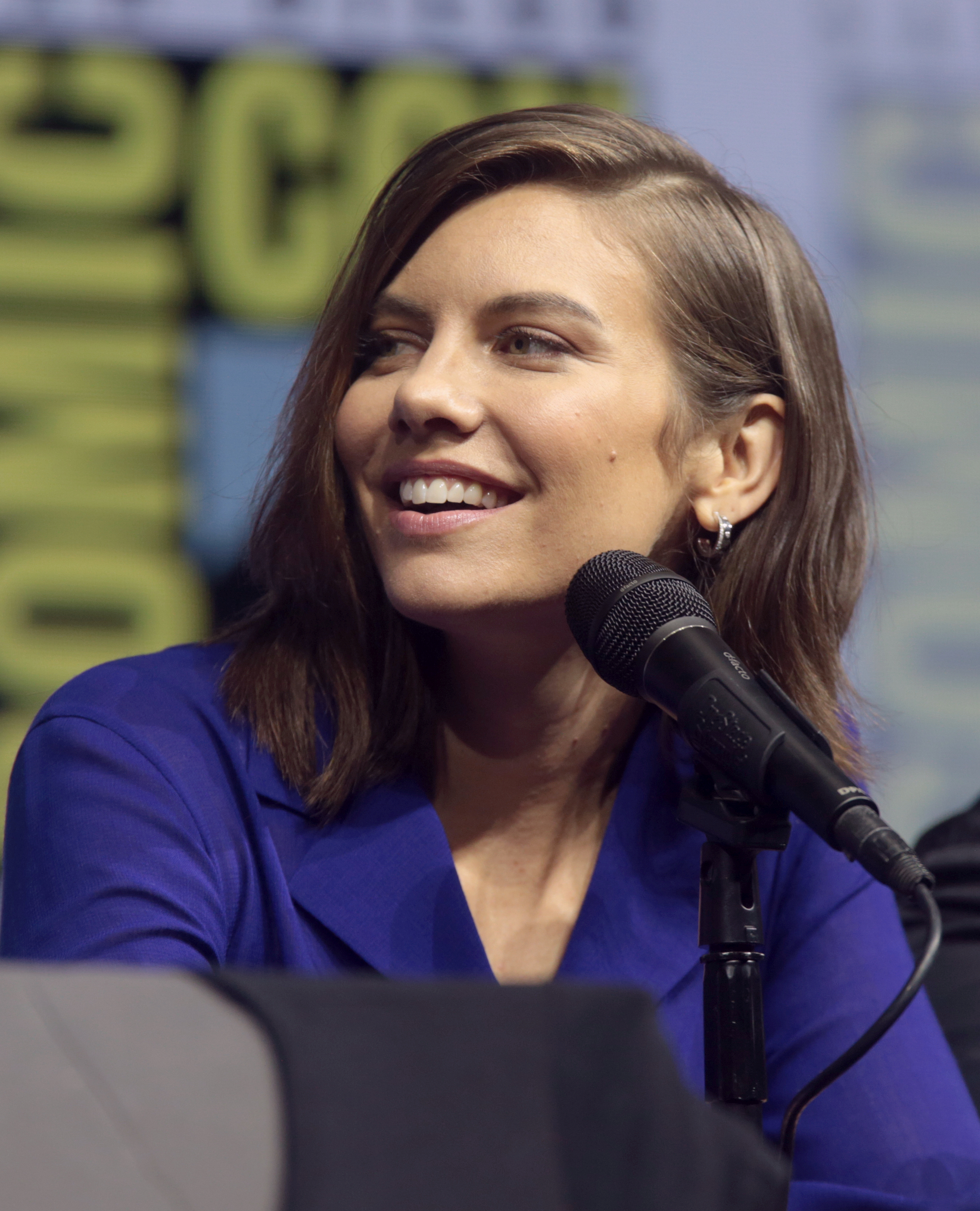
Lauren Cohan, Darstellerin der Maggie Greene

Maggie ist die älteste Tochter von Hershel, die kurz nach der Ankunft der Gruppe ein Verhältnis mit Glenn anfängt. Anfangs gibt sie sich betont unabhängig und distanziert, nach einer Weile zeigt sie jedoch offen ihre Gefühle. Maggie hat eine starke Persönlichkeit mit einer rebellischen Ader und nimmt kein Blatt vor den Mund, wenn ihr etwas nicht passt. Denkt sie zu Beginn noch genau wie Hershel, dass man Zombies heilen kann, wird ihr später klar, dass die mutierten Menschen verloren sind. In der dritten Staffel ist sie ein wichtiges Mitglied der Gruppe geworden und gehört neben Carol zu den einzigen beiden Frauen, die den Männern dabei helfen, die Gemeinschaft vor Angriffen der Zombies und Menschen zu beschützen. Sie wird gezwungen, dem Governor von dem Gefängnis zu erzählen, nachdem sie gemeinsam mit Glenn entführt und gefoltert worden ist. Beide werden von Rick gerettet. Glenns Heiratsantrag nimmt Maggie glücklich an und die beiden sehen sich fortan als Ehepaar.
Nach dem Angriff des Governors auf das Gefängnis zieht sie mit Sasha und Bob auf der Suche nach Glenn weiter. Durch Abraham, Rosita und Eugene finden beide Gruppen schließlich zusammen und treffen wenig später in Terminus ein. Nach ihrer Rettung durch Carol und einigen Tagen in Pater Gabriels Kirche macht sich Maggie zusammen mit Glenn, Tara, Abraham, Rosita und Eugene auf den Weg nach Washington. Währenddessen gesteht Eugene, dass er gar keine Kenntnis über ein Heilmittel gegen die Seuche hat und sie kehren zu Ricks Gruppe zurück. Nach dem Verlust ihrer Schwester Beth als einzige überlebende Blutsverwandte verliert Maggie zeitweise ihren Lebensmut. In Alexandria fungiert sie als Assistentin der Anführerin Deanna, wobei sie Ohrenzeugin von Gabriels Verrat an der Gruppe wird. Maggie versucht, Deanna von der Wichtigkeit Ricks und seiner Gruppe für ihr Überleben zu überzeugen und engagiert sich für seinen Verbleib in Alexandria. In der sechsten Staffel erfährt man, dass Maggie schwanger ist. Nachdem Alexandria von der Existenz einer anderen friedlichen Gemeinschaft (Hilltop) erfährt, reist sie dorthin mit, um in Ricks Auftrag mit Hilltops Anführer Gregory ein Tauschgeschäft um Lebensmittel auszuhandeln.
Gregory willigt nur ein, weil Ricks Gruppe ihm verspricht, Hilltop von der Bedrohung durch Negans Gang zu befreien. Gemeinsam mit Carol wird Maggie bei dem Überfall auf eine von Negans Unterkünften gefangen genommen und entführt. Die beiden entkommen, indem sie ihre Entführer töten. Zwischen Maggie und Aaron entwickelt sich eine gute Freundschaft. Deshalb besteht Aaron darauf, sie gemeinsam mit Rick und den anderen zum Arzt nach Hilltop zu fahren, als Maggie plötzlich schwer krank wird. Auf dem Weg gerät die Gruppe in einen Hinterhalt Negans und wird gefangen genommen. Als Glenn von Negan vor Maggies Augen kaltblütig ermordet wurde, ist sie von Rache angetrieben. Nachdem gegen Ende der achten Staffel Rick Negan vor dem Verbluten gerettet hat, bricht Maggie zusammen. Nach dem Zeitsprung von anderthalb Jahren in der neunten Staffel beschließt Maggie, Negan zu töten. Nachdem sie in die Zelle gelangt und Negan als gebrochenen Mann sieht, beschließt sie, ihn am Leben zu lassen, da er so nur noch mehr leidet.
Später erfährt man, dass Maggie Hilltop verlassen und sich mit Georgie auf einer Suche nach anderen Gemeinschaften gemacht hat. Gegen Ende der zehnten Staffel kehrt sie mit ihrem Sohn zurück und findet ihr einstiges Zuhause in Trümmern vor.

### Michonne

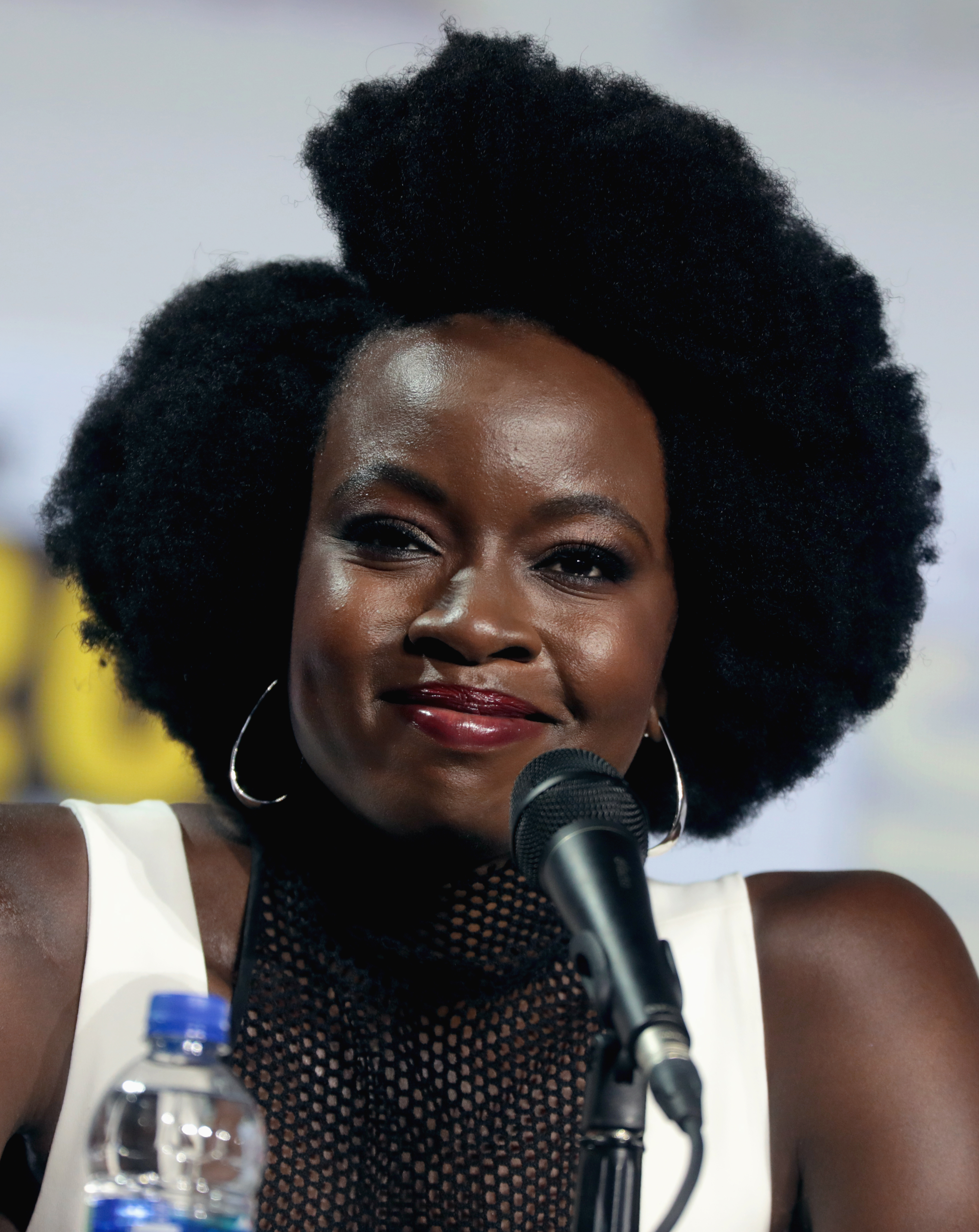
Danai Gurira, Darstellerin der Michonne

Die Schwertkämpferin Michonne taucht am Ende der zweiten Staffel auf, als sie Andrea das Leben rettet und sich später mit ihr zusammenschließt. Sie hatte einen dreijährigen Sohn namens Andre, der zu Beginn der Apokalypse verstarb. Dafür machte sie ihren damaligen Lebenspartner Mike und dessen Freund Terry verantwortlich, die sie als Beißer monatelang an Ketten bei sich führte. Zuvor nahm sie den beiden Zombies die Fähigkeit, ihr Schaden zuzufügen, indem sie ihnen mit ihrem Schwert die Arme abhackte und die Unterkiefer entfernte. Damit wurde sie für andere Zombies quasi unsichtbar und war so vor deren Attacken geschützt. Michonne ist skeptisch gegenüber Fremden und geht den Dingen genau auf den Grund, bevor sie sich auf sie einlässt. Gemeinsam mit Andrea gelangt sie in die Siedlung Woodbury, wo der Governor die Leitung übernommen hat. Michonne spürt instinktiv, dass an der Siedlung etwas nicht stimmt.
Als sie Woodbury verlässt, wird sie von Merle im Auftrag des Governors verfolgt und angeschossen. Sie wird Zeuge von Glenns und Maggies Entführung und begibt sich zum Gefängnis, um den dort Lebenden davon zu berichten. Nachdem Carl sich für ihren Verbleib ausgesprochen hat, beginnt sie sich in Ricks Gruppe einzufügen und ist bereits zu Anfang der vierten Staffel ein gut integriertes Mitglied. Aufgrund ihrer Kampferfahrung und ihrer ehrlichen Art ist Michonne ein wertvolles und geschätztes Mitglied der Gemeinschaft. Michonne wird gemeinsam mit Hershel vom Governor als Geisel genommen, als er erneut das Gefängnis übernehmen will. Sie durchbohrt den Governor mit ihrem Schwert als dieser versucht Rick zu erwürgen und lässt Andreas und Hershels Mörder im Sterben liegend, mit der Aussicht sich zu verwandeln, zurück. Nach Terminus überzeugt Michonne Rick davon, die Gruppe nach Washington D.C. zu führen und später, Aaron nach Alexandria zu folgen. So ist sie maßgeblich daran beteiligt, dass die Gruppe eine neue sichere Zuflucht findet. Dort wird sie zu Ricks Hilfspolizistin ernannt.
In der sechsten Staffel stößt Ricks anhaltende Geringschätzung der Bewohner von Alexandria bei Michonne auf immer mehr Unverständnis, da sie sich stark darum bemüht, sich in die Gemeinschaft einzugliedern und keine Unterschiede mehr zwischen ihrer Gruppe und Bewohnern Alexandrias macht. Sie baut ein gutes Verhältnis zu Deanna auf und hofft, genau wie sie, auf eine Zukunft für Alexandria. Michonne zeigt sich sehr betroffen über Deannas Schicksal, nachdem diese gebissen wird und in Jessies Haus allein zurückgelassen werden muss. Bei dem Versuch, durch die Beißermenge zu entkommen, werden Jessie und Sam von Streunern angegriffen und zerfleischt. Ron, der Rick und Carl dafür die Schuld zuschreibt, richtet daraufhin seine Waffe gegen sie. Um Ron aufzuhalten, ersticht Michonne ihn von hinten mit ihrem Schwert. Dabei löst sich dennoch ein Schuss aus seiner Waffe und bohrt sich durch Carls rechtes Auge. Während dieser von Denise verarztet wird, unterstützt Michonne Rick als erste im Kampf gegen die übrigen Zombies. Wenig später werden Rick und Michonne ein Paar. Michonne gerät gemeinsam mit Glenn, Rosita und Daryl in Gefangenschaft durch Negans Männer. In der siebten Staffel werden Michonne und Rick ein Paar und sieht Judith fortan als Tochter an. Auch sie hat mit Carls Tod nur schwer zu kämpfen.
Nachdem sie mit Rick in der neunten Staffel liiert war, bricht sie zusammen als sie Ricks Tod an der Brücke erlebt. Sechs Jahre später ist Michonne Anführerin von Alexandria, weniger aufgeschlossen und vertraut komischerweise niemandem mehr. Auch die Gruppe um Magna und Co. lässt sie nur bedingt rein und bringt sie anschließend nach Hilltop. Später erfährt man den Grund ihres mangelnden Vertrauens gegenüber anderen: Michonne hat in den sechs Jahren eine Gruppe Kinder reingelassen, wo die Anführerin ihre einstige Freundin war. Nach einer Zeit entpuppt sich die Gruppe als kaltblütige Kindermörder. Sie entführen Michonne und Daryl und foltern diese. Beinahe haben sie die damals noch schwangere Michonne am Bauch verletzt. Sie tötet schließlich ihre ehemalige Freundin und die Kinder. In der zehnten Staffel trifft sie auf einen Mann namens Virgil, welcher sie auf einer weit entfernten Insel bringt, wo scheinbar seine Familie und Waffen für Alpha warten. Dort angekommen, findet sie Hinweise auf das Überleben ihres Verlobten Rick. Sie erzählt es Judith per Funk und wird von dieser veranlasst, sich auf die Suche nach Rick zu machen. Ihr genauer Aufenthaltsort ist seitdem unbekannt.

### Hershel Greene

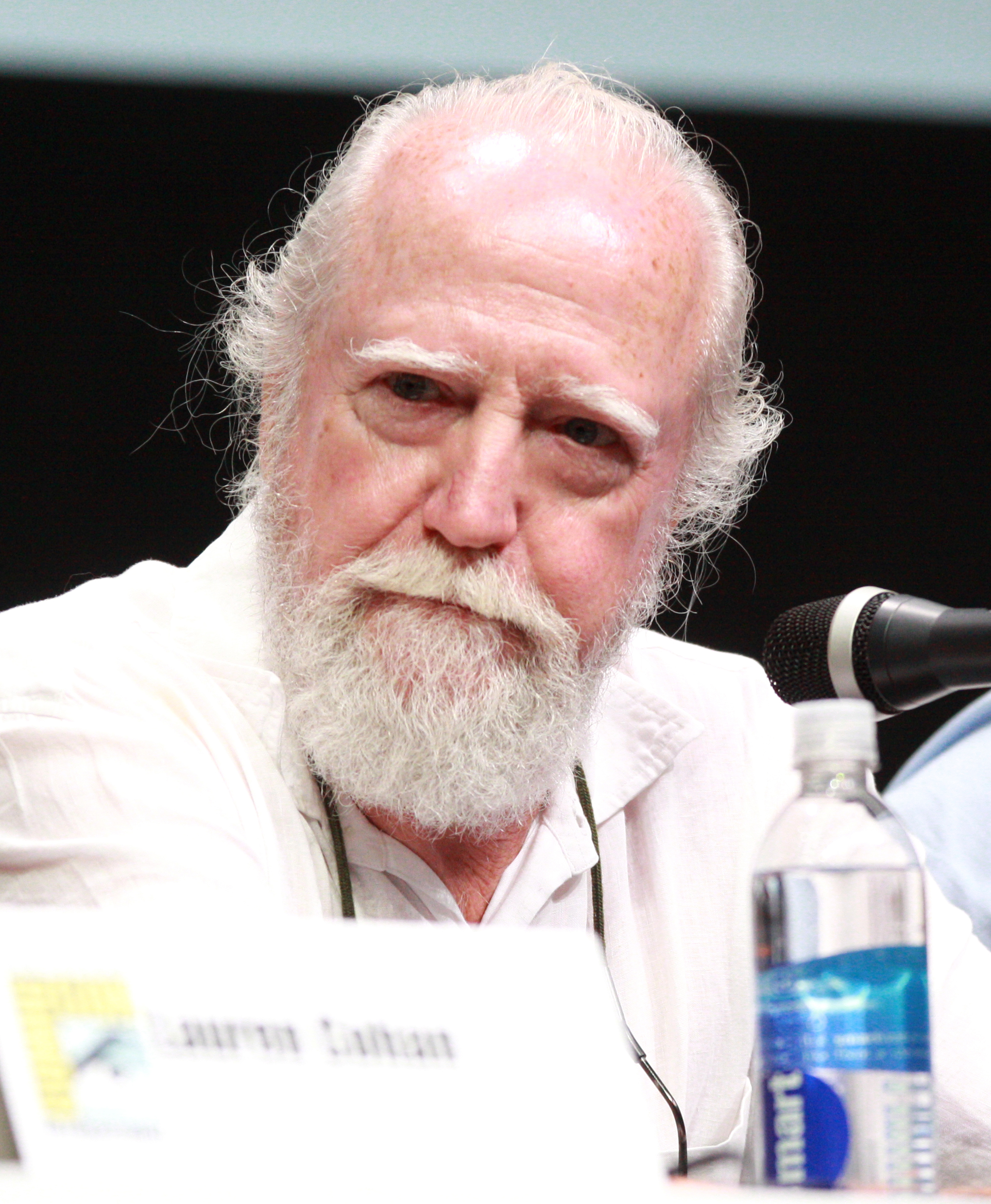
Scott Wilson, Darsteller des Hershel Greene

Hershel ist ein alter Mann, der zusammen mit seinen Töchtern und einigen anderen Personen auf seiner Farm lebt, mit denen er am liebsten unter sich bleiben würde. Als Carl jedoch von einem Mitglied seiner Gruppe, Otis, versehentlich angeschossen wird, rettet ihm Hershel durch eine Notoperation das Leben. Da er vor dem Ausbruch der Epidemie Tierarzt war, ist Hershel der erste, der bei medizinischen Fragen um Hilfe gebeten wird. Er hat anfangs seine eigene Theorie zu der Seuche und glaubt, dass die Zombies nicht tot, sondern lediglich krank seien und durch ein geeignetes Heilmittel wieder zu normalen Menschen werden könnten. Aus diesem Grund werden sie von ihm auch nicht getötet, sondern eingefangen und in seiner Scheune festgehalten. Shanes eindrucksvolle Demonstration der Unumkehrbarkeit des Zombiedaseins seiner mutierten Angehörigen bringt den streng religiösen Hershel wieder zur Vernunft, verleitet aber den trockenen Alkoholiker kurzzeitig dazu, mit dem Trinken wieder anzufangen. Am Ende der zweiten Staffel wird Hershels Farm von einer Beißerherde überrannt und die Überlebenden beider Gruppen müssen gemeinsam fliehen.
In der dritten Staffel gehört Hershel zu den wenigen Personen, auf deren Rat und Zuspruch Rick vertraut und in seine Entscheidungen mit einbezieht. Hershel wiederum zollt Rick seinen Respekt, indem er stets ehrlich zu ihm ist und mit ihm die eigenen Handlungen im Voraus bespricht. Rick rettet Hershel auch das Leben, indem er ihm rechtzeitig den Unterschenkel amputiert, nachdem Hershel von einem Zombie gebissen wird. Als Farmer besitzt Hershel wichtige Kenntnisse in Tierzucht und Ackerbau, was die Gruppe auch während ihres Aufenthalts im Gefängnis erfolgreich betreibt. Hershel entwickelt väterliche Gefühle für Glenn und gesteht ihm dies. Zu Beginn der vierten Staffel ist Hershel ein Mitglied des Rates der Überlebenden, der die Entscheidungen für die Gruppe trifft. Als die tödliche Grippe ausbricht, hilft Hershel tatkräftig bei der Pflege und Heilung der Infizierten mit. Zusammen mit Michonne wird er vom Governor entführt und als Druckmittel missbraucht, um einen Abzug von Ricks Gruppe aus dem Gefängnis zu erzwingen. Als Rick auf den Erpressungsversuch seines Gegenspielers jedoch nicht eingeht, wird Hershel durch den Governor mit Michonnes Schwert geköpft.

### Merle Dixon

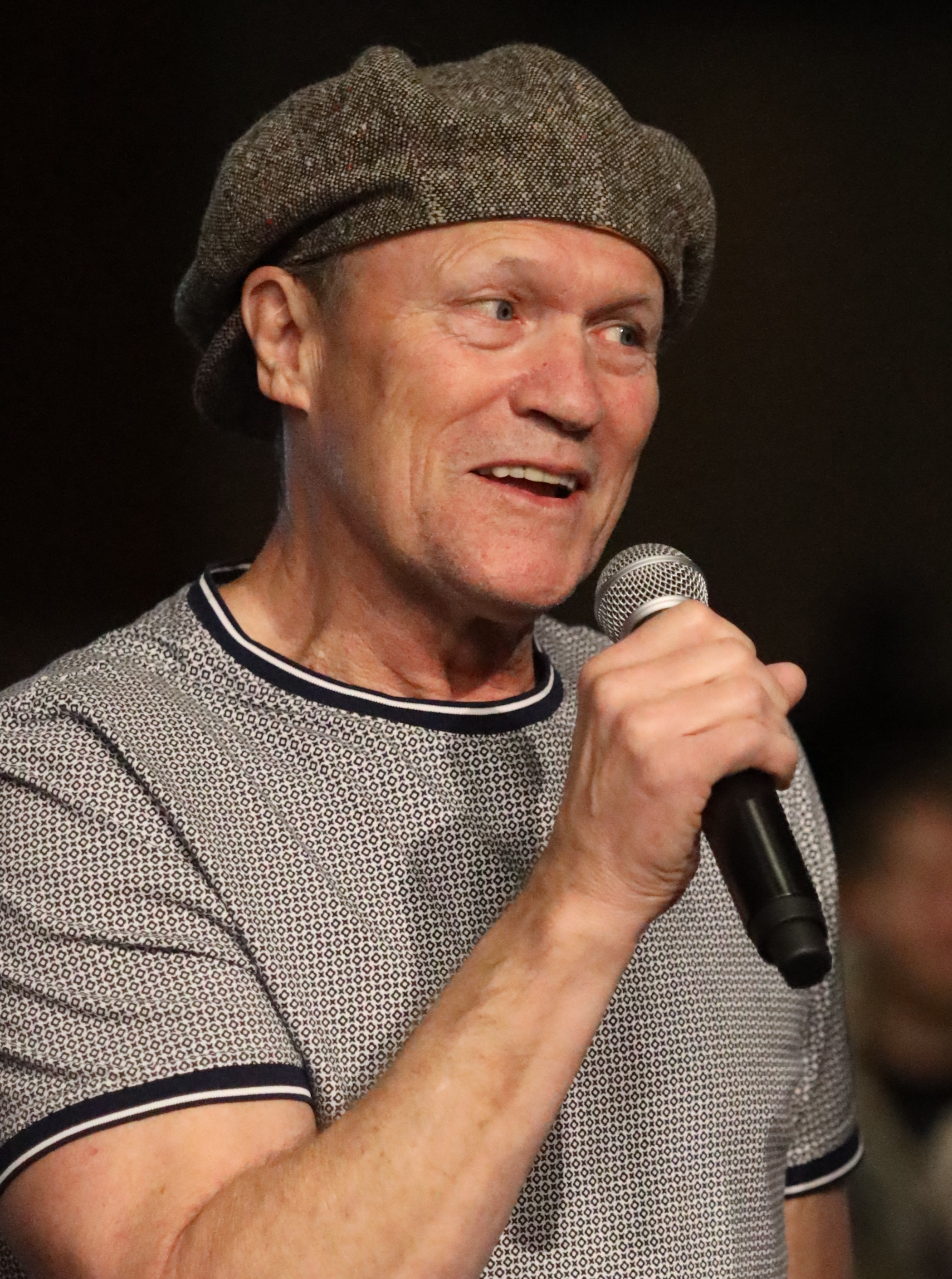
Michael Rooker, Darsteller des Merle Dixon

Der ältere Bruder von Daryl ist ein Rassist, gewalttätig, aggressiv, drogenabhängig und gibt wenig auf die Meinung anderer. Ebenso wie Daryl wurde Merle von seinem alkoholkranken Vater misshandelt. Direkt beim ersten Treffen gerät Merle in Konflikt mit Rick und wird von diesem auf dem Dach eines Hochhauses mit Handschellen festgekettet zurückgelassen. Er sägt sich selbst die rechte Hand ab und verschwindet spurlos. In der zweiten Staffel erscheint er seinem Bruder Daryl als Halluzination nach einem Unfall. Daryls und Merles Verhältnis ist nicht sehr herzlich, auch wenn die Brüder emotional doch sehr aneinander hängen. Merle meint, er hätte alles getan, um einen Mann aus seinem Bruder zu machen und sei der einzige, der sich etwas aus ihm mache. Daryl hingegen empfindet es so, dass Merle niemals für ihn da war. In der dritten Staffel ist er in der Siedlung Woodbury zu finden, die vom Governor geleitet wird.
Dort ist er dessen rechte Hand, flieht jedoch zusammen mit seinem Bruder Daryl, als der Governor Merle als Agenten der Gruppe um Rick hinstellt und die Brüder zu einem Kampf auf Leben und Tod gegeneinander zwingt. Nach der Flucht gelingt es Merle nicht, sich in die Gruppe von Rick zu integrieren. Als er Michonne dem Governor ausliefern will, gesteht Merle ihr auf dem Weg zum Treffpunkt mit dem Governor, dass er die Morde, die er in dessen Auftrag begangen hat, bereut und lässt Michonne gehen. Er entschließt sich stattdessen auf eigene Faust zu versuchen, den Governor zu töten. Nachdem Merle zunächst einige Mitstreiter des Governors getötet hat, wird Merle von diesem durch einen Schuss in den Oberkörper getötet und nach seiner Verwandlung zum Zombie von Daryl gefunden und erlöst.

### Der Governor

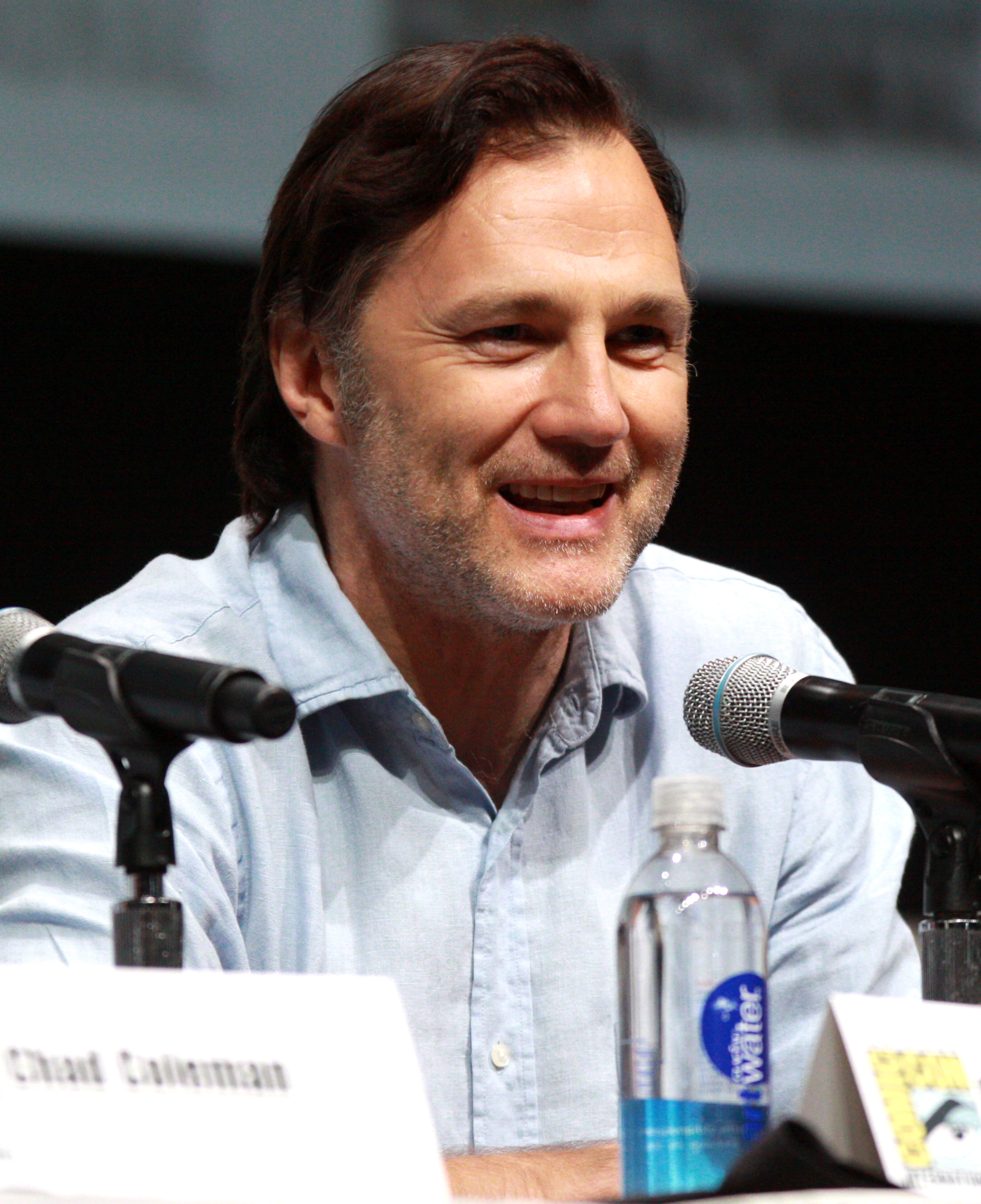
David Morrissey, Darsteller des Philip Blake

Bei dem Governor, dessen richtiger Name Philip Blake ist, handelt es sich um den Anführer einer kleinen Siedlung namens Woodbury und den bislang gefährlichsten Antagonisten für Rick und seine Gruppe. Seine Erlebnisse und Verluste haben ihn zu einem Monster gemacht, das nach außen hin eine beinahe scheinheilige Fassade aufrechterhält. Er lässt prinzipiell niemanden mehr aus Woodbury gehen und sammelt abgeschnittene Köpfe seiner Opfer in Aquarien. Andere Überlebende sind für ihn nur mögliche Quellen für benötigte Dinge, die er sich mit Gewalt aneignet. Er beginnt eine Beziehung mit Andrea, die zunächst keine Ahnung von seinem wahren Ich hat. In einem Kampf mit Michonne sticht diese ihm sein rechtes Auge aus und beendet zudem das Zombiedasein seiner Tochter Penny. Durch diese Ereignisse verliert der Governor noch mehr Menschlichkeit. Er nimmt, nachdem beide ihn verraten haben, seinen einst wichtigsten Mitstreitern Merle und Milton das Leben und verhindert dabei bewusst nicht ihre Verwandlung. Für Andreas Verrat rächt er sich, indem er sie erst foltert und dann gefesselt mit dem vor der Verwandlung stehenden Milton zurücklässt.
Als sich ein Großteil seiner eigenen Armee nach einem gescheiterten Angriff auf das Gefängnis weigert, weiter ihr Leben bei der Jagd nach anderen Menschen zu riskieren, verfällt der Governor schließlich endgültig dem Wahnsinn und schießt abgesehen von den weiter treu ergebenen Soldaten Martinez und Shumpert auf alle, die er einst beschützen wollte. Nachdem Martinez und Shumpert den Governor alleine zurückgelassen haben, brennt der Governor Woodbury nieder und wandert daraufhin monatelang ohne Ziel durch die Gegend. Als er seinen Lebenswillen völlig verloren zu haben scheint, sieht er durch das Fenster eines Hauses das Mädchen Meghan. Vor der Familie des Mädchens verheimlicht der Governor seine wahre Identität und nennt sich stattdessen Brian Heriot. Brian entwickelt väterliche Gefühle für Meghan und schläft mit Meghans Mutter Lilly. Als er mit seiner neuen Familie, zu der auch Lillys Schwester Tara gehört, vor den Ruinen von Woodbury Martinez begegnet, gibt er vor, sich Martinez in dessen neuem Camp unterordnen zu wollen. Nachdem er Martinez und dessen Nachfolger getötet hat, übernimmt er die Führung des Camps und greift mit Michonne und Hershel als Geiseln das Gefängnis an.
Weil Rick auf sein Angebot, das Gefängnis zu verlassen, nicht eingeht, tötet der Governor Hershel. Als Lilly mit der an einem Biss gestorbenen Meghan vor dem Gefängnis auftaucht, verhindert er die Verwandlung von Meghan und versucht daraufhin blind vor Wut das Gefängnis zu zerstören. Beim Versuch Rick zu erwürgen wird er von Michonne mit deren Schwert durchbohrt und so zurückgelassen. Wenig später schießt Lilly dem im Sterben liegenden Governor mit hasserfülltem Blick eine Kugel in den Kopf.

### Beth Greene

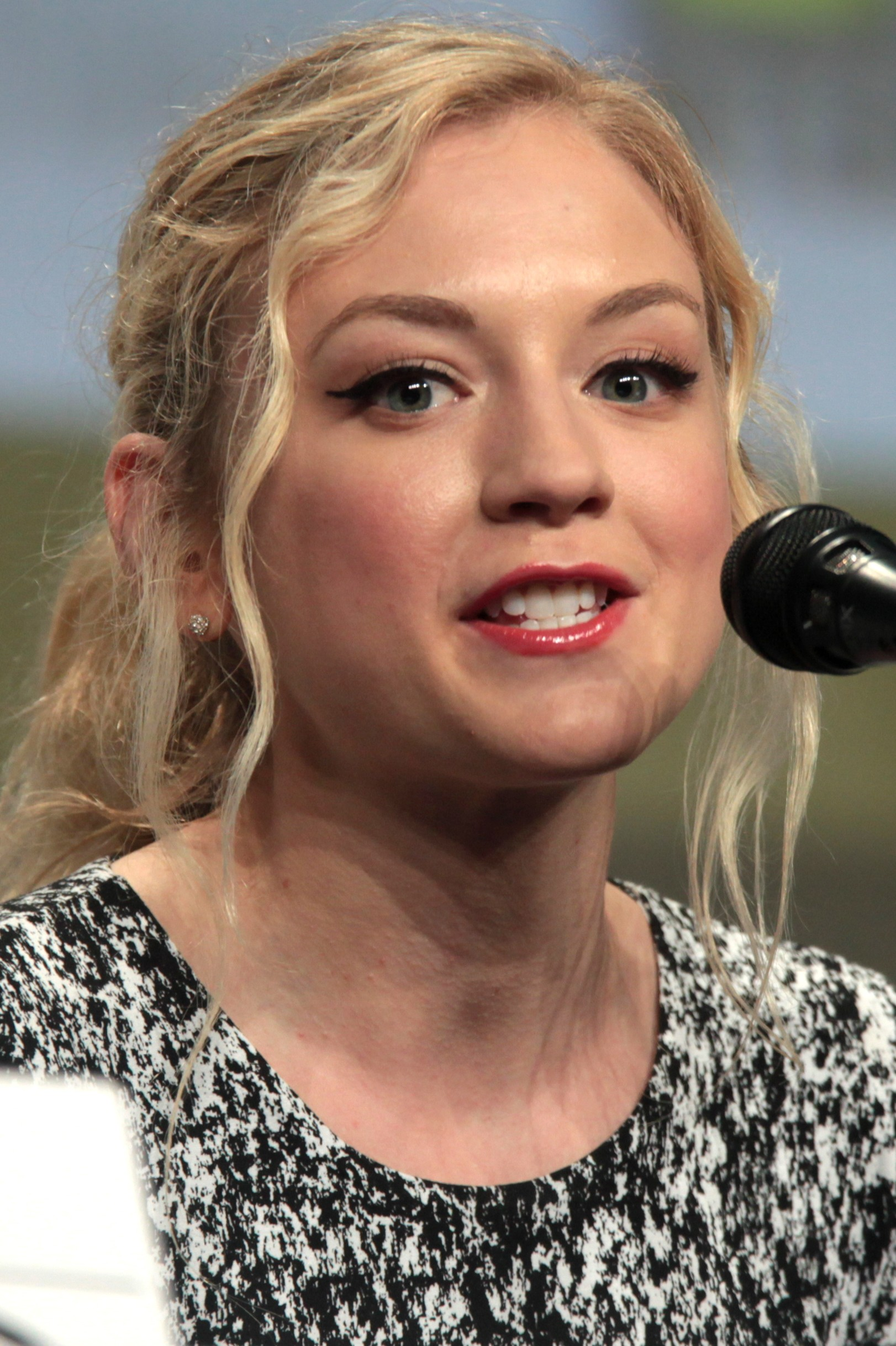
Emily Kinney, Darstellerin der Beth Greene

Beth ist Hershels jüngere Tochter und Maggies kleine Halbschwester. Sie fällt nicht sonderlich auf, bis Shane und die anderen die Zombies in der Scheune erschießen. Da unter diesen auch ihre Mutter war, erleidet Beth daraufhin einen schweren Schock. Sie versucht sich umzubringen, begreift dabei aber, dass sie eigentlich weiterleben will. Sie freundet sich in der dritten Staffel mit Carl an. Beth ist sehr sanftmütig und verfügt anfangs weder über Kampferfahrung noch den nötigen Umgang mit Waffen, um sich vor den Gefahren der apokalyptischen Welt verteidigen zu können. Dennoch überlebt sie den Zombieangriff auf die Greene-Farm am Ende der zweiten Staffel. Das Leben in Ricks Gruppe härtet Beth allmählich ab und sie wird ein gut integriertes Mitglied. Nach Loris Tod ist sie diejenige, die sich überwiegend um deren neugeborene Tochter Judith kümmert. Daneben engagiert sie sich beim Töten von Streunern am Gefängniszaun und lernt den Umgang mit Schusswaffen. Mit der Zeit macht sich auch bei Beth eine gewisse emotionale Abstumpfung bemerkbar, als sie die Nachricht vom Tod ihres neuen Freundes Zack äußerst gelassen aufnimmt.
In der vierten Staffel muss sie hilflos zusehen, wie der Governor ihren Vater tötet. Nach der Zerstörung des Gefängnisses flieht sie mit Daryl und freundet sich nach anfänglichen Streitigkeiten mit ihm an. Beth wird eines Nachts an einer Straße von Unbekannten in einem schwarzen Auto entführt. Im Laufe der fünften Staffel zeigt sich, dass sie in dem Grady Memorial Hospital in Atlanta festgehalten wird und dort gezwungen ist, als Pflegerin zu arbeiten. Einige ehemalige Polizisten und ein Arzt haben dort eine Unterkunft gebaut, die zwar gut zusammenhält, jedoch durch die Strapazen um die Anführerin Dawn belastet ist. Beth freundet sich mit dem etwa gleichaltrigen Noah an. Bei einem gemeinsamen Ausbruchsversuch gelingt es nur Noah, zu entkommen. Er läuft kurz darauf Daryl und Carol über den Weg, wodurch die beiden Beths Aufenthaltsort erfahren. Beth und die später ebenfalls dort gefangene Carol sollen im Rahmen eines Gefangenenaustausches mit Ricks Gruppe wieder zugeführt werden. Als Dawn anschließend von Noah verlangt, sich gegen seinen Willen ihrer Gruppe wieder anzuschließen, greift Beth sie mit einer Schere an. Dabei löst sich versehentlich ein Schuss aus Dawns Waffe und verwundet Beth tödlich. Daraufhin wird Dawn von Daryl aus Rache erschossen.

### Tyreese Williams

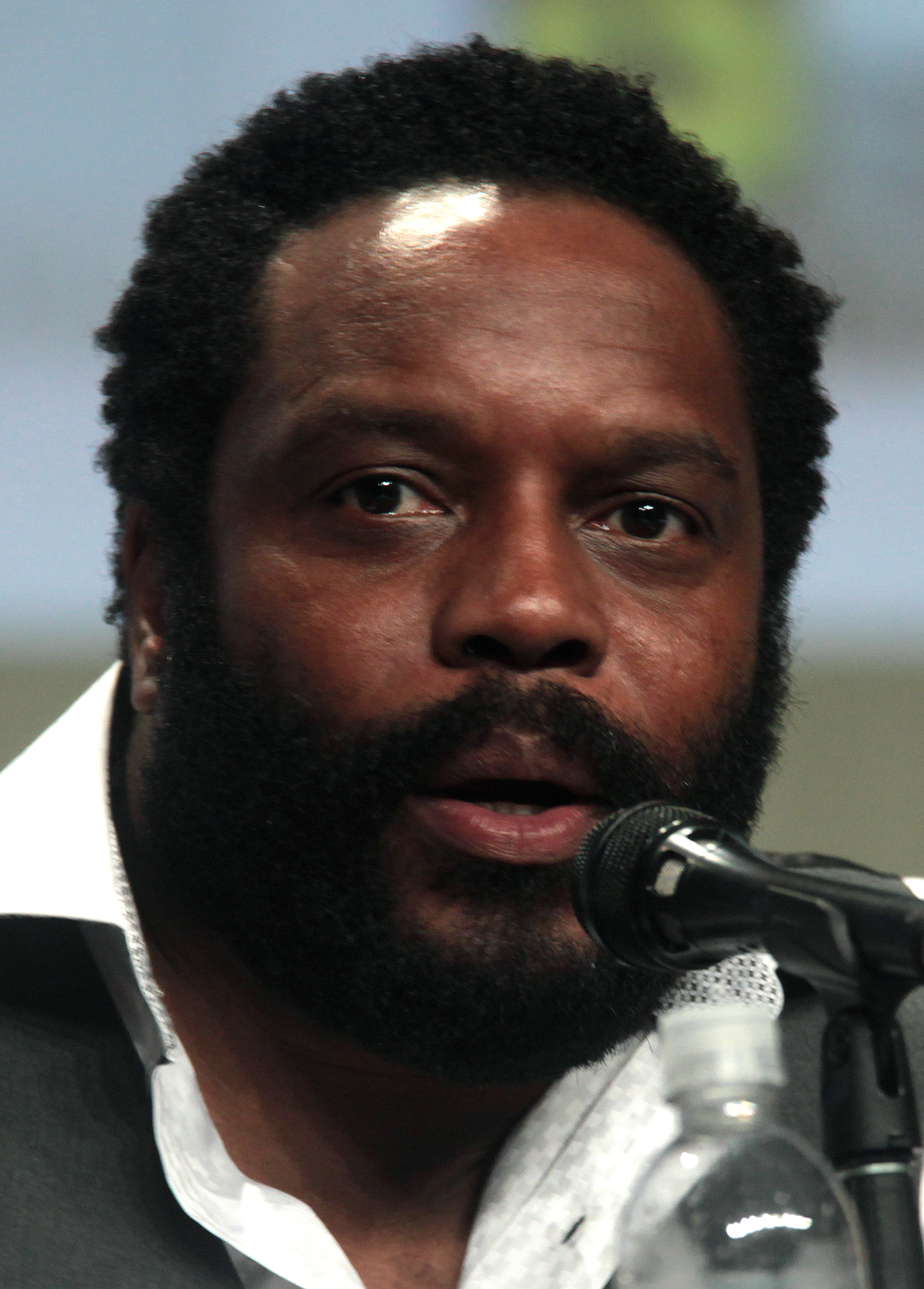
Chad Coleman, Darsteller des Tyreese Williams

Tyreese erreicht das Gefängnis als Anführer einer fünfköpfigen Gruppe, der auch seine Schwester Sasha angehört. Er hat hohe moralische Wertvorstellungen, an die er sich stets zu halten versucht. Obwohl er ein guter Nahkämpfer ist und notgedrungen Zombies tötet, verabscheut er die Gewalt und ist des permanenten Überlebenskampfes müde. Nachdem Tyreeses Gruppe von Carl gerettet und vorerst von den Atlanta-Überlebenden isoliert wird, unterbindet Tyreese den Versuch von Allen und dessen Sohn Ben, während der Abwesenheit von Rick, Daryl, Glenn und Maggie mit Gewalt die Kontrolle über das Gefängnis zu übernehmen. Nachdem seine Gruppe von einem wegen seiner Halluzinationen nicht mehr zurechnungsfähigen Rick aus dem Gefängnis vertrieben wird, erreicht Tyreese mit seinen Leuten Woodbury und erzählt dort dem Governor von seinem Aufenthalt im Gefängnis. Weil Andrea ihn vor ihrem Fluchtversuch vor dem Governor warnt, beginnt Tyreese jedoch misstrauisch gegenüber dem selbsternannten Oberhaupt von Woodbury zu werden.
Er weigert sich, an dem von Governor geplanten Massenmord an Ricks Gruppe im Gefängnis teilzunehmen und bleibt stattdessen in Woodbury zurück, um die dort verbliebenen Überlebenden zu beschützen. Als Karen Tyreese davon berichtet, wie der Governor seine eigenen Soldaten erschossen hat, schließt er sich gemeinsam mit allen anderen Menschen aus Woodbury Rick an. Nachdem seine Freundin Karen ermordet wird, gerät er in einen Streit mit Rick. Auf der Suche nach Medikamenten für die mit der Grippe Infizierten zeigt er sich labil und gefährdet mehrfach die Gruppe. Als das Gefängnis erneut vom Governor angegriffen und von Zombies überrannt wird, retten die Mädchen Mika und Lizzie ihn vor Angreifern. Daraufhin schlägt er sich allein mit einem Baby sowie Lizzie und Mika durch die Wälder, bis er von Carol gefunden und fortan begleitet wird. Auf ihrer Reise sieht sich Carol gezwungen, Lizzie zum Wohle der Gruppe zu töten, nachdem das Mädchen die eigene Schwester ermordet hat. Tyreese sieht dies ein, kommt aber nicht mehr über dieses Erlebnis hinweg.
Danach gefragt, wie sein Weg mit Carol für ihn war, erwidert er, dass es sein Tod war. Mitte der fünften Staffel wird ihm von einem Zombie in den Arm gebissen. Während Noah Hilfe holt, erleidet Tyreese einen Nervenzusammenbruch und halluziniert: Unter anderem redet er in seinem Wahn mit Bob, Beth und dem Governor. Rick, Michonne und Glenn kommen zu Hilfe und hacken seinen Arm ab. Tyreese stirbt jedoch an den Folgen seiner Verletzungen und wird am Ende der Episode beerdigt.

### Sasha Williams

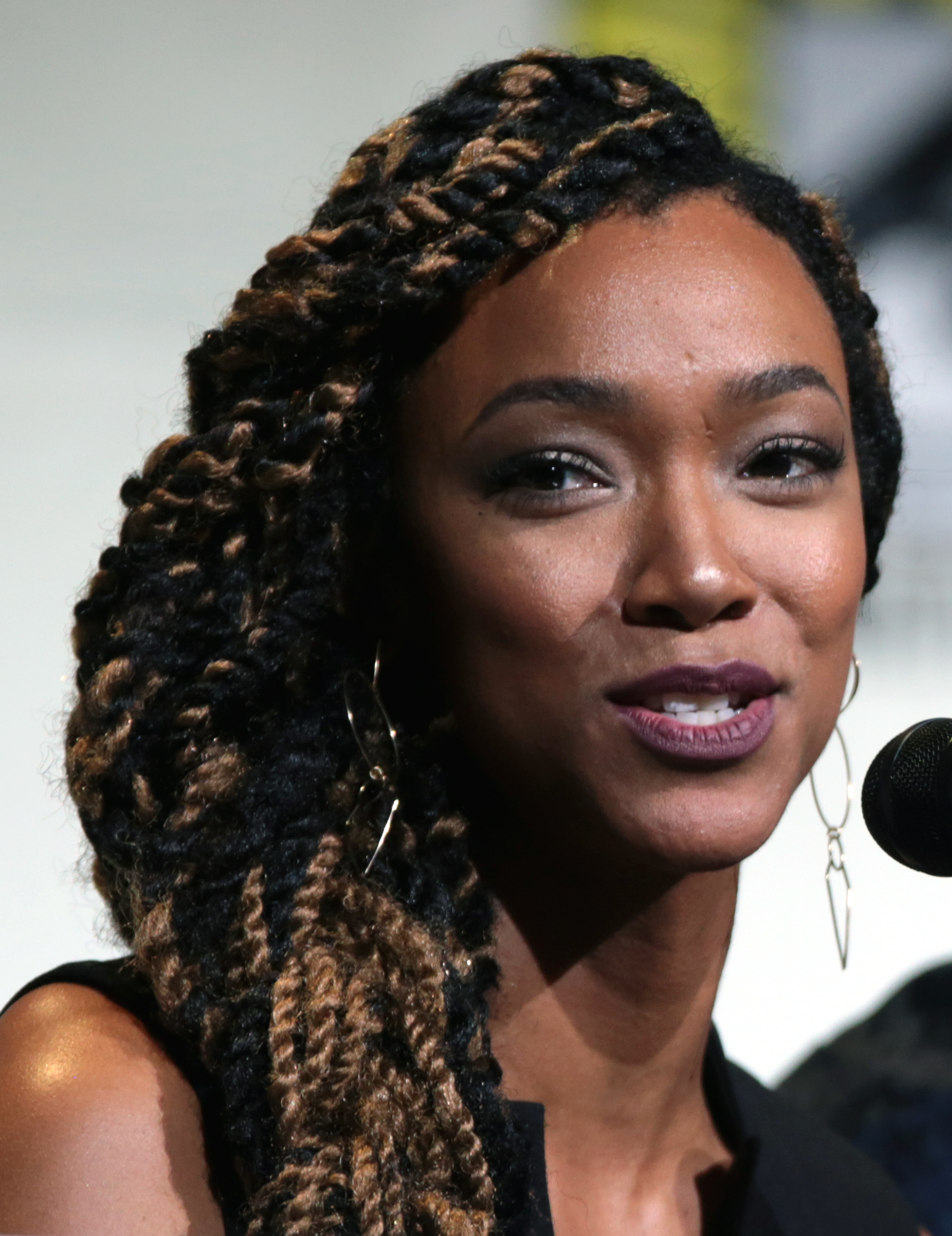
Sonequa Martin-Green, Darstellerin der Sasha Williams

Sasha ist die Schwester von Tyreese und ein guter (Scharf-)Schütze. Im Gegensatz zu ihrem Bruder geht sie auch nicht so bereitwillig, aus moralischen Überlegungen, Risiken ein. Sie schließt sich dennoch Entscheidungen ihres Bruders in der Regel an und hat auch ihrerseits Einfluss auf Tyreese Entscheidungen. 
Ebenso wie ihr Bruder, weigert sie sich, am Angriff der Woodbury-Armee auf das Gefängnis teilzunehmen und schließt sich, nach dem Massenmord des Governors an seinen eigenen Leuten, Ricks Gruppe an. An der tödlichen Grippewelle erkrankt, muss sie in Quarantäne, kann dort jedoch Hershel bei der Behandlung der anderen Kranken helfen. In der fünften Staffel beginnt sie eine Beziehung mit Bob Stookey und nachdem er und ihr Bruder Tyreese sterben, kommt sie mit ihren Leben nicht mehr zurecht und fürchtet, verrückt zu werden.
In Alexandria zeigt sie keinerlei Bemühungen, sich in die Gemeinschaft einzugliedern und distanziert sich auch vom Rest von Ricks Gruppe. Sie besteht darauf, den Wachturm so oft wie möglich (alleine) zu besetzen, begräbt die von ihr getöteten Beißer alleine im Wald, rastet während der Willkommens-Party aus und lehnt jede Hilfe ihrer Freunde, die sich um ihren Seelenzustand sorgen ab. Schließlich wendet sie sich dann doch hilfesuchend an Pater Gabriel. Dieser ist jedoch nicht in der Lage zu helfen und die Situation eskaliert dermaßen, dass sie ihn beinahe erschießt. Nur Maggies eingreifen verhindert dies und sie bringt Sasha wieder zur Vernunft. In der sechsten Staffel scheint sich Sasha psychisch wieder erholt zu haben, so führt sie u. a. gemeinsam mit Abraham den ersten Teil der Beißerherde erfolgreich von Alexandria weg. Nach einer Verfolgungsjagd mit feindlichen Unbekannten, suchen Abraham und Sasha sich, von Daryl getrennt, ein Versteck für die Nacht. Dort flirtet der eigentlich mit Rosita liierte Abraham offen mit Sasha. Später schlägt Abraham Sasha vor, nicht mehr nach Alexandria zurückzukehren, sondern zu zweit neu anzufangen. Am nächsten Tag kehren sie, dank Daryls Unterstützung, unversehrt nach Alexandria zurück. Dort trennt Abraham sich von Rosita. Er und Sasha werden ein Paar und planen sogar, eine Familie zu gründen. 
Als Ricks Gruppe in Negans Falle gerät, sind beide dabei. Um ein Exempel zu setzen, tötet Negan Abraham. In der folgenden siebten Staffel schmiedet Sasha Rachepläne gegen die Saviors und insbesondre gegen Negan persönlich. Die Vereinbarung mit den Saviors findet sie grundsätzlich falsch und Ricks Führungsverhalten schwach. Für ihre Rachepläne agiert sie eindeutig gegen den Gruppenkonsens und nimmt, zumindest billigend, auch die deren Auflösung/Zerstörung in kauf. Es gelingt ihr Rosita von ihrem Ansinnen zu überzeugen und die beiden ehemaligen Geliebten von Abraham, arbeiten heimlich eng, ja fast freundschaftlich zusammen. Selbst als sich die Gruppe später entschließt aktiv gegen die Saviors/Negan vorzugehen, ist sie mit deren Zeitplan nicht einverstanden und riskiert durch eine Einzelaktion sogar den Erfolg der ganzen Operation. Die Aktion scheitert und sie wird gefangen genommen. In Gefangenschaft manipuliert sie Eugene, der ihr dann ein tödliches Gift aushändigt und geht zum Schein auf Neghans Angebot ein. Sie tötet sich, in der letzten Folge der 7. Staffel, mithilfe des Giftes selbst und verwandelt sich. Offen bleibt ob sie mit ihrem Suizid geplant hat Negan, nun als Walker, zu töten oder ob sie sich für die Gruppe opfert und so nicht als Geisel und Druckmittel von Negan verwendet werden zu können. Morgan und Rosita suchen und finden Walker-Sasha bei nächstmöglicher Gelegenheit und "erlösen" sie.

### Bob Stookey
Bob ist nach den Ereignissen in Woodbury zur Gruppe gestoßen. In einer Rückblende erfährt man, dass er schon vorher Teil mehrerer Gruppen war, aber keine davon die Zeit überdauert hat. Daraufhin ist er eine Zeit lang ziel- und antriebslos umhergezogen. Er selbst sagt, dass er nicht genau wisse, wie lang das so ging, bevor er zufällig von Glenn und Daryl aufgegriffen und in die Gruppe integriert wurde. Bobs größte Schwäche ist sein Alkoholproblem, das er lange Zeit vor der Gruppe geheim hält. Er schließt sich immer wieder Versorgungsmissionen an, in der Hoffnung Alkohol zu finden, und setzt dabei das Leben anderer Gruppenmitglieder aufs Spiel. Als Daryl herausfindet, dass Bob die Risiken für Alkohol eingegangen ist, stellt er ihn zur Rede. Bob zeigt sich reumütig und verabscheut sein eigenes Verhalten. In der Folgezeit zeigt Bob seine positive Seite als ein aufgeschlossener und ruhiger Mensch mit viel Optimismus. Mit dieser Art und Weise trägt er maßgeblich dazu bei, dass Maggie, Sasha und er selbst ihren schweren Weg nach Terminus nicht aufgeben.
Im Laufe der Zeit geht er eine Beziehung mit Sasha ein. Nach den Ereignissen in Terminus wird Bob nachts vor der Kirche von Gareth und den anderen Überlebenden aus Terminus gefangen genommen. Diese zeigen erstmals offen, dass sie Kannibalismus praktizieren: Bobs Unterschenkel und Fuß werden von den Überlebenden vor seinen Augen gegrillt und verspeist. Dieser offenbart aber Gareth, dass er kurz vor seiner Gefangennahme von einem Beißer gebissen und infiziert wurde, woraufhin die Kannibalen Bob zurück zu seiner Gruppe bringen. Aus Rache werden Gareth und seine Freunde in eine Falle gelockt und von Rick, Michonne, Sasha und Abraham grausam erschlagen. Bob stirbt schließlich in der Kirche im Kreise seiner Freunde. Tyreese übernimmt anstelle von Sasha die Aufgabe, Bob ein Messer in den Kopf zu stoßen, um seine Wiederauferstehung als Beißer zu verhindern.

### Abraham Ford

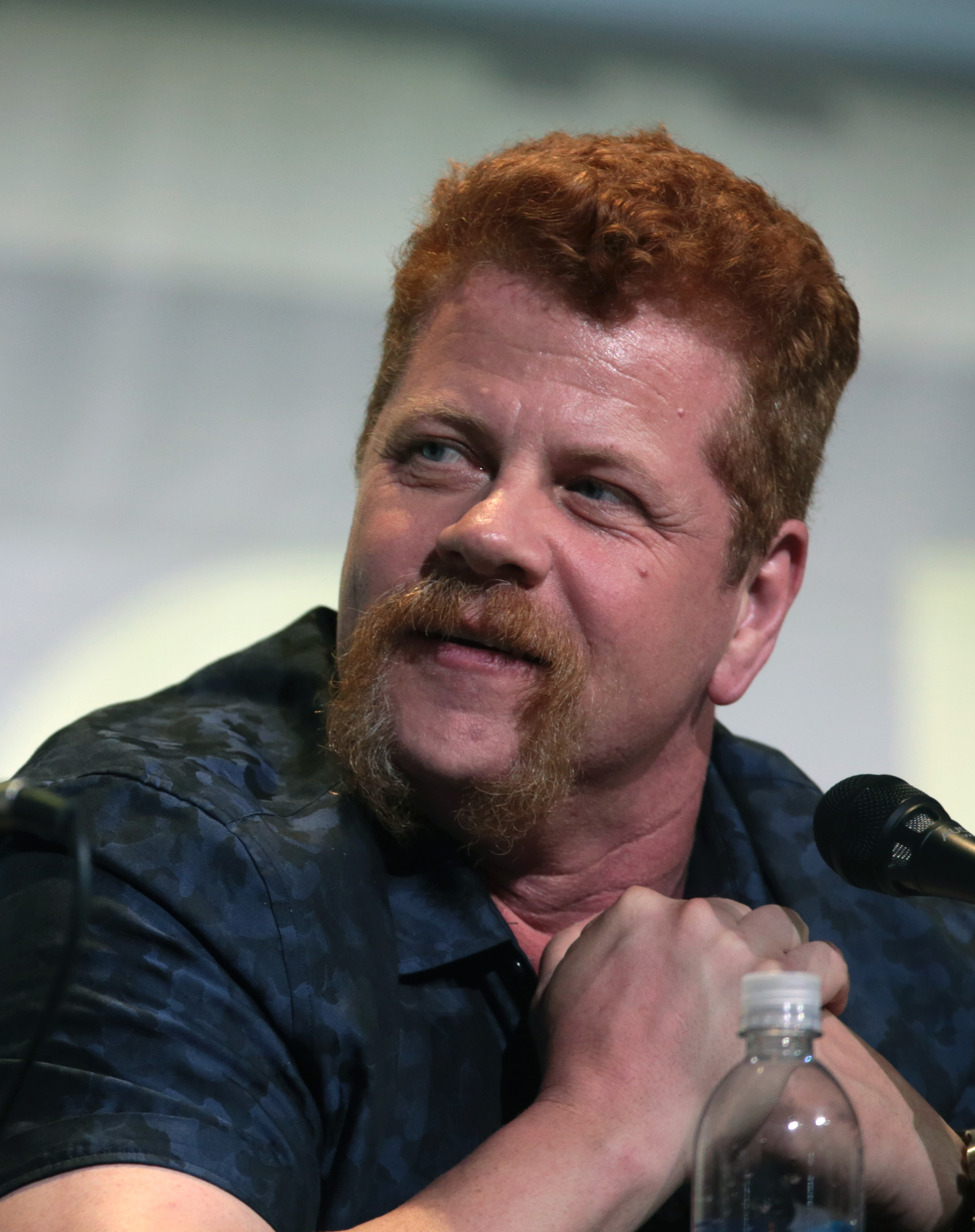
Michael Cudlitz, Darsteller des Abraham Ford

Abraham Ford war Sergeant bei der US-Armee. Als er seine Familie beschützen will und Menschen, die sie bedrohen, tötet, bekommt seine Frau Angst vor ihm und flieht mit den Kindern. Als er sie am darauffolgenden Tag tot auffindet, will er sich selbst erschießen und wird von Eugene davon abgehalten. Eugene gibt vor, ein Wissenschaftler zu sein, der Kenntnis von einem Heilmittel gegen die Seuche besitze, und bittet ihn um Hilfe. Später trifft Abraham mit Rosita und Eugene auf dem Weg nach Washington D.C. Glenn und Tara. Er lässt sich dazu überreden, Glenn auf der Suche nach Maggie zu helfen. Nach der Flucht aus Terminus drängt Abraham Rick und dessen Gruppe dazu, sich wieder auf den Weg nach Washington D.C. zu machen, um Eugene dorthin zu bringen, auf dass er die Welt retten könne. Tara, Maggie und Glenn schließen sich ihm und Rosita an. Als der Bus, durch Eugene sabotiert, nach kurzer Strecke kaputtgeht, findet die Gruppe einen fahrtüchtigen Feuerwehrwagen, mit dem sie ihre Reise fortsetzt. Dabei geraten sie an den Rand eines von Beißern überrannten Areals, durch welches Abraham sich kämpfen will. Als die anderen sich weigern, packt er Eugene, der vor Angst schließlich gesteht, dass seine Geschichte nur von ihm ersponnen worden sei, um andere davon zu überzeugen, ihn vor den Zombies zu beschützen. Abraham erleidet daraufhin einen Zusammenbruch und braucht eine Weile, um die Sache zu verarbeiten. Nach der Rückkehr zu Ricks Gruppe gelangt auch er nach Alexandria.
Dort engagiert er sich bei der Instandhaltung und Erweiterung des Alexandria umgebenden Zauns. Bei der Besorgung der benötigten Baumaterialien werden die Bauarbeiter von einer Zombieherde angegriffen. Während die anderen den Rückzug antreten und dabei eine Kollegin ihrem Schicksal überlassen wollen, rettet Abraham der von Beißern eingekreisten Frau das Leben und kämpft weiter gegen die blutrünstigen Angreifer. Tief beeindruckt von seinem Einsatz, wird Abraham von den anderen unterstützt und später gegenüber Deanna in höchsten Tönen gelobt. Der aktuelle Bauleiter Tobin tritt sogar seinen Job an Abraham ab, da er ihn für die bessere Wahl für den Posten hält. Gemeinsam mit Sasha und Daryl führt Abraham den ersten Teil der Beißerherde aus dem Steinbruch erfolgreich von Alexandria weg. Nach einer wilden Verfolgungsjagd mit feindlichen Unbekannten, müssen Abraham und Sasha sich, von Daryl getrennt, ein Versteck suchen, wo sie eine Nacht bleiben. Dabei flirtet der eigentlich mit Rosita liierte Abraham offen mit Sasha. Zudem schlägt Abraham Sasha vor, nicht mehr nach Alexandria zurückzukehren, sondern zu zweit neu anzufangen. Am nächsten Tag holt Daryl die beiden mit einem Truck an ihrem Versteck ab.
Zurück in Alexandria fasst Abraham den Entschluss, sich von Rosita zu trennen. Er geht daraufhin eine Beziehung mit Sasha ein und plant mit ihr eine Familie zu gründen. Während die Gruppe Maggie nach Hilltop fährt, gerät sie mehrmals an Negans Männer, die sie an einer Weiterfahrt hindert. Als sie nachts versuchen, zu Fuß weiterzukommen, werden sie von Negans Gang eingekreist und müssen sich ergeben. Negan erschlägt Abraham und Glenn mit seinem Baseballschläger „Lucille“.

### Eugene Porter

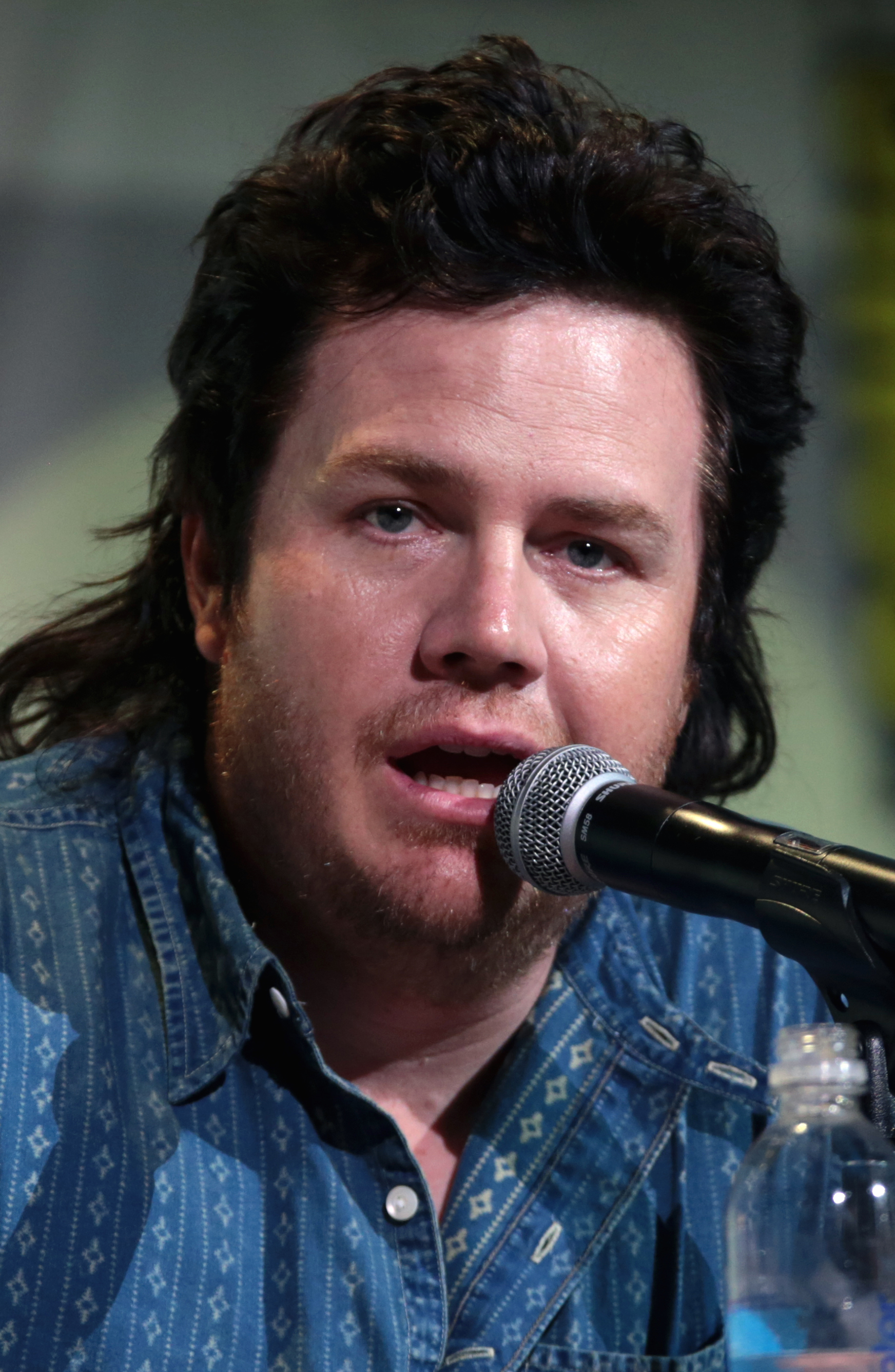
Josh McDermitt, Darsteller des Eugene Porter

Die Figur des Eugene wird in der vierten Staffel als ein feiger, angeblicher Wissenschaftler vorgestellt, der behauptet, die Lösung für die Apokalypse zu kennen. So konnte er seit deren Beginn andere Überlebende davon überzeugen, ihm dabei zu helfen, nach Washington D.C. zu gelangen, wo vorgeblich noch eine im Betrieb stehende Forschungseinheit der Regierung auf sein Eintreffen warte, um mit ihm gemeinsam ein Gegenmittel gegen die Seuche fertigzustellen. Seine Behauptungen erweisen sich später als eine Lüge. Dadurch trägt Eugene eine Mitschuld am Tod vieler Menschen, die in dem Glauben damit die Welt vor dem Untergang zu retten, ihn am Leben erhielten und für seine Mission starben. Als Glenn und Tara auf seine Gruppe treffen, sind nur noch er, Abraham und Rosita am Leben. Um die Weiterreise nach Washington in die Länge zu ziehen, sabotiert Eugene regelmäßig ihre Weiterfahrt, entweder durch provozierte Autopannen, angeblich falsch gelesene Landkarten oder durch das Überreden der Gruppe, anderen Menschen zu helfen, wie dies bei Glenn und Tara auf der Suche nach Maggie geschah.
Trotz seiner exzentrischen und verschrobenen Art ist Eugene hochintelligent und stellt insbesondere in Alexandria eine große Bereicherung dar. Er kümmert sich um die technischen Anlagen des Ortes und entwickelt Lösungen, die der Gemeinschaft zugutekommen. Zudem gewinnt Eugene zunehmend an Mut und beginnt damit, Erfahrungen in Selbstverteidigung zu sammeln. Er rettet Tara, Glenn und Nicholas bei einem schiefgelaufenen Besorgungstrip das Leben und verdient sich mit der Zeit Abrahams Vertrauen und Respekt zurück, welche er seit dem Eingeständnis seiner Lüge in der fünften Staffel bei ihm eingebüßt hatte. Eugene wird bei einem Trip mit Abraham, in dessen Verlauf sich die beiden streiten und trennen, von Dwight als Geisel genommen. Später hilft er Rosita, Daryl und Abraham dabei, Dwight und dessen Freunde in die Flucht zu schlagen. Dabei wird Eugene durch einen Schuss getroffen. Er begleitet dennoch Maggies Krankentransport nach Hilltop und wird ebenfalls von Negan gefangen genommen. In der siebten Staffel schließt er sich Negan an und wird Chefingenieur des Sanctuary. Er wird von Daryl und Rosita entführt, kann aber fliehen. Gegen Ende des Krieges sabotierte Eugene die Munition der Saviors, was zum Erfolg von Rick und seiner Gruppe führt.
In der neunten Staffel sind er und Rosita die ersten die Bekanntschaft mit den Flüsterern machen. In der zehnten Staffel lernt er per Funk, eine Person namens Stephanie kennen. Anfangs misstrauisch gibt sie ihm den Standort ihrer Gemeinschaft. Mithilfe von Yumiko, Ezekiel und der auf dem Weg getroffenen Princess macht sich Eugene auf dem Weg zur Gemeinschaft. Dort angekommen müssen sie erschreckend feststellen, dass die Gemeinschaft alles andere als gastfreundlich ist. Die vier werden schließlich gefangen genommen.

### Rosita Espinosa

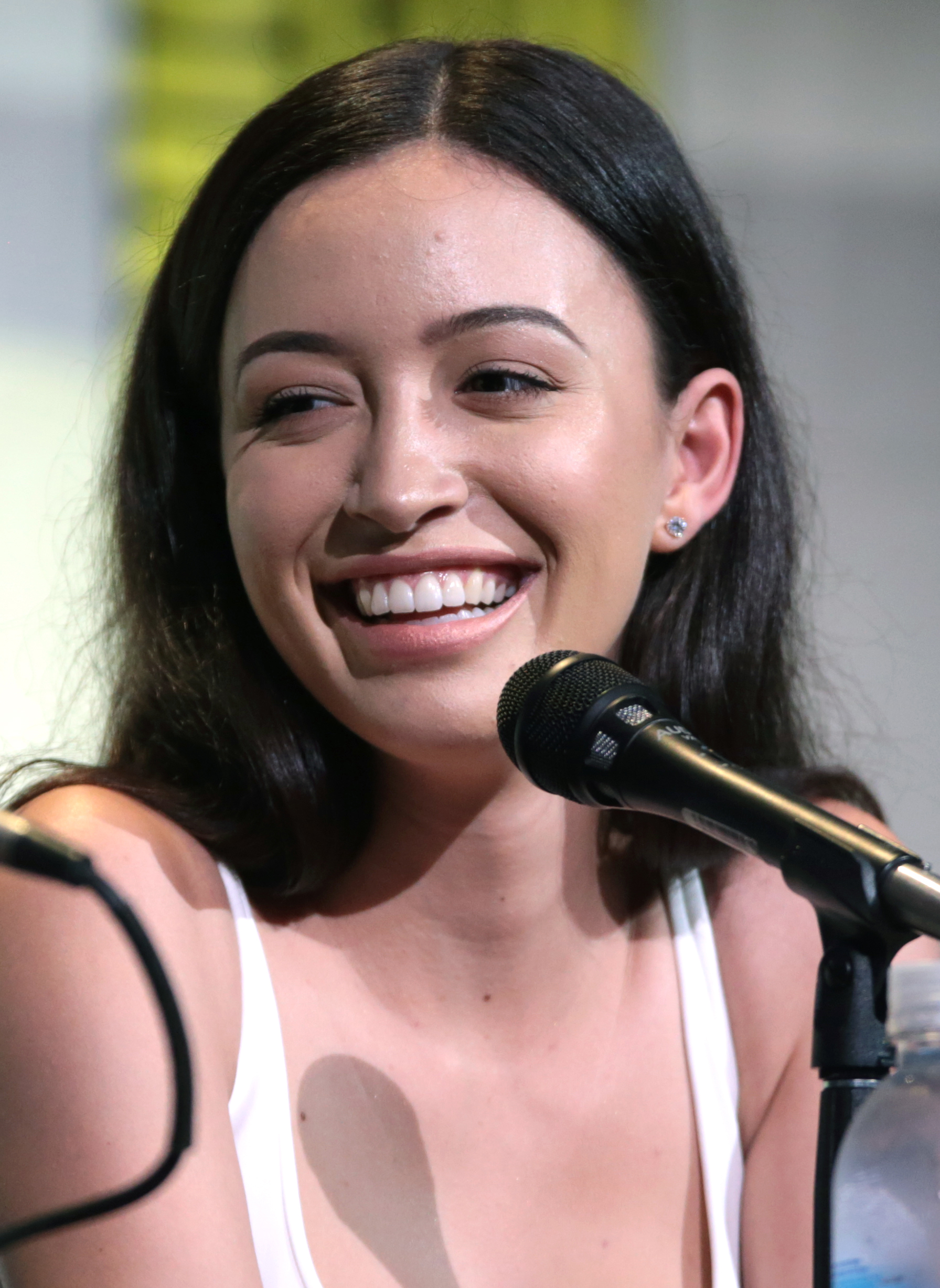
Christian Serratos, Darstellerin der Rosita Espinosa

Rosita taucht gemeinsam mit Abraham und Eugene in der vierten Staffel auf. Über ihr Leben vor der Apokalypse ist nichts bekannt. Sie ist mit Abraham liiert und begleitet ihn auf seiner Mission, Eugene, der vorgibt, die Lösung für die Apokalypse zu kennen, nach Washington D.C. zu bringen. Dabei treffen sie auf Tara und Glenn und nehmen beide zunächst mit ihrem Wagen mit. Als Glenn darauf besteht, weiter nach Maggie zu suchen, beschließen Rosita, Abraham und Eugene, ihm dabei zu helfen. Nachdem Eugene zugibt, gelogen zu haben, gibt die Gruppe um Abraham ihr Ziel vollends auf und schließt sich Rick an. Abraham bleibt danach Rositas wichtigste Bezugsperson. Rosita ist versiert im Umgang mit diversen Waffen und weiß sich, sowohl verbal als auch körperlich, zu verteidigen. Damit stellt auch sie einen wertvollen Zuwachs für Ricks Gruppe dar. Auch wenn sie sich gut integriert hat, werden nur selten Interaktionen mit weiteren Mitgliedern beobachtet. In der sechsten Staffel scheint sie sich mit Tara angefreundet zu haben. Nach wenigen Monaten in Alexandria, scheitert Rositas Beziehung zu Abraham, worunter sie sehr leidet.
In der Gemeinschaft fungiert sie als Wache an der Mauer und hilft auch in der Krankenstation mit. Sie unterrichtet die unerfahrenen Mitglieder der Gemeinschaft im Umgang mit Waffen und in Selbstverteidigung. Rosita wird von der Ärztin Denise gebeten, sie auf einen Besorgungstrip zu begleiten und Rosita überredet Daryl, mitzukommen. Dabei sorgt Denise mit ihrem wiederholten leichtsinnigen Verhalten für Unmut bei ihren Begleitern und schließlich auf dem Rückweg für eine Auseinandersetzung. Diese wird durch das plötzliche Auftauchen von Negans Männern jäh unterbrochen und Denise von Dwight durch einen Pfeil aus Daryls entwendeter Armbrust erschossen. Es kommt zu einem Schusswechsel, bei dem Dwight und seine Männer zurückgeschlagen werden können. Später bricht Daryl allein auf, um Denise zu rächen, und Rosita folgt ihm gemeinsam mit Glenn und Michonne. Alle vier werden gefangen genommen und zu Negan gebracht, der zwischenzeitlich einige weitere Bewohner Alexandrias in seiner Gewalt hat. Nachdem Negan Abraham ermordet hat, zudem sie eine Beziehung hatte, ist sie von Rache getrieben und sehr unvorsichtig. Als Negan Alexandria provokant besuchen kommt, wollte sie ihn erschießen, nachdem er Spencer getötet hat, trifft jedoch Negan Schläger "Lucille". Dieser rastet aus und erschießt Olivia. Rosita und Sascha machen sich auf den Weg zum Sanctuary, um Negan kurzerhand zu töten. Sascha wird dabei gefangen genommen und begeht, mithilfe von Eugene, Selbstmord zum Nutzen der Gruppe. In der neunten Staffel, sechs Jahre nach Ricks vermeintlichen Tod ist sie in einer Beziehung mit Gabriel. Mit Sidiqq hat sie eine Tochter.

### Tara Chambler

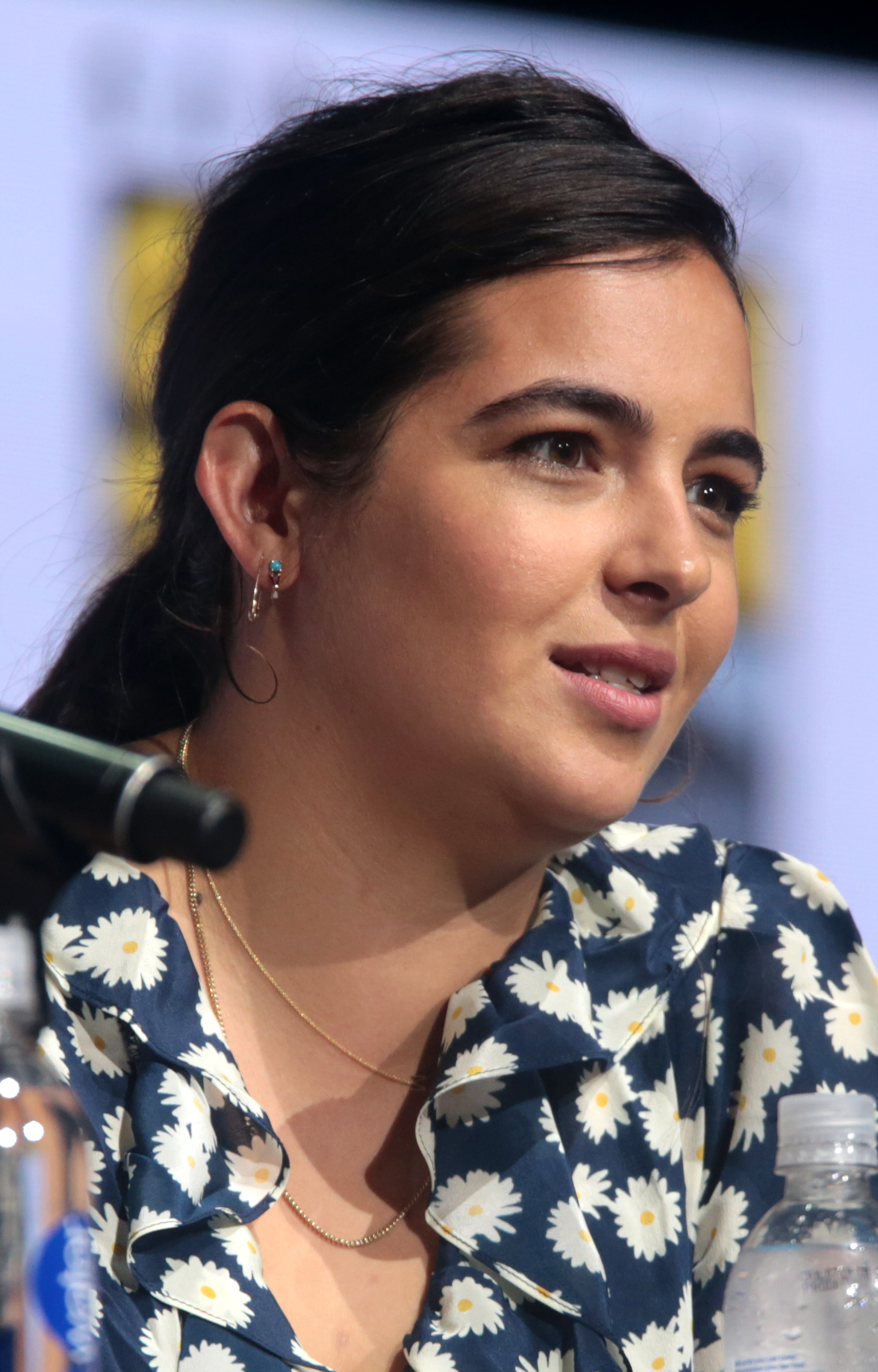
Alanna Masterson, Darstellerin der Tara Chambler

Tara ist die Schwester von Lilly und die Tante von Meghan. Sie ahnt nichts über das wahre Wesen des Governors und vertraut ihm deswegen. Tara beginnt im Lager von Martinez eine Beziehung mit der Soldatin Alisha. Als sie erkennt, dass der Governor gelogen hatte, als er behauptete, im Gefängnis würden böse Menschen wohnen, und dabei zusieht, wie der Governor Hershel enthauptet, weigert sie sich, am Angriff auf das Gefängnis teilzunehmen. Nachdem Alisha durch Lizzie erschossen und Lilly von Beißern umzingelt wird, versteckt sich Tara im Gefängnis. Sie wird von Glenn gefunden und dazu überredet, mit ihm zu kommen. Tara schwört als Wiedergutmachung dafür, auf der falschen Seite gestanden zu haben, Glenn bei der Suche nach seiner Frau Maggie zu helfen. Nachdem sie den wegen der Nachwirkungen seiner Grippe-Erkrankung in Ohnmacht gefallenen Glenn rettet, werden die beiden von Abraham Fords Gruppe aufgegriffen, die nach Washington D.C. unterwegs ist. Als Glenn wieder zu sich kommt, besteht er darauf, weiter nach Maggie zu suchen und Tara, sowie schließlich auch Abrahams Team, schließen sich ihm an.
Nach der Wiedervereinigung der Atlanta-Überlebenden macht sich Tara Sorgen darüber, wie sie auf ihre Anwesenheit reagieren. Zu ihrer großen Erleichterung nimmt keiner ihr die Sache krumm und sie ist in der Gruppe willkommen. Tara freundet sich, neben Glenn, auch mit Maggie, Rosita und später Noah sehr gut an. Nach ihrer Ankunft in Alexandria gehört sie zum Team der Runner, die sich um Besorgungen von Gütern jeder Art kümmern. Bei einem Beutezug in einem Kaufhaus erleidet Tara eine schwere Kopfverletzung. In Alexandria kann sie von Pete erfolgreich behandelt werden und erholt sich. Nach Petes Tod lernt sie die Ärztin Denise Cloyd kennen, mit der sie eine Beziehung beginnt. Sie gerät mit Rick aneinander, der sie dafür maßregelt, für die Rettung von Deannas Sohn Spencer ihr Leben aufs Spiel gesetzt zu haben. Rick entschuldigt sich später bei ihr dafür. Als die Stadt von Beißern überrannt wird, flüchtet Tara gemeinsam mit Rosita und Eugene in die Garage desselben Hauses, in dem auch Morgan und Carol Schutz gesucht haben. Später stehen sie Rick beim Kampf gegen die Beißer bei. Tara begibt sich direkt im Anschluss an den Angriff ihrer Gruppe auf eine von Negans Unterkünften gemeinsam mit Heath auf einen Besorgungstrip, von dem beide am Ende der Staffel noch nicht zurückgekehrt sind. Während ihrer Abwesenheit wird Denise von Dwight getötet. Auch sie ist von Rache getrieben und will die Saviors bekämpfen.
Nach dem Erfolg wird sie eine Führungsperson von Hilltop und nach Maggies Abgang und Jesus’ Tod Anführerin Hilltops. Alpha infiltriert Hilltop und entführt mehrere Bewohner der Gemeinschaft, darunter auch Tara. Zur Markierung ihres Reviers enthauptet sie Tara und die restlichen Bewohner.

### Gareth
Gareth ist der Anführer von Terminus, einem ehemaligen Güterbahnhof. Er und seine Leute haben in der Vergangenheit Wegweiser nach Terminus aufgestellt, um weiteren Überlebenden eine Zuflucht zu bieten. Doch die gut gemeinte Gastfreundschaft wurde ausgenutzt. Es kamen Gruppen von Männern, die die Terminus-Bewohner entmachteten, vergewaltigten, ermordeten und quälten. Seit diesem Moment wusste Gareth, dass er für seine Leute über Leichen gehen würde: Entweder man ist der Schlächter oder das Schlachtvieh. So wurden die Bewohner von Terminus zu Kannibalen und töten nun alle Leute, die in Terminus ankommen und die sich nicht auf diese Lebensweise einlassen wollen. Nachdem Rick und seine Leute in Terminus angekommen sind, werden sie für die Schlachtung gefangen genommen. Carol, die nicht zu den Gefangenen gehört, befreit die Gruppe und flieht mit ihnen. In der Folge wird Terminus von einer Zombieherde überrannt. Gareth ist einer der wenigen Bewohner, die entkommen können.
Er will Rache nehmen und verfolgt, zusammen mit seinen verbliebenen Getreuen, Ricks Gruppe bis zu einer Kirche, in der diese Zuflucht gefunden hat. In dem Glauben, Ricks Gruppe durch einen Trick getrennt zu haben, gerät Gareth mit seinen Freunden in deren Falle. Sie werden in der Kirche von Rick und seinen Leuten brutal zu Tode geschlagen.

### Gabriel Stokes

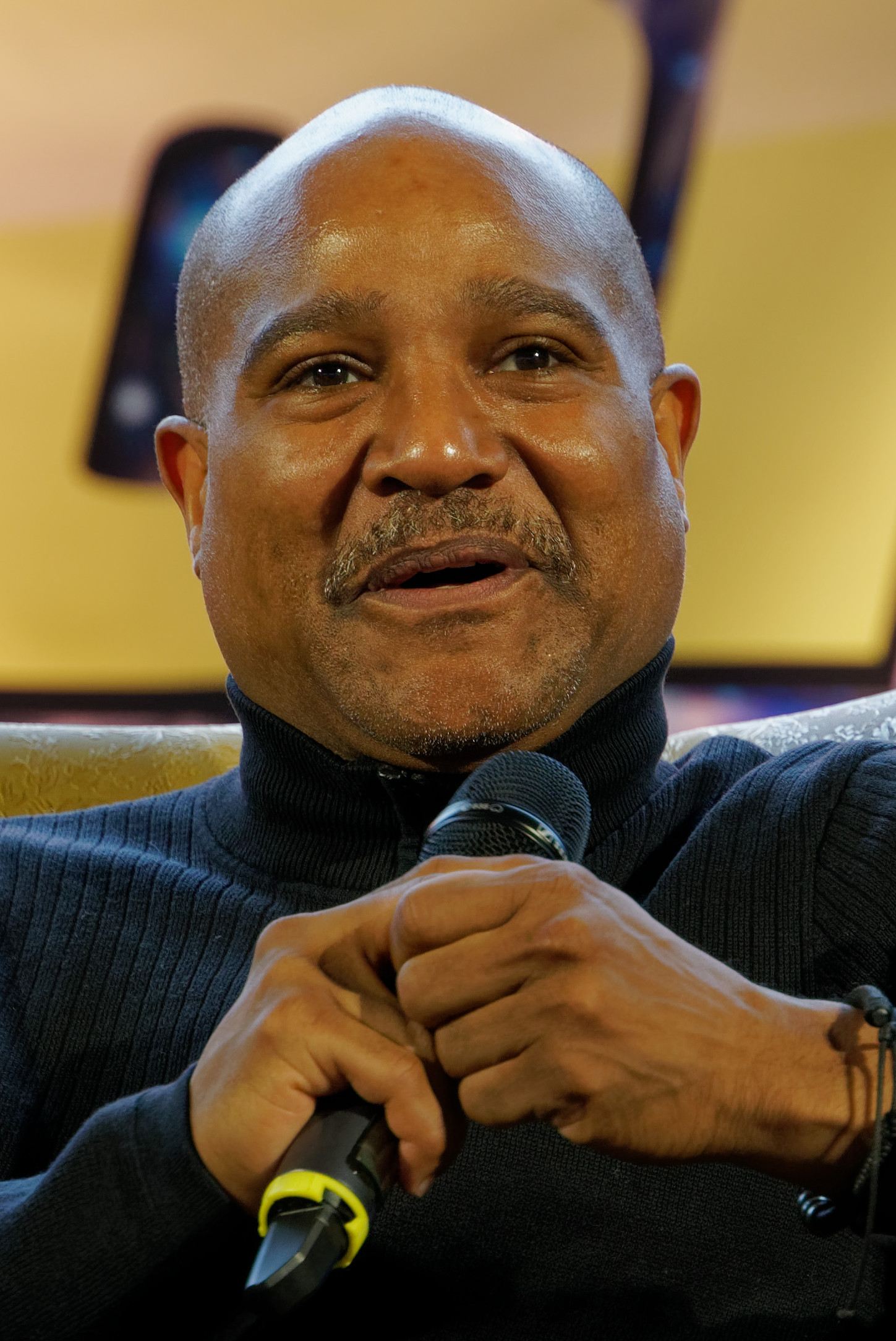
Seth Gilliam, Darsteller des Pater Gabriel Stokes

Ricks Gruppe trifft Pater Gabriel in der fünften Staffel, als dieser, von Zombies eingekreist, um Hilfe ruft. Er hat seit Beginn der Apokalypse in seiner Kirche allein gelebt und sich von gespendeten Nahrungsmitteln ernährt. Pater Gabriel macht sich durch sein unsicheres Verhalten immer mehr verdächtig. Wenn er die Kirche verlässt, führt er nie Waffen bei sich und hofft allein auf göttliche Hilfe. Irrwitzigerweise hat er so über lange Zeit überlebt. Doch er hat auch ein schreckliches Geheimnis: Vom misstrauischen Rick in die Ecke gedrängt, gesteht der von starken Gewissensbissen geplagte Mann, dass er aus Angst vor den Beißern seine Gemeinde zu Beginn der Apokalypse nicht hinein gelassen hatte, als sie, von Zombies verfolgt, bei ihm Zuflucht gesucht hatte. Ricks Gruppe bleibt für einige Tage in der Kirche, wo sie vorerst sicher ist und gelangt an neue Nahrungsvorräte. Gabriels emotionale Instabilität verschlimmert sich mit der Zeit noch, insbesondere nachdem er die teils grausamen Handlungen von Rick und seinen Leuten hautnah miterleben muss, die jedoch zum Schutz der Gruppe begangen werden müssen. Auch die teilweise rauen Umgangsformen einiger Gruppenmitglieder gegenüber dem psychisch stark angeschlagenen Gabriel tragen dazu bei, dass dieser sich kaum in die Gruppe integrieren kann. Nachdem die Kirche von Beißern überrannt wird, und Gabriel mit Ricks Gruppe weiterzieht, gelangt auch er nach Alexandria.
Dort scheint er dem Wahnsinn zu verfallen und begeht schließlich Verrat an Ricks Gruppe: Er behauptet gegenüber Deanna, dass Rick und seine Leute bösartig seien und eine Gefahr für die Gemeinschaft darstellen. Bei einer späteren Auseinandersetzung zwischen Gabriel und Sasha, richtet diese ihre Waffe gegen ihn, wird aber von Maggie aufgehalten. Hinterher scheint Gabriel die Realität der neuen, brutalen Welt, in der er jetzt lebt, sowie Ricks Art, die Dinge darin zu regeln, akzeptiert zu haben. Er bemüht sich, Buße zu tun, indem er stets seine Hilfs- und Kooperationsbereitschaft zeigt, auch wenn diese zunächst insbesondere von Rick, abgelehnt wird. Er bittet Carl erneut darum, ihm den Umgang mit Waffen beizubringen, da er sich nun dafür bereit fühle. Als die Stadt von den Wölfen angegriffen wird, rettet Morgan ihm das Leben. Nachdem die Beißer nach Alexandria gelangt sind, gehört Gabriel zu Ricks Gruppe, die Jessies Haus als Zombies verkleidet verlassen muss. Zuvor kündigt Gabriel Rick gegenüber an, dass er sich von nichts aufhalten lassen werde. Als sie ihren ursprünglichen Plan ändern müssen, bietet Gabriel Rick an, Judith in Sicherheit zu bringen, und Rick vertraut ihm seine Tochter nach kurzem Zögern an. Gabriel hält sein Versprechen und fügt sich mit dem Fortgang der Staffel immer besser in die Gruppe ein. Bei einem Angriff auf das Sanctuary werden Negan und Gabriel von Beißern umzingelt und fliehen in einen Wagen. Anschließend wird er gefangen genommen und fällt in eine Infektion, wo er die Sehkraft seines rechten Auges verliert. Ab der neunten Staffel ist er in einer Beziehung mit Rosita und ein sehr wichtiges Mitglied der Gruppe.

### Morgan Jones

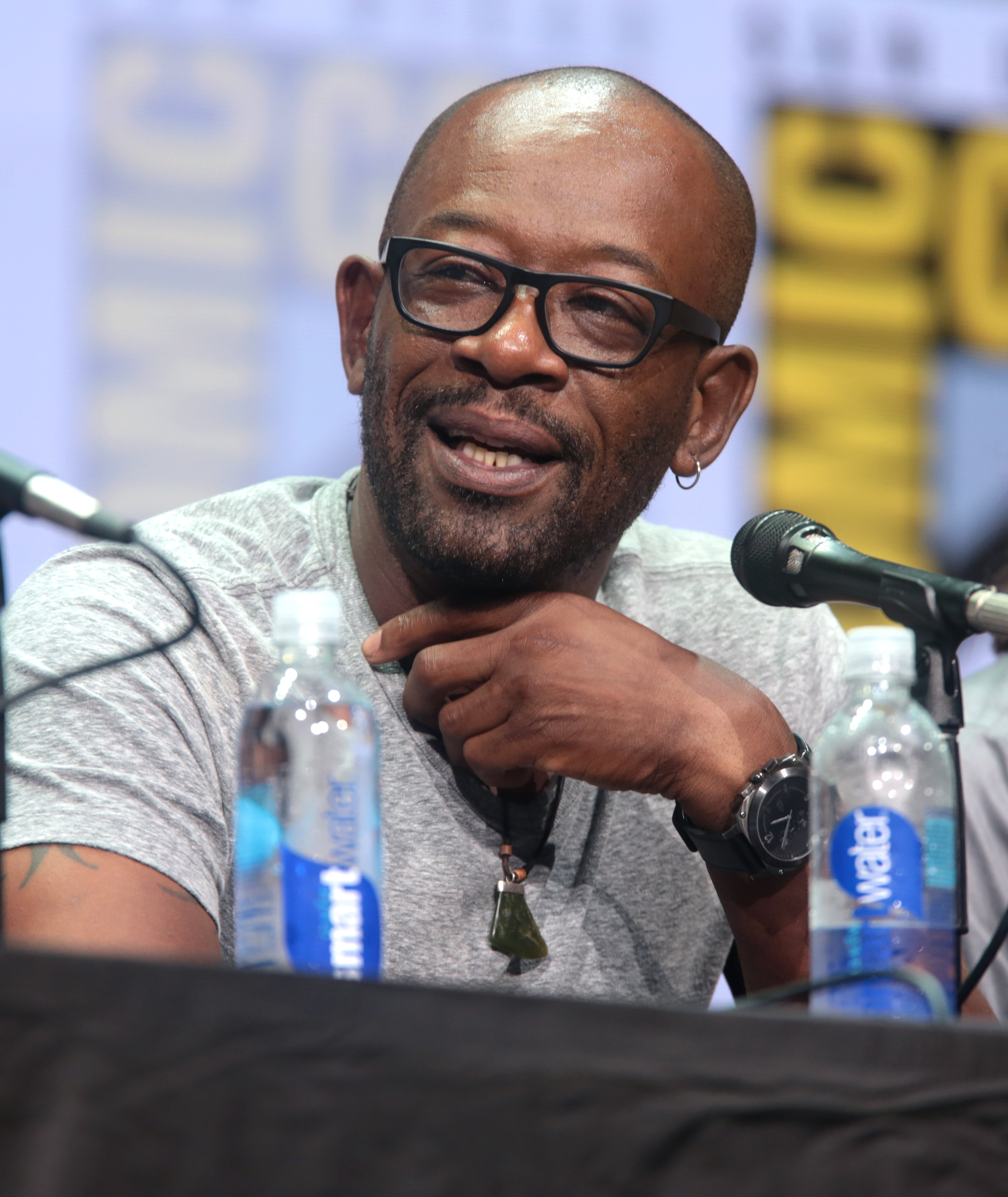
Lennie James, Darsteller des Morgan Jones

Morgan Jones ist neben dessen Sohn Duane der einzige lebende Mensch, den Rick in seiner Heimatstadt King County nach seinem Erwachen aus dem Koma auffindet. Morgan erzählt Rick, wie die Welt sich verändert hat und zeigt ihm, wie man mit den Zombies umgeht. Nachdem Morgan Ricks Angebot, ihm nach Atlanta zu folgen, ablehnt, beißt seine untote Frau seinen Sohn. Als Rick nach zwei Jahren in seine Heimat zurückkehrt, um Waffen zu beschaffen, ist Morgan dem Wahnsinn verfallen und stellt in ganz King County Fallen für die Zombies auf, die er täglich leert. Er kommt erst wieder zur Besinnung, als Rick ihn an das Handsprechfunkgerät erinnert, mit dem sie sich verständigen wollten. Dies schlug seinerzeit fehl, weil die Reichweite des Funkgeräts nicht ausgereicht hatte. So glaubte Morgan, von Rick im Stich gelassen worden zu sein, was nicht der Fall war. Rick versuchte mehrmals vergeblich, mit Morgan über Funk in Kontakt zu treten und gab ihm durch Schilder und andere Hinweise immer wieder Anweisungen, wo er ihn finden könne. Dennoch will Morgan Rick nicht in den – aus seiner Sicht – hoffnungslosen Kampf um das Gefängnis folgen. Nach der Flucht der Gruppe aus Terminus macht Rick eines der Schilder, welche ihn dorthin brachten, unkenntlich und beschriftet es mit No Sanctuary (Keine Zuflucht).
Kurze Zeit später sieht man Morgan beim Betrachten des Schildes. In der Mitte der fünften Staffel erreicht Morgan die verlassene Kirche Pater Gabriels und findet dort Abrahams Nachricht an Rick mit dem Verweis auf Washington. Am Ende der Staffel kommt er zusammen mit Daryl und Aaron in Alexandria an. In der sechsten Staffel erfährt der Zuschauer, was mit Morgan zwischen der dritten und der fünften Staffel passiert ist. So verlässt er kurz nach seiner letzten Begegnung mit Rick King County, streicht zunächst ziellos durch das Land und tötet wie im Rausch alles und jeden, der ihm über den Weg läuft. Er trifft auf den ehemaligen Gerichtspsychiater Eastman, der ihn zum Selbstschutz zunächst in einer Zelle in seiner Waldhütte gefangen hält und therapiert. Durch Eastman kommt Morgan wieder zur Besinnung und gewinnt seinen Lebenswillen zurück. Eastman vermittelt Morgan seine Philosophie, dass jedes Leben wertvoll sei, jeder Mensch sich ändern könne und daher nicht getötet werden darf. Zudem lehrt er ihn Aikidō. Nachdem Eastman aufgrund eines Zombiebisses gestorben ist, zieht Morgan auf der Suche nach Rick weiter. In Alexandria versucht er in Rick den Mann wiederzuerkennen, den er ursprünglich kennengelernt hat, zeigt sich aber teilweise entrüstet über dessen Umgang mit seinen Mitmenschen. Nachdem Morgan fünf Wölfe unversehrt aus Alexandria entkommen lässt und diese später Rick auflauern, um ihn zu töten, wird Morgan zur Rede gestellt.
Er gibt an, versucht zu haben, seine Einstellung zum Töten zu überdenken, es ihm aber nicht gelingen wolle. Er verschweigt die Gefangennahme eines Wolfs, offenbar in der Absicht, diesen – wie einst Eastman ihn – wieder zu einem guten Menschen zu therapieren, obwohl der Wolf weiterhin droht, ihn und seine Mitmenschen zu töten. Morgan bringt die Ärztin Denise in Gefahr, als er sie eine schlimme Wunde des Wolfs versorgen lässt. Nachdem Carol ihm auf die Schliche kommt und versucht den Wolf zu töten, schlägt Morgan sie bewusstlos. Dadurch bietet er dem Wolf die Gelegenheit, Denise als Geisel zu nehmen, Tara, Eugene und Rosita zu entwaffnen und gemeinsam mit Denise zu flüchten. Dass Morgan mit seinem Vorgehen nicht ganz unrecht haben sollte, beweist sich später darin, dass der Wolf sich für Denise den Beißern opfert. Morgan übt starken Einfluss auf Carol aus, sodass auch sie sich bald außerstande sieht, potenziell gefährliche Menschen umzubringen. Als sie Alexandria den Rücken kehrt, folgt Morgan ihr und tötet, entgegen seiner Überzeugung, einen Mann, um sie zu retten. Zwei unbekannte Männer bieten Morgan und der mehrfach angeschossenen Carol ihre Hilfe an, die Morgan annimmt. Morgan wird mit der schwerverletzten Carol in das Königreich gebracht, wo er sich gut integriert. Er versucht erfolglos Carol, die die Gemeinschaft nicht ernst nimmt, zum Bleiben zu überreden. Morgan freundet sich mit König Ezekiel, dem Anführer der Gemeinschaft, an und wird in den geheimen Deal mit den Saviors eingeweiht. Im Verlauf der Staffel lernt er den jungen Benjamin kennen, für den er väterliche Gefühle entwickelt. Er trifft wieder auf seine ehemalige Gruppe, als diese im Königreich nach Verbündeten sucht, und erfährt von der Ermordung von Glenn und Abraham sowie von den derzeitigen Zuständen in Alexandria. Nach einem Streit mit Daryl, der seine pazifistische Weltanschauung hart kritisiert, wird er zu einem weiteren Treffen mit den Saviors mitgenommen. Auf Grund eines fehlenden Gemüses wird Benjamin mit einem Schuss ins Bein verletzt. Die Rettungsversuche schlagen fehl und er verblutet. Dieser Verlust löst bei Morgan einen ähnlichen Wahnzustand aus wie der Tod seines Sohnes. Er erfährt, dass Richard, ein Soldat des Königreiches, das Gemüse versteckt hat, um einen Krieg zwischen den beiden Gemeinschaften anzuzetteln. Morgan erwürgt ihn beim nächsten Treffen mit den Saviors. Danach will er sich an den Saviors rächen. Carol und Ezekiel treffen ihn daraufhin und überreden ihn mit nach Alexandria zu kommen. Dort kämpft er auf der Seite seiner Freunde und hat kein Problem mehr damit Menschen zu töten. Gegen Ende der achten Staffel verlässt Morgan die Gruppe, um alleine seinen Frieden zu finden. Sein Standort ist unbekannt.

### Jessie Anderson

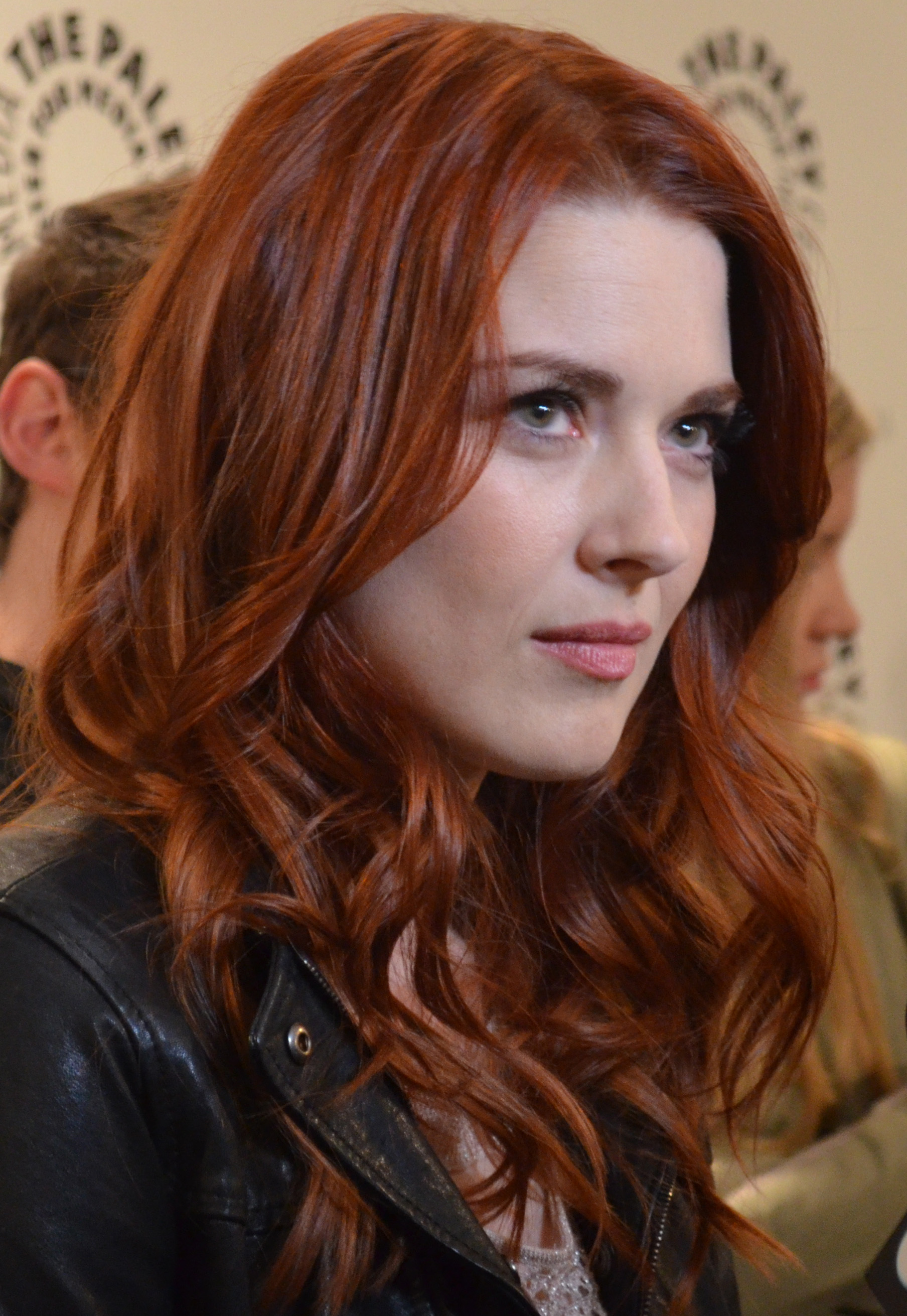
Alexandra Breckenridge, Darstellerin der Jessie Anderson

Jessie ist die Ehefrau von Pete und die Mutter von Ron und Sam, mit denen sie seit unbestimmter Zeit in Alexandria lebt. In der Siedlung fungiert sie unter anderem als Friseurin und schneidet Rick an seinem ersten Tag in Alexandria die Haare. Ihr Sohn Ron wird einer von Carls neuen Freunden. Jessie ist sehr freundlich und feinfühlig gegenüber Rick, was ihrem Mann Pete gegen den Strich geht. Durch Carol findet Rick heraus, dass Jessie von Pete geschlagen wird. Daraufhin setzt er sich bei Deanna dafür ein, dass das Paar getrennt wird, doch diese verbietet ihm jede Einmischung. Rick, der Gefühle für Jessie entwickelt zu haben scheint, prügelt sich öffentlich mit Pete und erreicht damit einerseits, dass dieser von Jessie getrennt wird, andererseits aber auch, dass sein eigener Verbleib in Alexandria von Deanna in Frage gestellt wird. Auf Deannas Befehl hin, erschießt Rick Pete, nachdem dieser Deannas Mann Reg getötet hat.
Nach dem Tod ihres Mannes begreift Jessie, dass sie für ihre eigene Sicherheit sorgen muss. Sie bittet Rosita, ihr das Schießen beizubringen. Als die Wölfe Alexandria attackieren, wächst Jessie über sich selbst hinaus und tötet einen der Widersacher, um sich und ihre Kinder zu schützen. Danach legt sie ihren Mitbürgern unverblümt nahe, sich der Realität zu stellen und für ihr eigenes Überleben zu kämpfen, da sie ansonsten sterben würden. Jessie passt auf Judith auf, wenn Carol oder Carl anderweitig beschäftigt sind. So befindet sich Ricks Tochter zu der Zeit, als Alexandria von Beißern überrannt wird, in Jessies Haus. Nachdem sie unter anderen Rick, Michonne und Deanna den Weg zu ihrem Haus freigeschossen hat, verschanzen sich die Überlebenden darin, bis durch eine Prügelei zwischen Jessies Sohn Ron und Carl Beißer angelockt werden und ins Haus eindringen. Als Zombies verkleidet, verlässt die Gruppe, inklusive ihres schwer traumatisierten Sohnes Sam, durch die Beißermenge das Haus. Dabei beginnt Sam, nach Jessie zu rufen, und bringt die Gruppe damit in Lebensgefahr. Nachdem dieser aufgrund der vielen Beißer eine Panikattacke erleidet und infolgedessen gebissen wird, beginnt Jessie zu schreien, wodurch sie selbst von den Beißern getötet wird.

### Aaron

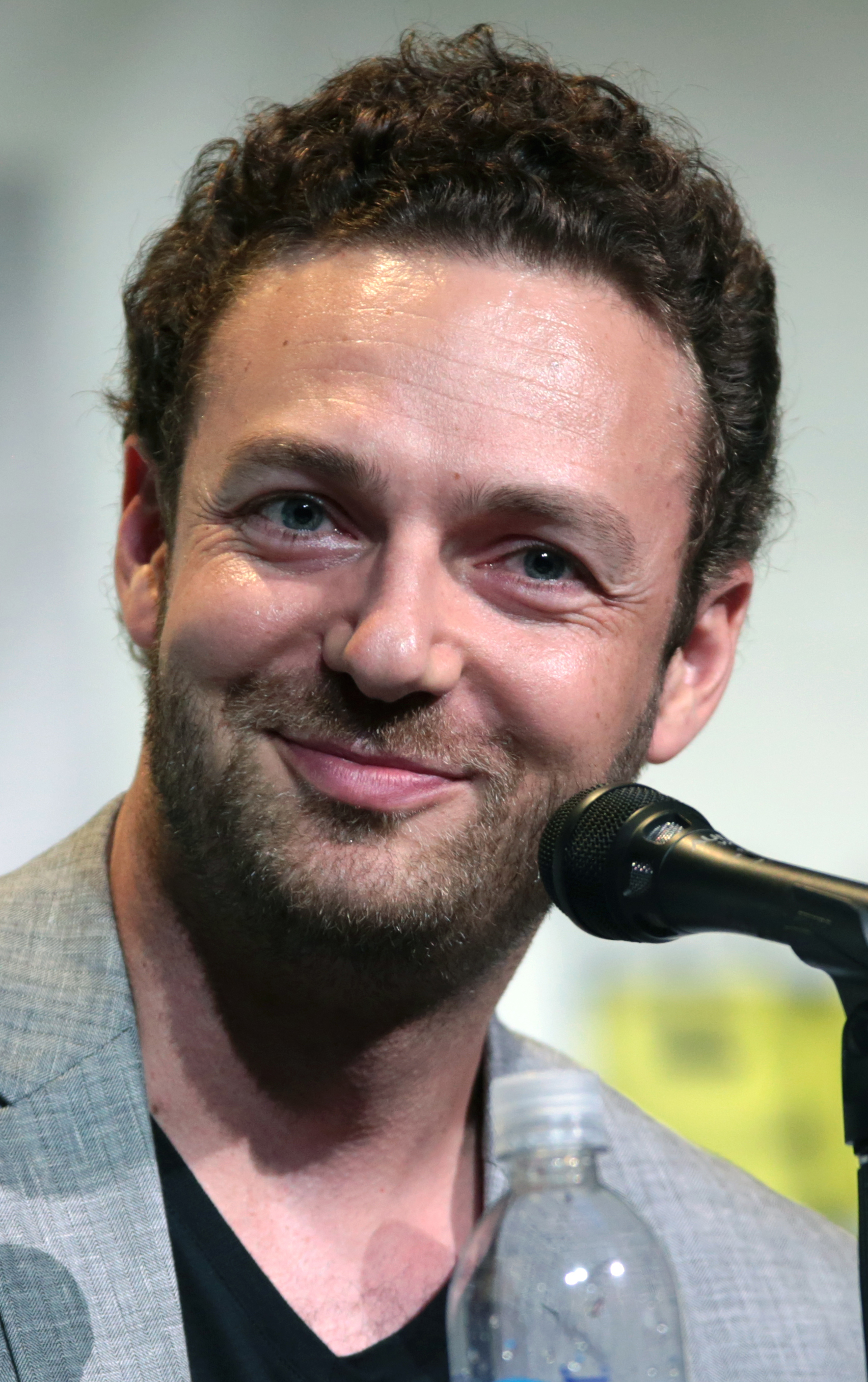
Ross Marquand, Darsteller des Aaron

Aaron ist Bürger von Alexandria und sucht gemeinsam mit seinem Lebenspartner Eric im Auftrag von Deanna nach neuen, geeigneten Mitgliedern für die Gemeinschaft. Zu diesem Zweck bereist das Paar das von der Apokalypse verwüstete Land auf der Suche nach Überlebenden. Wenn sie auf welche treffen, beobachten und belauschen Aaron und Eric die Fremden zunächst aus der Ferne, um festzustellen, ob sie für eine Aufnahme in Alexandria geeignet sind. Aaron ist der erste Alexandrianer, der mit Ricks Gruppe in Kontakt tritt und sie nach Alexandria bringt. Im Gegensatz zu den meisten Bewohnern von Alexandria weiß Aaron sich gegen die Gefahren der apokalyptischen Welt zu verteidigen. Zudem verfügt er über gute Menschenkenntnis und Redekunst, weshalb er für die Aufgabe des Rekruters für Alexandria ausgewählt wurde. Aaron und Eric fühlen sich als homosexuelles Paar von homophoben Bürgern Alexandrias ausgegrenzt, weshalb ihnen ihr Job als Rekruter ganz gelegen kommt, da sie so nur selten in der Stadt sind. Aaron freundet sich mit Daryl an, da sie das Gefühl des Außenseiterseins verbindet.
Er kann Daryl davon überzeugen, ihn in Zukunft auf seinen Touren zu begleiten, um Eric nicht mehr der Gefahr aussetzen zu müssen. Sie geraten in eine Falle der Wölfe und werden von Morgan gerettet. Dabei verliert Aaron seinen Rucksack, der Informationen zu Alexandria beinhaltet und von den Wölfen später gefunden wird. Aaron und Daryl bringen Morgan nach Alexandria. In der sechsten Staffel hat Aaron Schuldgefühle wegen des Angriffs der Wölfe auf die Gemeinschaft, bei dem viele seiner Mitbürger brutal und qualvoll sterben. Er steht Maggie in ihrer Trauer um den totgeglaubten Glenn bei, als dieser nach Ricks missglücktem Plan, eine riesige Herde von Beißern von Alexandria wegzulocken, nicht zurückkehrt. Nachdem Maggie plötzlich krank wird, besteht Aaron darauf, ihren Krankentransport, bestehend aus Rick, Carl, Abraham, Sasha und Eugene, zum Arzt nach Hilltop zu begleiten. Die Gruppe gerät in einen Hinterhalt durch Negans Männer und ist schließlich gezwungen, sich zu ergeben.
Im Krieg gegen die Saviors verliert er seinen Partner Eric und adoptiert ein Baby. In der neunten Staffel verliert er seinen linken Arm und hat er eine sehr kurze aber tiefe Bindung zu Jesus und ist auch voller Wut, als er von den Flüsterern getötet wird. In der zehnten Staffel trainiert er Gruppe für den Krieg gegen die Flüsterer. Zusammen mit Daryl und anderen Mitgliedern wird er in eine Höhle gefangen und überlebt nur knapp.

### Spencer Monroe

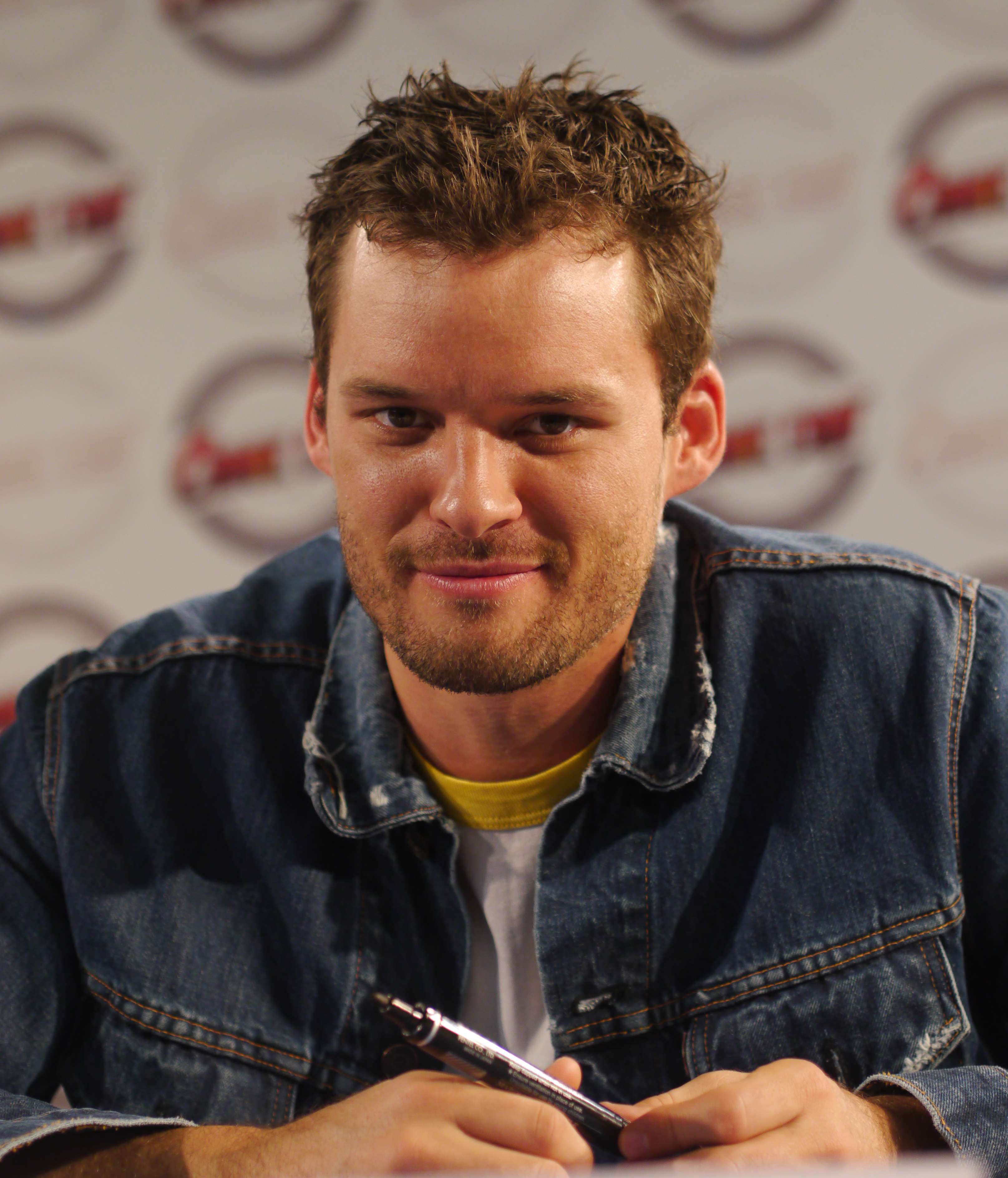
Austin Nichols, Darsteller des Spencer Monroe

Spencer Monroe ist der Sohn von Deanna und Reg Monroe und der Bruder von Aiden Monroe. Nachdem er seinen Bruder verlor, trauerte seine Familie über Aidens Tod. Auch sein Vater Reg Monroe wurde von Pete Andersson getötet. Als die Wölfe angriffen und durch ein Hupen einen Transportwagen, wurden viele Beißer angelockt. Viele Personen aus Alexandria kamen ums Leben, aber auch viele gingen in Panik und wollten flüchten und gingen zu Olivia (sie ist die Person, die die ganze Nahrung aufbewahrt), um Nahrung zu stehlen und haben nicht auf Deanna gehört. Es kam wenig später Spencer dazu und konnte dafür sorgen, dass alle Personen die ganzen Lebensmittel zurückzustellen, aber der wahre Grund war, als er im Haus seiner Mutter betrunken war, dass er allein und unbemerkt Nahrung stehlen wollte, wodurch er und Deanna sich stritten. Als nun die Zombieherde in Alexandria reinkam, kam Spencers Mutter ums Leben. Zwei Wochen nach dem Ereignis ging er immer allein und heimlich raus, um seine Mutter, die jetzt ein Zombie ist, zu suchen und zu erlösen, was ihm auch gelingt.
Nachdem Abraham und Rosita nicht mehr zusammen waren, flirteten Spencer mit Rosita, sie lud ihn auch bei sich zuhause ein. Bei den Angriffen auf die Saviors ging Spencer nicht mit, auch wo Maggie plötzlich krank wurde und einige sie zu Hilltop bringen wollte, ging Spencer nicht mit, aber dafür Rosita. Und Rosita und die anderen wurden von den Saviors gefangen genommen, und einer von elf Kandidaten wurde von Negan mit seinem Baseballschläger „Lucille“ getötet. Was am Ende zwei wurde. In Staffel 7 entwickelte Spencer langsam zu einem Antagonisten und war immer mehr gegen Rick Grimes gewesen. Als Negan zum zweiten Mal zu Besuch kam, wollte Spencer, dass Negan Rick für ihn tötet, weil Spencer den Tod und die Schuld seiner Familie an Rick gibt. Der Plan von Spencer ging aber nicht auf, weil Negan Spencer mit einem Messer in den Bauch sticht und aufschlitzte, wodurch die Gedärme rauskamen und auch Spencer daran auch starb. Die Begründung, warum Negan getötet hat, war, dass er „Verräter“ abneigt. Nach der Abreise von Negan wurde Spencer nach seinem Tod zu einem Beißer, wurde aber dann von Rick erlöst.

### Deanna Monroe

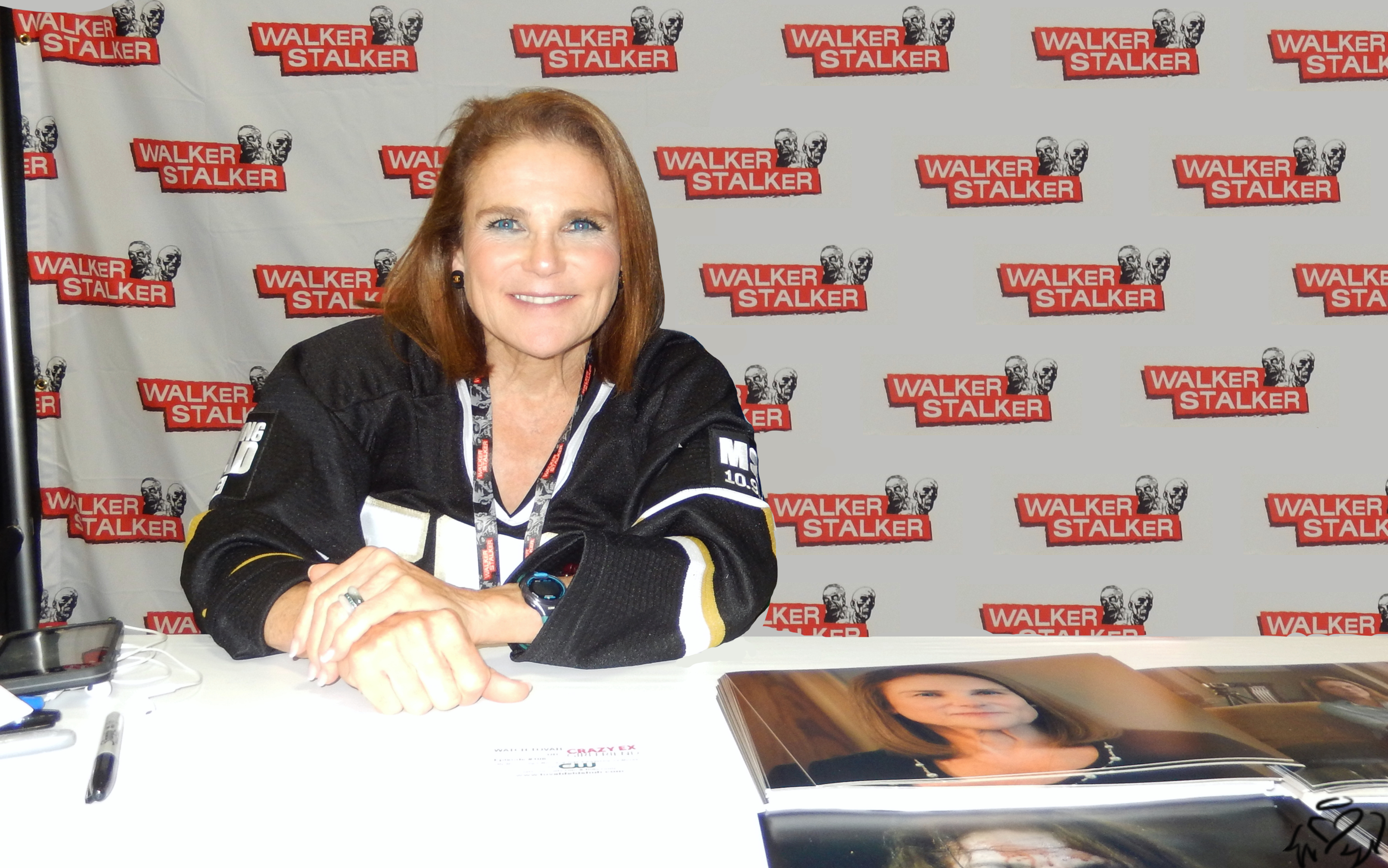
Tovah Feldshuh, Darstellerin der Deanna Monroe

Deanna, ihr Mann Reg und ihre beiden Söhne sind die Begründer von Alexandria, die bei Beginn der Apokalypse in die Gegend evakuiert wurden. In Zusammenarbeit mit weiteren Überlebenden wurde die meterhohe Stahlmauer um den Ort gezogen, die ihn für lange Zeit sicher gemacht hat. Die Siedlung wurde zuvor im Rahmen eines Umweltprojektes für reiche Familien gebaut und verfügt über eine eigenständige Strom- und Wasserversorgung aus regenerativen Ressourcen. Die Baumaterialien für den Zaun stammen von der Baustelle eines nicht fertiggestellten Einkaufscenters in der Nähe. Vor der Apokalypse war Deanna eine Abgeordnete im US-Bundesstaat Ohio. Als Anführerin von Alexandria pflegt sie einen eher demokratischen, aber aus Sicht von Ricks Gruppe, leichtsinnigen Führungsstil, wenn es um den Umgang mit Außenstehenden geht. Deanna hält es nicht für nötig, die Mauer rund um die Uhr bewachen zu lassen und lässt regelmäßig von Aaron und Eric neue Menschen nach Alexandria bringen, was Rick für extrem fahrlässig hält. Um den Zusammenhalt unter den Bewohnern und einen halbwegs normalen Alltag zu fördern, weist Deanna ihnen, teilweise gemäß derer Wunschvorstellungen, Aufgaben in der Gemeinde zu, denen sie täglich nachzukommen haben.
Deanna zeigt sich zunächst begeistert von der Leistung von Ricks Gruppe, so lange draußen überlebt zu haben, und weist mehreren von ihnen wichtige Posten in Alexandria zu. Der Tod ihres Sohnes Aiden, Ricks wiederholte Aufforderungen zu rigoroserem Führungsstil sowie Gabriels Verrat an Rick, lassen bei ihr Zweifel gegenüber ihrer Entscheidung, Ricks Gruppe aufgenommen zu haben, aufkommen. Nachdem Pete jedoch infolge des Konflikts mit Rick ihren Mann Reg tötet, fordert Deanna Rick dazu auf, ihn zu erschießen. Rick hatte zuvor vergeblich versucht, sie davon zu überzeugen, Pete in letzter Konsequenz präventiv zu töten, doch dies lehnte Deanna aus moralischen Gründen strikt ab. Seitdem zweifelt sie an sich selbst und an ihren Führungsqualitäten und übergibt Rick die Kontrolle über Alexandria. Nach dem Tod ihres Mannes zeigt Deanna Symptome einer posttraumatischen Belastungsstörung. Maggie versucht, ihr beizustehen, indem sie sie mit neuen Plänen für Alexandria beschäftigt. So planen die beiden den Ackerbau zur zukünftigen Versorgung der Bewohner mit frischen Lebensmitteln. Als Alexandria von den Wölfen angegriffen wird, versteckt sich Deanna, von ihrem Sohn Spencer bewacht, in der Fahrerkabine eines LKWs. Kurz darauf gewinnt Deanna wieder an Zuversicht und plant eifrig eine Erweiterung des Grenzzauns von Alexandria. In Michonne findet sie, neben Maggie, eine weitere Vertraute und Fürsprecherin.
Als Alexandria von der Herde überrannt wird, wird Deanna schwer verletzt und gebissen. Später muss sie allein in Jessies Haus zurückgelassen werden, nachdem die Gruppe um Rick zur Flucht vor eindringenden Beißern gezwungen ist. Michonne bietet Deanna bei ihrem Abschied an, sie zu erlösen, doch Deanna ist dafür noch nicht bereit. Sie erschießt die auf sie zulaufenden Beißer mit dem Revolver, mit dem sie geplant hat, sich selbst zu erschießen. Später wird sie verwandelt von Carl im Wald gefunden, und von Spencer erlöst und begraben.

### Negan Smith

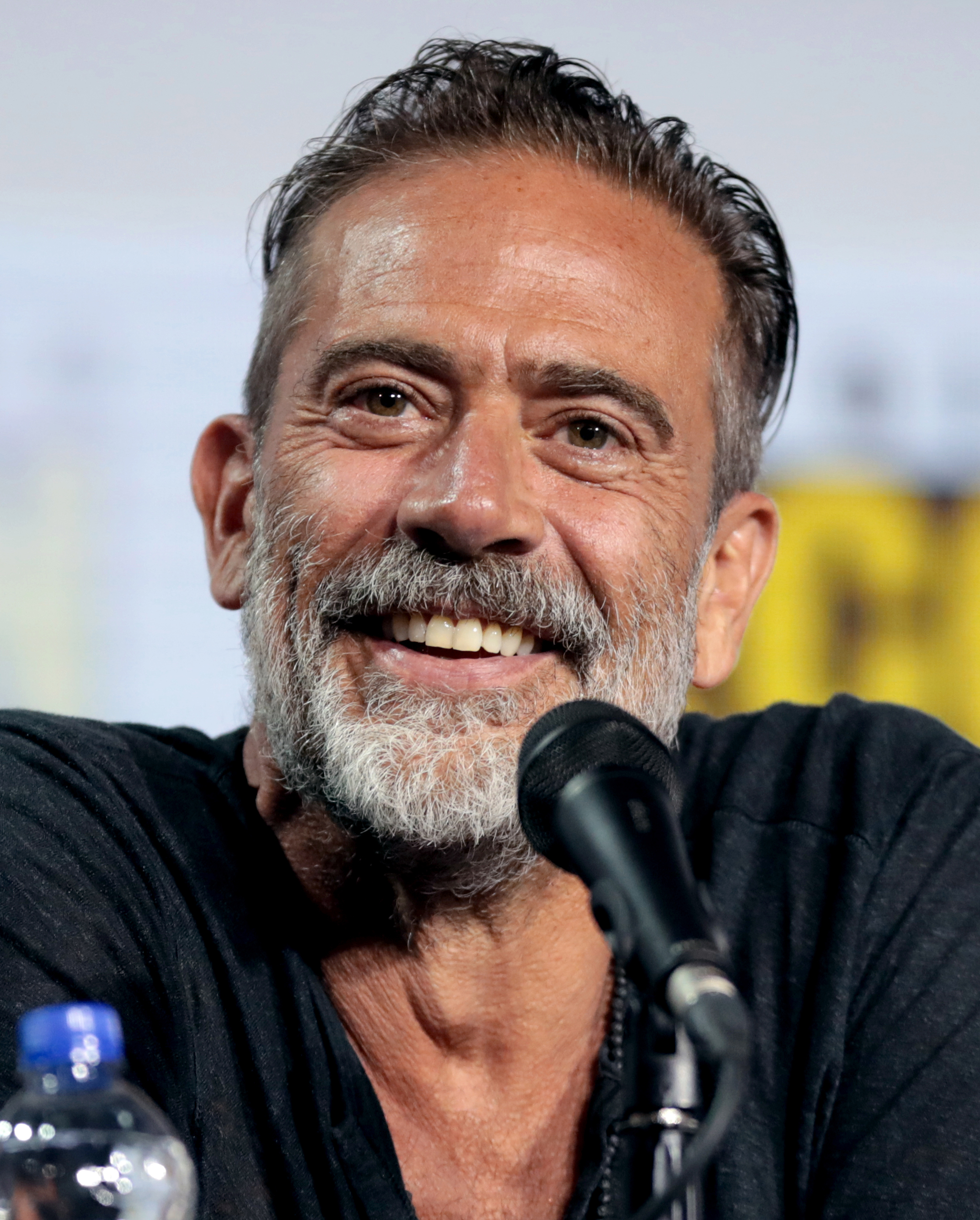
Jeffrey Dean Morgan, Darsteller des Negan

Negan ist der Anführer der Saviors. Zum ersten Mal tritt er in der letzten Episode der sechsten Staffel in Erscheinung. Nachdem Ricks Leute viele seiner Männer töteten, lässt Negan einen Teil von Ricks Gruppe von seinen Männern einfangen, als diese auf dem Weg nach Hilltop sind. Um seine Macht zu demonstrieren, tötet er Abraham mit seinem – mit Stacheldraht umwickelten – Baseballschläger „Lucille“. Als Daryl versucht, ihn anzugreifen, erschlägt er Glenn als Strafe dafür vor den Augen der anderen. Er lässt Daryl zu seinem Unterschlupf bringen, um die Loyalität von Rick zu sichern. Weiterhin möchte er, dass Daryl ab sofort für ihn arbeitet. Als Carl sich mithilfe eines LKWs in den Unterschlupf einschleust und Negan töten möchte, ist er von dessen Mut beeindruckt. Er bringt Carl zurück nach Alexandria, wo er die Bewohner mit seiner Anwesenheit einschüchtert. Er präsentiert sich dabei ungewohnt sozial, indem er zusammen mit Carl Essen zubereitet und sich mit Judith beschäftigt, während er auf die Rückkehr von Rick wartet.
Negan bittet Spencer mit ihm auf der Straße Billard zu spielen und unterhält sich im Verlauf des Spiels mit diesem. Spencer gibt Rick die Schuld für den Tod seiner Familie und bittet Negan daher Rick für ihn zu töten. Negan gefällt es jedoch nicht, wie Spencer sich bei ihm anbiedert und sticht diesem ein Messer in den Bauch, wodurch er stirbt. Rosita schießt geistesgegenwärtig auf Negan, trifft jedoch nur seinen Baseballschläger. Da die Bewohner Alexandrias bereits einige Zeit zuvor aufgefordert wurden, sämtliche Waffen den Saviors zu überlassen, möchte Negan wissen, woher die Kugel stammt, mit welcher Rosita soeben versucht hatte ihn zu töten. Diese lügt und beteuert, dass sie die Kugel hergestellt habe. Negan glaubt ihren Worten nicht und lässt Olivia erschießen. Zwischenzeitlich ist Rick wieder nach Alexandria zurückgekehrt und befiehlt Negan die Stadt zu verlassen. Dieser verlangt jedoch zu erfahren, wer die Kugel hergestellt hat. Eugene gibt sich daraufhin zu erkennen. Negan und seine Männer verlassen Alexandria, nehmen Eugene jedoch mit. Zurück in seinem Unterschlupf, erfährt er, dass Joseph ermordet wurde und Daryl und Sherry verschwunden sind. Negan verdächtigt Dwight, etwas mit dem Verschwinden der beiden zu tun zu haben. Dieser kann das Misstrauen ihm gegenüber eindämmen, indem er sich auf den Weg macht, um nach Sherry und Daryl zu suchen. Als Dwight zurückkehrt, behauptet er, Sherry sei tot. Weiterhin beschuldigt er den Arzt der Saviors, Emmet Carson, Daryl und Sherry bei der Flucht geholfen zu haben. Negan lässt diesen bei lebendigem Leib verbrennen. Um auch weiterhin ärztliche Versorgung gewährleisten zu können, lässt er den Arzt von Hilltop, Harlan Carson, Emmets Bruder holen.
Einige Zeit später machen sich Sascha und Rosita auf den Weg zu den Saviors, um einen Anschlag auf Negan zu verüben und Eugene zu befreien. Sascha wird dabei gefangen genommen, Rosita kann fliehen. Negan macht sich mit Sascha, die in einem Sarg transportiert wird, auf den Weg nach Alexandria, da er von den Kriegsplänen von Rick gegen ihn erfahren hatte. Sascha nimmt sich während der Fahrt das Leben. Ihr Ziel ist es, Negan als Beißer zu töten, wenn dieser den Sarg öffnet. Als Negan und die Saviors in Alexandria ankommen, öffnet Negan den Sarg und die untote Sascha versucht ihn anzugreifen, er kann jedoch rechtzeitig reagieren und ihr ausweichen, bevor er von ihr gebissen wird. Rick befiehlt Rosita, die Saviors, mit zuvor deponierten Sprengsätzen, in die Luft zu sprengen. Die Scavengers, Ricks vermeintliche Verbündete, haben diese jedoch zuvor entschärft, weil sie gegen Ricks Kenntnis ein Bündnis mit Negan ausgehandelt haben.
Es bricht eine große Schießerei aus, bei welcher die Bewohner Alexandrias von einigen Soldaten des Königreichs und Hilltop unterstützt werden. Negan und seine Männer schaffen es, Rick und Carl einzukreisen. Bevor Negan die Chance bekommt, Carl vor Ricks Augen zu töten, lässt Ezekiel seinen Tiger Shiva auf die Saviors los, die daraufhin fliehen. Er befiehlt seinen Männern sich auf einen Krieg vorzubereiten. Im nachfolgenden Krieg erfährt man mehr über Negans Vergangenheit. Er hatte eine Frau namens Lucille, wonach er seinen Schläger nannte. Negan wird am Ende der achten Staffel besiegt und lebt fortan in einem Gefängnis von Alexandria. Nach einer Zeitspanne von insgesamt siebeneinhalb Jahren wurde er deutlich menschlicher und hat ein freundschaftliches Verhältnis zu Judith. In einem schweren Schneesturm rettet er ihr zudem das Leben. In der zehnten Staffel wird er von Carol befreit, um sich den Flüsterern anzuschließen, Alphas Vertrauen zu gewinnen und sie anschließend zu töten, mit Erfolg. Für Alphas Tochter Lydia hegt er väterliche Gefühle. Mithilfe von Daryl besiegt er schließlich auch Alphas Handlanger Beta. Bis auf Maggie akzeptiert mittlerweile fast jeder seine Anwesenheit.

### Dwight

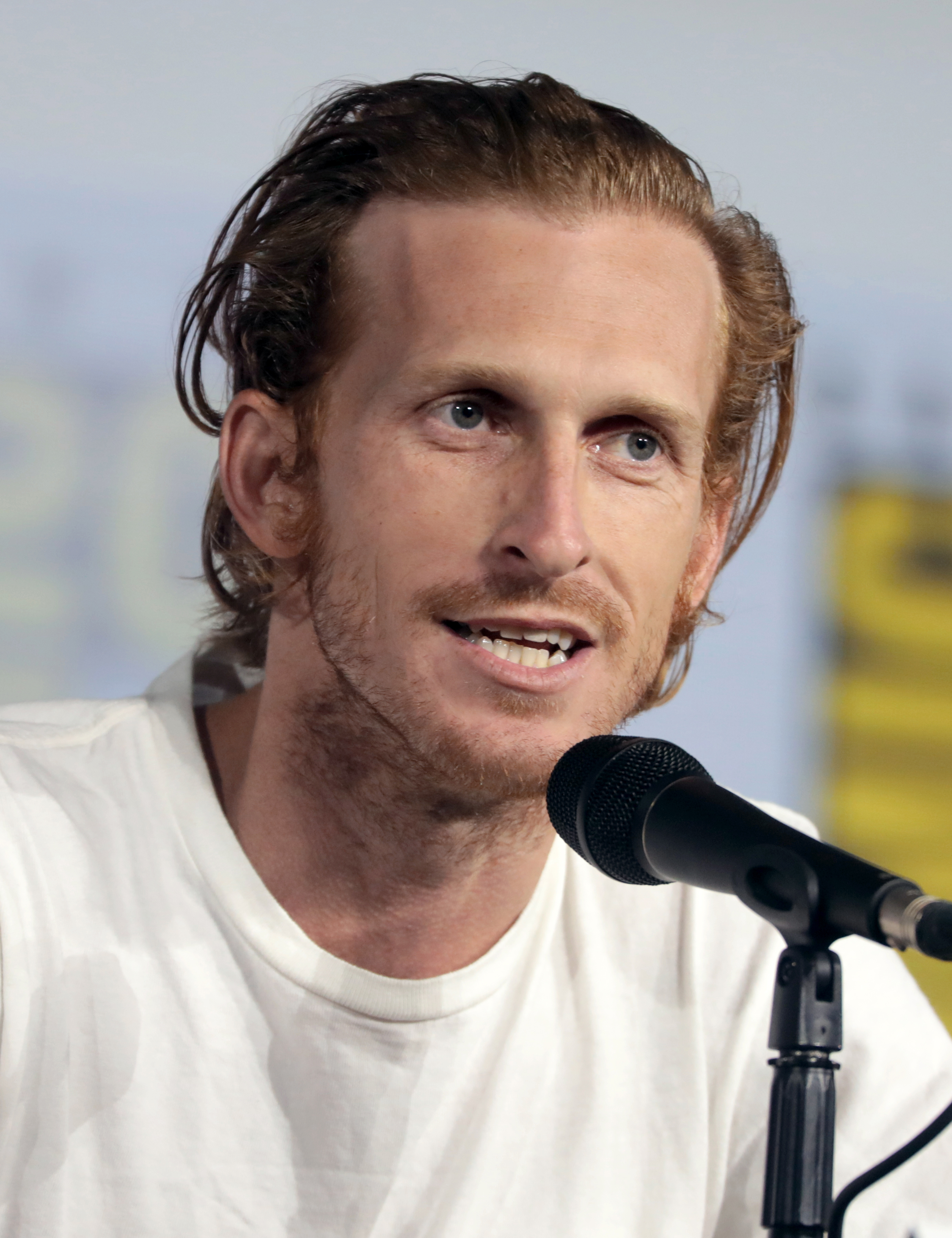
Austin Amelio, Darsteller des Dwight

Der Savior-Soldat wird von Daryl in einem Wald gefunden. Zusammen mit seiner Frau ist er auf der Flucht vor einer Gruppe namens „Den Saviors“. Nachdem Dwight Daryl gefangen nimmt, gelingt es letzterer zu entkommen und nimmt dabei deren Nahrung und Medizin mit. Als er erkennt, dass die Schwägerin Dwights an Diabetes erkrankt, gibt er diesen das Eigentum zum und die beiden gehen getrennte Wege. Einige Zeit später trifft der verletzte Daryl erneut auf Dwight, nur dass dieser nun eine gebrannte Gesichtshälfte hat. Es stellt sich heraus, dass Dwight einer von Negans treusten Gefolgen ist. Nachdem er erkennt, dass seine, die von Negan misshandelte Frau Sherry spurlos das Weite sucht, sieht er seine falschen Taten an und ist zu Ricks Seite als Spion gewechselt. Am Ende des Krieges, verschont Daryl, trotz der ganzen Folterei, Dwight und verspricht ihm ihn nicht zu töten solange er sich von ihm fernhält. Sein jetziger Standort ist unbekannt.

### Ezekiel Sutton

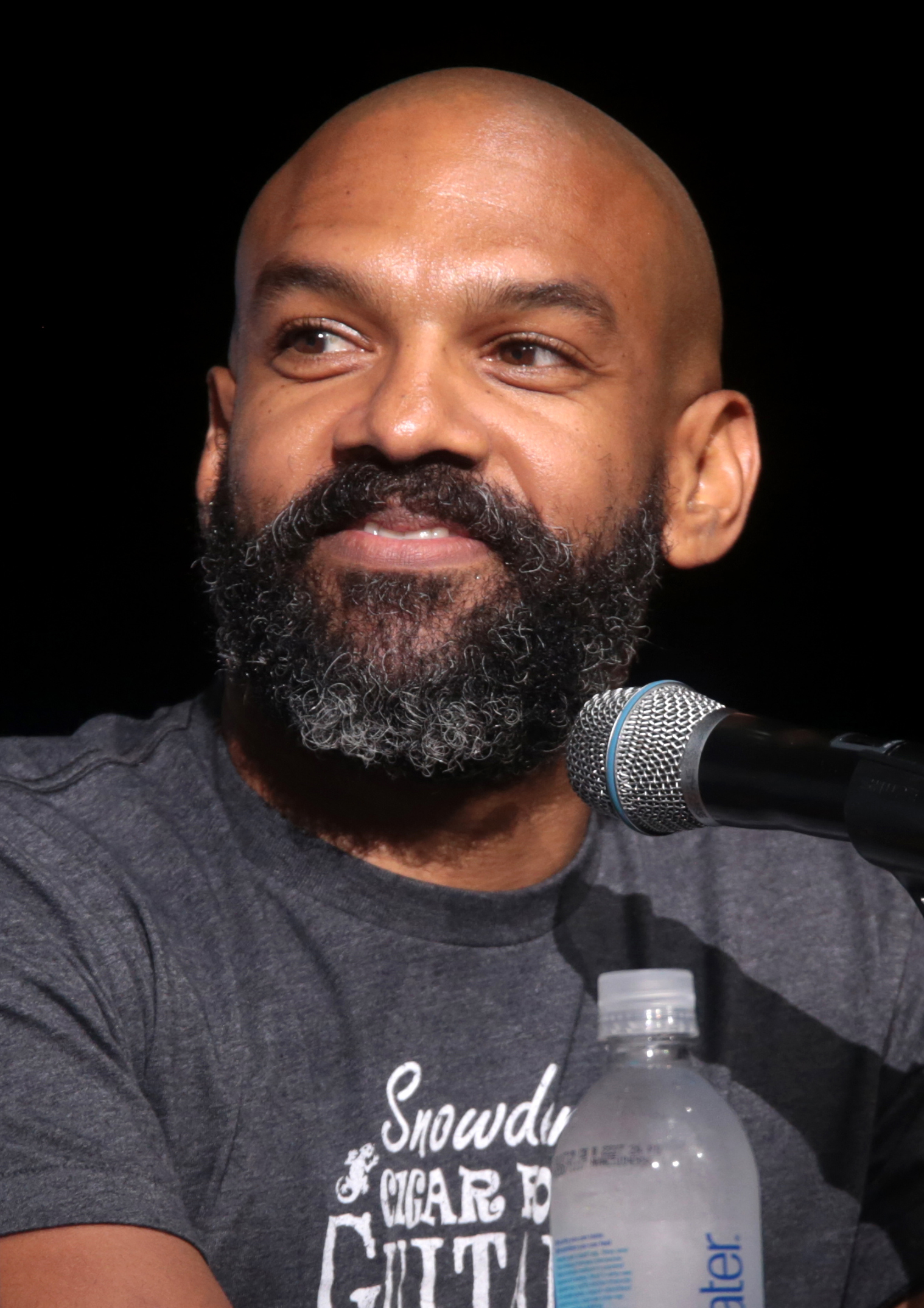
Khary Payton, Darsteller des Ezekiel

Ezekiel ist der Anführer des Königreichs und Besitzer eines Tigers namens Shiva. Diesen hat er zu Beginn der Apokalypse als Zoowärter gerettet. Von dessen Bewohnern nennt er sich König. In taucht das erste Mal in der siebten Staffel auf, als Morgan Carol Ezekiel vorstellen wollte. Später wird er von Rick und seiner Gruppe gebeten, beim Krieg gegen Negan zu helfen. Da er mit diesen eigentlich Frieden hat, zögerte er anfangs, änderte aber kurz darauf seine Meinung. Und tauchte mit seiner Gemeinschaft während einer Schießerei in Alexandria auf. Zu seinem "Leibwächter" Jerry hat er ein brüderliches Verhältnis. Während eines Kreuzfeuers sterben, bis auf Jerry, Shiva und alle seine männlichen Soldaten, wodurch er sich isolierte, später aber auf Druck seiner Bewohner weiterkämpfte. In der neunten Staffel ist er in einer Beziehung mit Carol, die mit dem Tod deren Adoptivsohnes Henry endet. Während des harten Winters am Ende der neunten Staffel fällt das Königreich und die Bewohner leben fortan in Hilltop.
Zu Carol hat er in der zehnten Staffel ein freundschaftliches Verhältnis. An einem Tag schlafen sie jedoch miteinander. Im Laufe der Staffel offenbart er einen bösartigen Tumor an der Schilddrüse. Später erklärt er sich bereit, mit Eugene und Yumiko die neue Gemeinschaft zu suchen, zu der Eugene Kontakt aufgenommen hat. Bei der Ankunft werden sie gefangen genommen.

### Simon

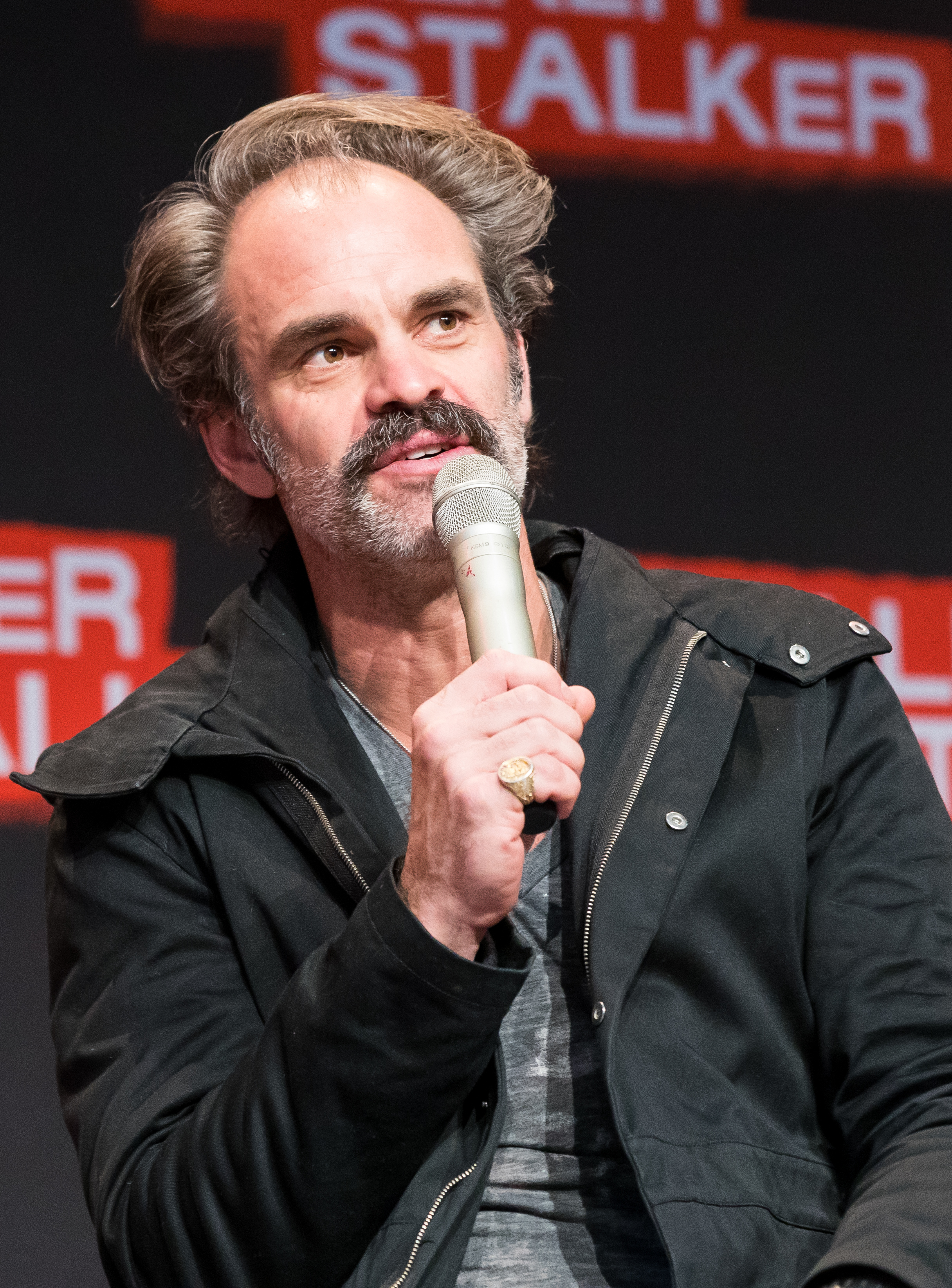
Steven Ogg, Darsteller des Simon

Simon ist die loyale rechte Hand von Negan. Er ist skrupellos, gewalttätig und mitleidslos und befolgt Befehle wie kein anderer. Er pflegte eine gute, wenn auch durch Angst geprägte, Freundschaft zu Gregory und Hilltop.
Mit der Zeit zweifelt Simon an Negans Führungsfähigkeiten. Als letzterer spurlos verschwindet, sieht sich Simon als neuer Chef und tötet Jadis' Gruppe und greift Hilltop an, ganz anderes als Negan es tun wollte. Für dieses sind Menschen nämlich „Ressourcen“ und diese wurden mit dem Mord an Jadis’ Gruppe vernichtet. Nachdem Negan wieder auftaucht, fordert er Simon zu einem Zweikampf auf Leben und Tod heraus, wobei der Gewinner das Sanctuary leiten soll. Simon verliert den Kampf nur knapp und wird von Negan erdrosselt.

### Alden
Alden ist ein ehemaliger Savior und wollte sich nach seiner Gefangenschaft in Hilltop schnell der Gemeinschaft anpassen und war im Allgemeinen gegen Gewalt. Als ein großer Teil schließlich flüchtete, blieb er zurück und kämpfte gegen Negan. In der neunten Staffel hat er sich vollständig angepasst und hat eine Beziehung mit Enid. Nach ihrer Enthauptung durch Alpha, verhielt er sich ruhiger und abwertender gegen deren Tochter Lydia. Bei Betas Angriff, nach Alphas Tod, spionierte er mit Aaron die Flüsterer wurde von denen jedoch umzingelt. Schaffte es aber dennoch raus.

### Alpha

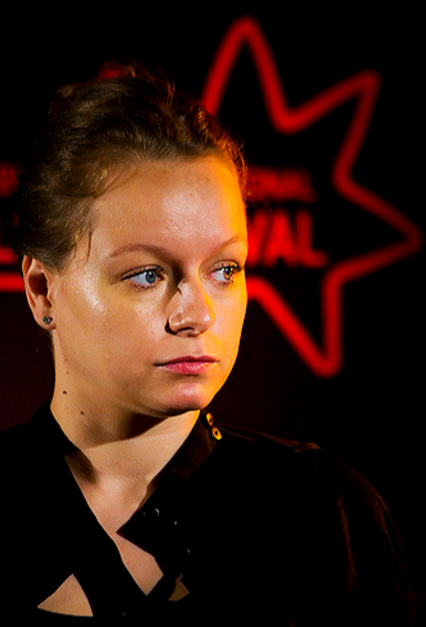
Samantha Morton, Darstellerin der Alpha

Alpha ist die Anführerin der Flüsterer und erweist sich als intelligente, gefühlskalte, psychopathische, sadistische, durchtriebene und selbstverliebte Frau, die eine abgehärtete, entschlossene Überlebenskünstlerin und eine starke Anführerin für die Menschen in ihrer Gruppe ist. Zu Beginn der Apokalypse hat sie ihren eigenen Mann vor ihrer kleinen Tochter brutal ermordet, nachdem er sich weigerte, Mitüberlebende nach einem Beißer-Angriff im Stich zulassen. Sie verfolgt ihre eigene Ideologie und lässt Leute, die sich ihr nicht unterwerfen, selten unverschont.
Nach einiger Zeit gründeten Alpha, ihre Tochter Lydia und Beta die Gruppe der Flüsterer. Diese kennzeichnen sich durch das Tragen einer Zombie-Maske und durch das Umherziehen und Aufbauen einer Beißer-Herde. Später, als ihre Tochter Lydia sich Alexandria anschloss, schwor sie Rache und infiltriert sich in Alexandria als „Bewohnerin“. In derselben Nacht entführt und ermordet sie später mehrere Alexandria-Bewohner, Tara, Enid und Henry und stellt durch deren zombieinfizierten Köpfe eine Grenze zwischen der Miliz und den Flüsterern.
Carol schwor später Rache für ihren Adoptivsohn Henry und beauftragte Negan, sich bei den Flüsterern zu infiltrieren und Alpha zu töten. Nachdem er mit Alpha eine „Beziehung“ einging, schaffte er es, Alphas Vertrauen zu gewinnen. Später ermordete er schließlich Alpha, brachte ihren abgetrennten Kopf zu Carol und die steckte ihn auf einen Stock, genauso wie sie es mit Henry tat.

### Yumiko Okumura

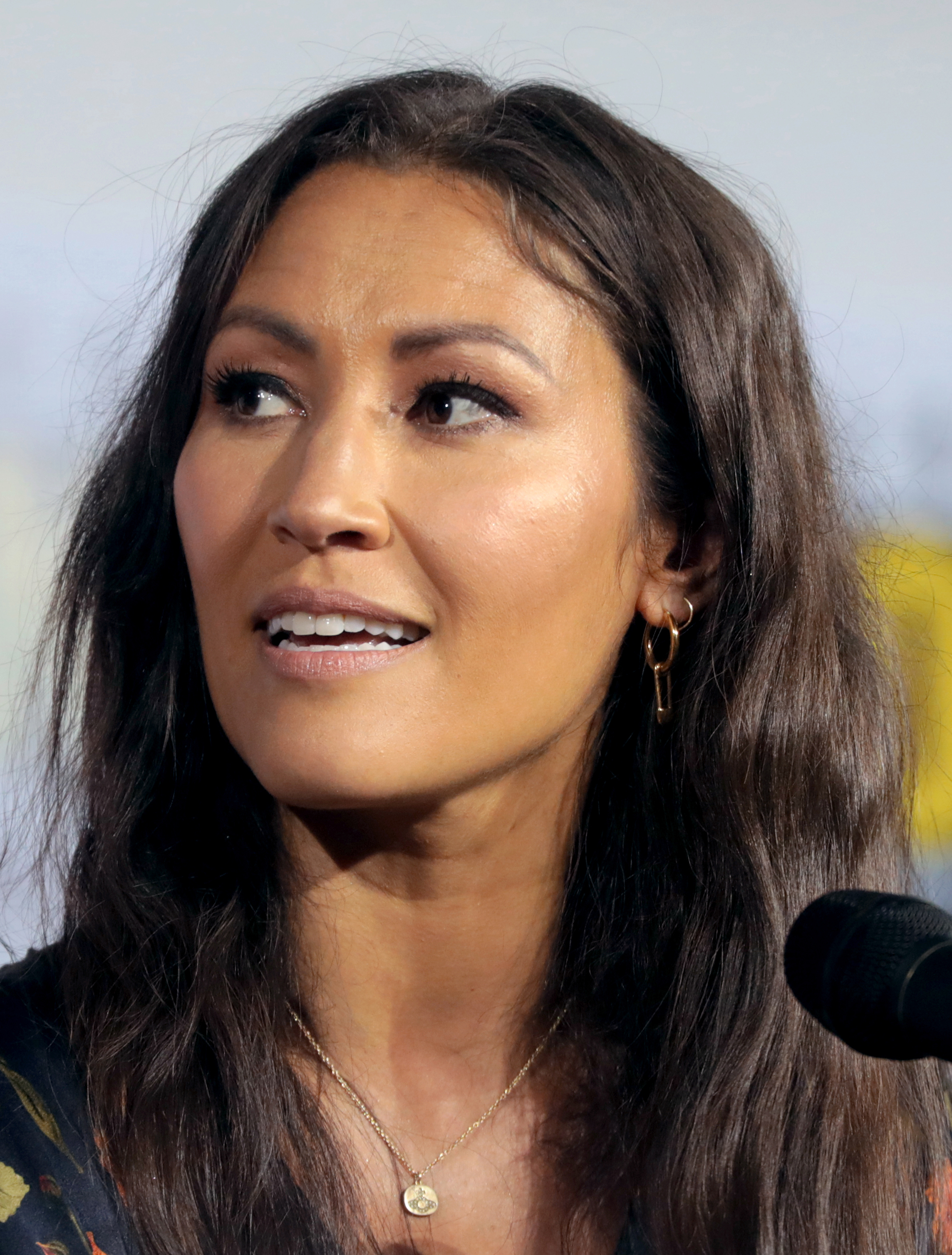
Eleanor Matsuura, Darstellerin der Yumiko

Yumiko ist ein Mitglied von Magnas, ihrer Lebenspartnerin, Gruppe. Diese wurde von Judith während eines Beißerangriffs gerettet, wobei Yumiko schwer verletzt wird. Anders als Magna ist sie diejenige, die kühlen Kopf bewahrt. Yumiko passte sich, genauso wie der Rest der Gruppe, relativ schnell den Gemeinschaften an. Sie ist eine gute Bogenschützin. Sie beherrscht, wegen ihrer Freundin Connie, die Gebärdensprache und benutzt diese auch aktiv.
Ihre Beziehung mit Magna endet in der zehnten Staffel. Als sie jedoch erfährt, dass Magna angeblich gestorben sei, bricht sie zusammen.

### Jerry

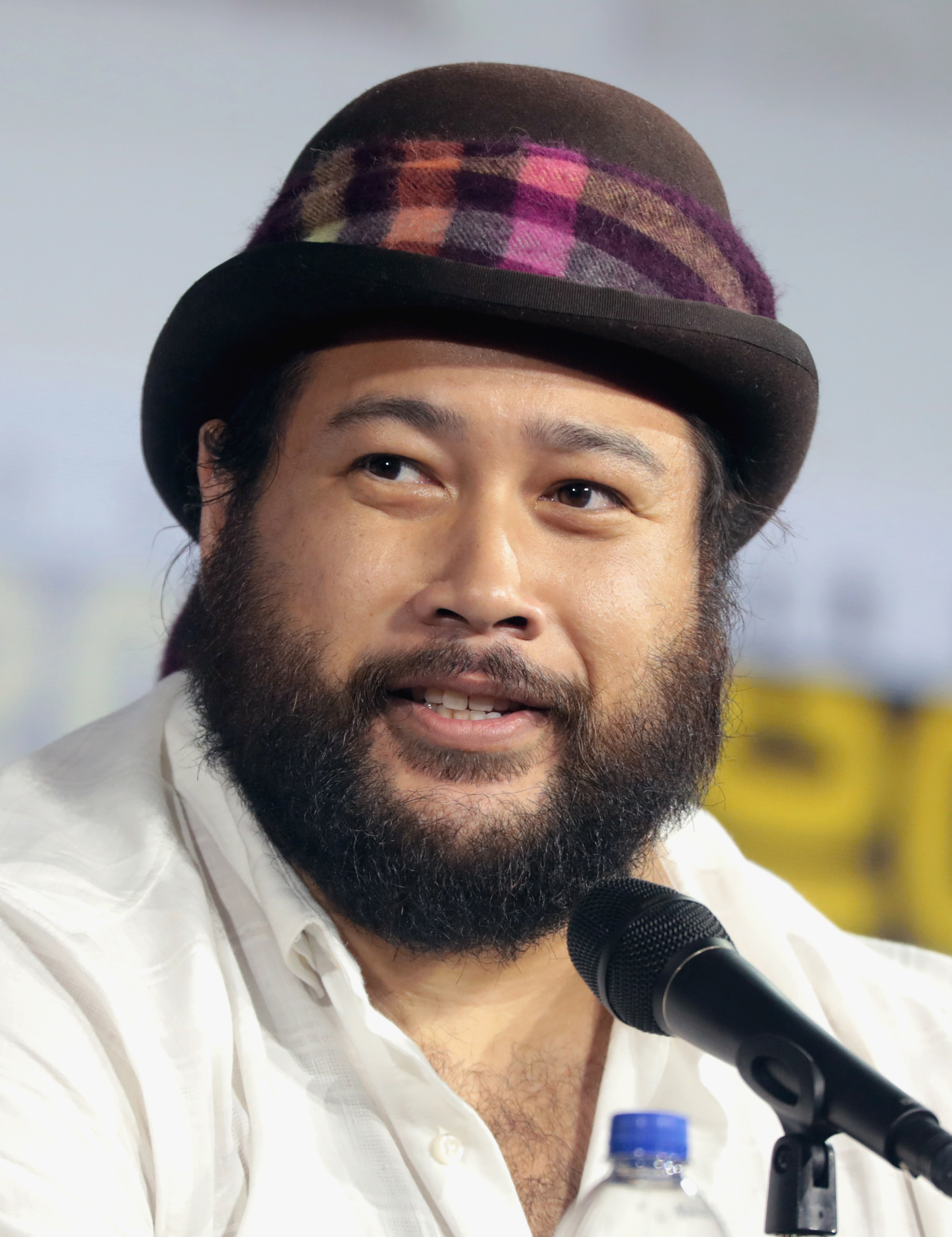
Cooper Andrews, Darsteller des Jerry

Jerry ist der ehemalige Leibwächter von Ezekiel, zu welchem er ein brüderliches Verhältnis hat. Er ist stets freundlich und fürsorglich zu jedem seiner Verbündeten. Bei einem Hinterhalt werden alle männlichen Soldaten des Königreichs getötet. Jerry ist dabei der einzige, der überlebt und rettet Ezekiel, nachdem er von einem Savior entführt wurde, das Leben. Mit Carol machen sie sich auf den Weg zum Königreich, bis sie auf eine Beißergruppe stoßen. Shiva, Ezekiels Tiger, rettet ihnen dabei das Leben und stirbt. Nach dem Sieg der Miliz in der neunten Staffel ist er mit Nabila, einer Bewohnerin des Königreichs, liiert und Vater dreier Kinder. Nach dem Massenmord an den Männern des Königreichs ist Jerry der einzige, der Ezekiel noch mit „eure Majestät“ anspricht, was Ezekiel verabscheut.
In der zehnten Staffel ist er mit Daryl, Carol, Aaron, Magna, Kelly und Connie auf einer Expedition und werden von Alpha in eine Höhle getrieben. Wortwörtlich in die Enge getrieben, versuchen sie einen Ausgang zu finden. Als sie durch einen kleinen engen Gang mussten, steckte Jerry, aufgrund seines Gewichts, fest und wurde von einem Beißer an den Schuhen gepackt und gebissen. Mit der Hilfe seiner Freunde schaffte er es aus dem Gang raus. Mit Erleichterung stellten die anderen fest, dass der Beißer es nicht durch die Schuhe schaffte. Von Ezekiel verabschiedete er sich unter Tränen, da dieser auf einer Reise nach einer neuen Gemeinschaft macht.

### Magna

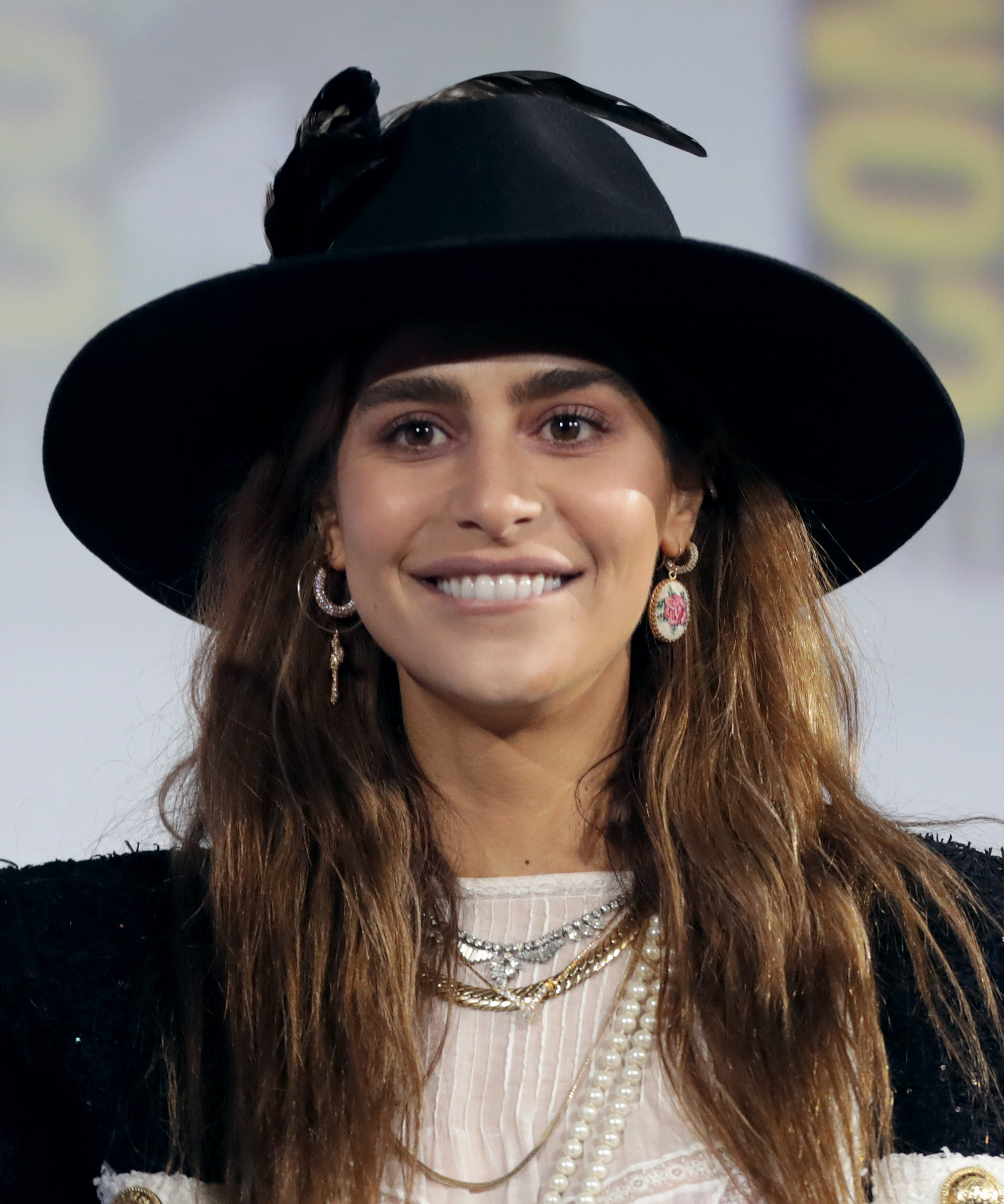
Nadia Hilker, Darstellerin der Magna

Magna ist die Anführerin ihrer Gruppe und wird von Judith während eines Beißerangriffs gerettet. Anfangs scheint sie eine misstrauische Person zu sein, da die Überlebenden in Alexandria erfahren, dass sie im Gefängnis war. Später offenbart sich, dass sie den Vergewaltiger ihrer Cousine ermordete und deshalb im Gefängnis saß. Yumiko, ihre Lebenspartnerin, war damals ihre Anwältin. Trotzdem integrierte sie sich schnell in die Gemeinschaft Hilton und wurde eine potenzielle Kämpferin gegen die Flüsterer. Sie beherrscht, wegen ihrer gehörlosen Freundin Connie, die Gebärdensprache.
In der zehnten Staffel kippt die Beziehung zu Yumiko und sie wird mit Daryl, Carol, Jerry, Kelly, Aaron und Connie von Alpha in eine Höhle getrieben. Magna ist dabei die einzige, die aktiv einen Ausgang sucht. Als die Gruppe einen fand, stürzt die Höhle in sich zusammen. Bis auf Magna und Connie kommen alle lebend raus. Gegen Ende der Staffel wird klar, dass Magna die Explosion überlebt hat.

### Judith Grimes
Judith ist die leibliche Tochter von Shane und Lori und wird in der dritten Staffel durch einen Notkaiserschnitt, durch den ihre Mutter stirbt, zur Welt gebracht. Während des Aufenthaltes im Gefängnis wird sie von Beth versorgt. Ihre Adoptiveltern sind Rick und später Michonne. Sie spielt erst nach dem Zeitsprung von sechs Jahren in der neunten Staffel, mit ihren zehn Jahren, eine bedeutende Rolle. Von Michonne wird ihr der Katana-Kampfstil beigebracht. Judith trägt den Waffengürtel von Rick und den Hut ihres Bruders Carl. Sie hat ein freundschaftliches Verhältnis zu Negan und ist die einzige, die ihn wertschätzt, vergisst aber nicht das Elend, das er verursacht hat. Am Ende der neunten Staffel wird sie während eines Schneesturms von Negan gerettet.
In der zehnten Staffel ermutigt sie Michonne, nach Rick zu suchen, nachdem diese Hinweise auf sein Überleben gefunden hat. Daryl, ihrem Adoptivonkel, sagt sie nichts, da sie Angst hat, dass dieser auch geht.

### Sonstige
- Paul „Jesus“ Rovia (Staffel 6–9): Ein Bewohner von Hilltop.
- Gregory (Staffel 6–9): Ehemaliger Anführer von Hilltop.
- Enid (Staffel 5–9, 10): Ehemalige Bewohnerin von Alexandria, jetzt Bewohnerin von Hilltop.
- Anne „Jadis“ (Staffel 7–9): Ehemalige Anführerin der Scavengers, jetzt Bewohnerin von Alexandria.
- Siddiq (Staffel 8–10): Wurde außerhalb von Alexandria von Carl gefunden und nach Alexandria gebracht. Mitglied des Militärs von Rick Grimes; Arzt von Alexandria; kurzzeitig auch in Hilltop.
- Beta (Staffel 9–10): Stellvertreter und loyales Mitglied der Flüsterer.
- Lydia (Staffel 9–11): Die Tochter von Alpha, die sich später Alexandria anschließt.
- Connie (Staffel 9–11): Eine gehörlose Überlebende und ein Mitglied von Magnas Gruppe.
- Juanita „Princess“ Sanchez (10–11): Eine schrullige und extravagante Überlebende, die in ihrer Vergangenheit verschiedene Traumata erlitten hat und sich später Eugenes Gruppe anschließt.
- Michael Mercer (Staffel 11): Ein Bewohner von Commonwealth und General des Commonwealth-Militärs.
- Leah Shaw (Staffel 10–11): Daryls ehemalige Liebe und ehemalige Besitzerin von Hund sowie ein Mitglied der Reapers.
- Lance Hornsby (Staffel 11): Der stellvertretende Gouverneur und Betriebsleiter des Commonwealth.
- Maxxine „Max/Stephanie“ Mercer (Staffel 9–11): Mercers jüngere Schwester und Pamela Miltons Assistentin, sie nahm mit Eugene über einem Radio Kontakt.
- Pamela Milton (Staffel 11): Gouverneurin des Commonwealth.
- Kelly (Staffel 9–11): Connies Schwester, die im Laufe der Zeit teilweise ihr Gehör verloren hat.

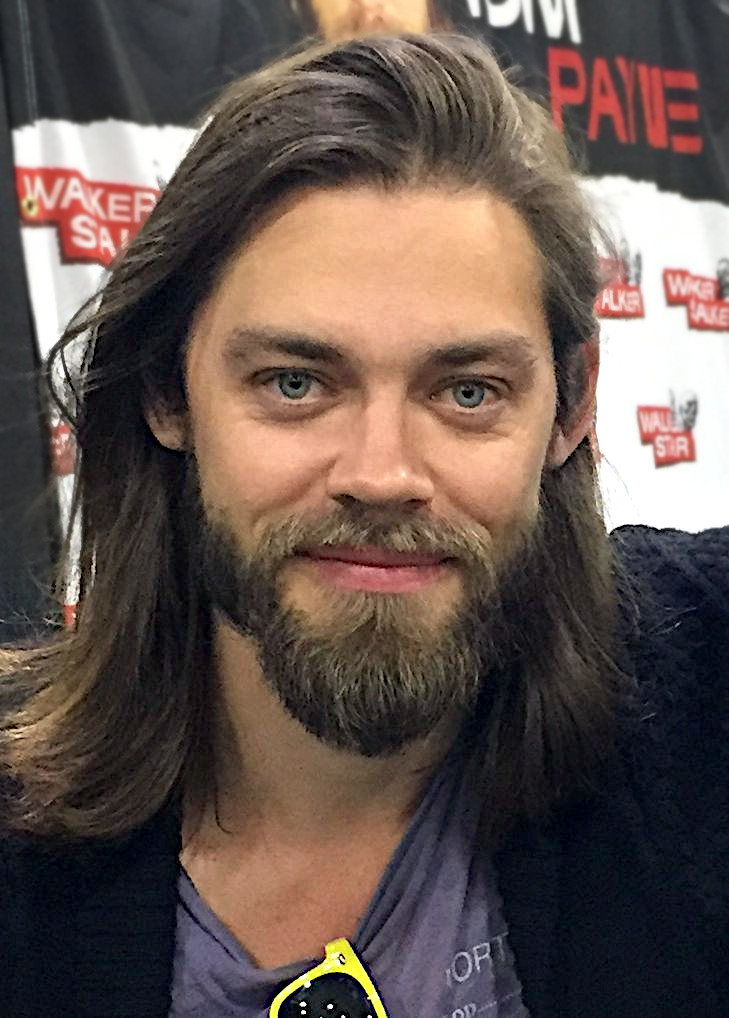
Tom Payne, Darsteller des Paul „Jesus“ Rovia
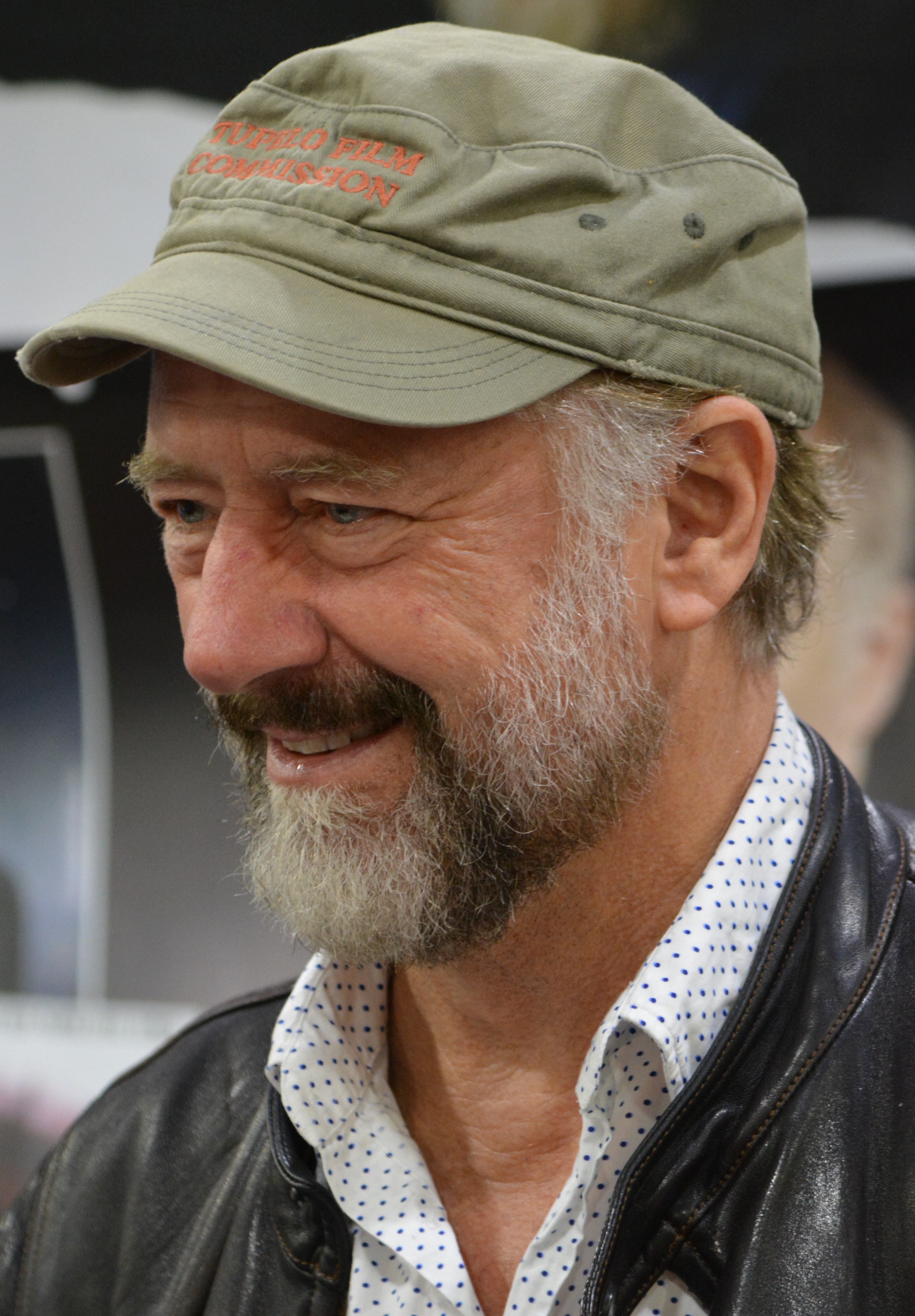
Xander Berkeley, Darsteller des Gregory
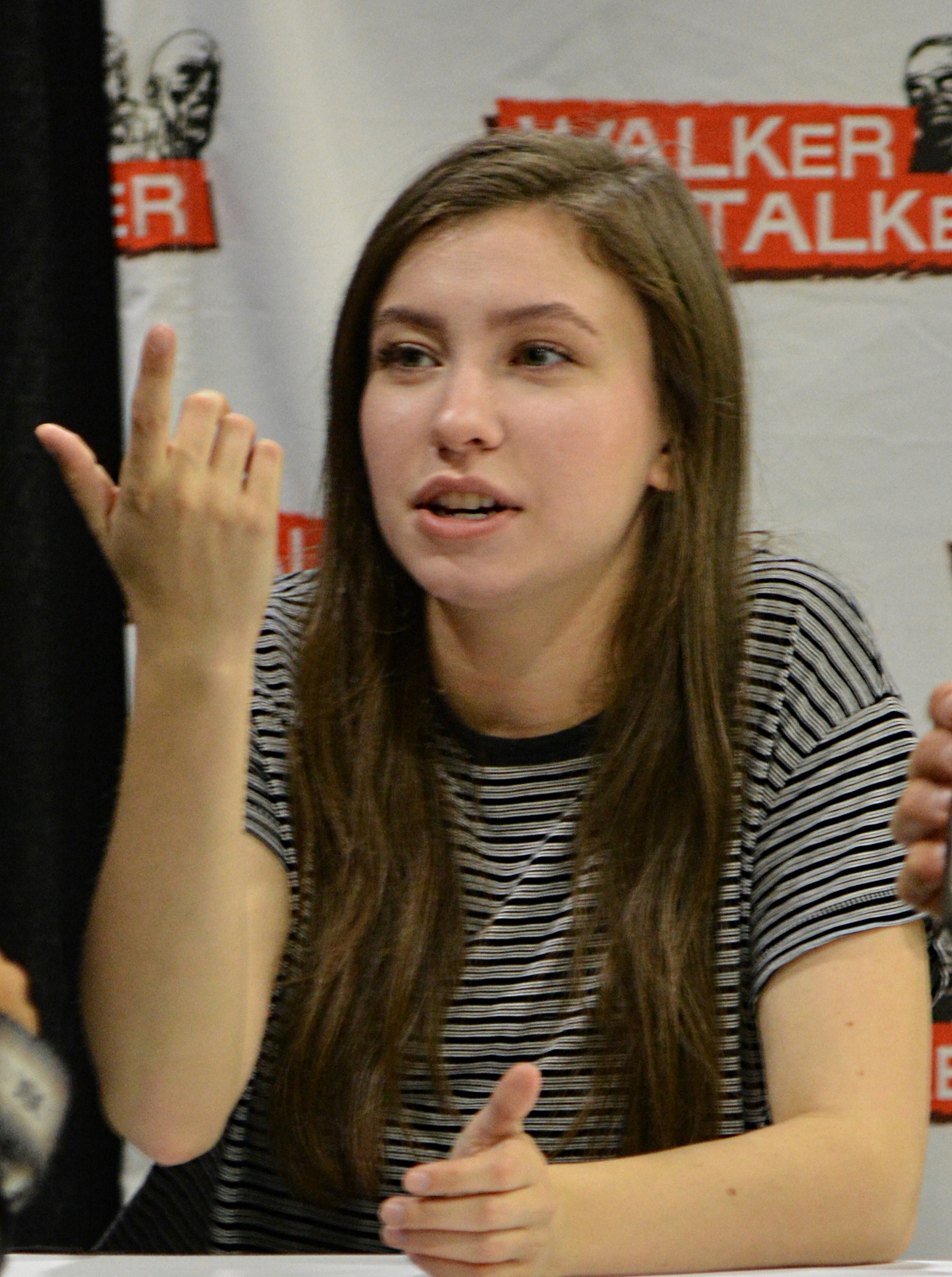
Katelyn Nacon, Darstellerin der Enid
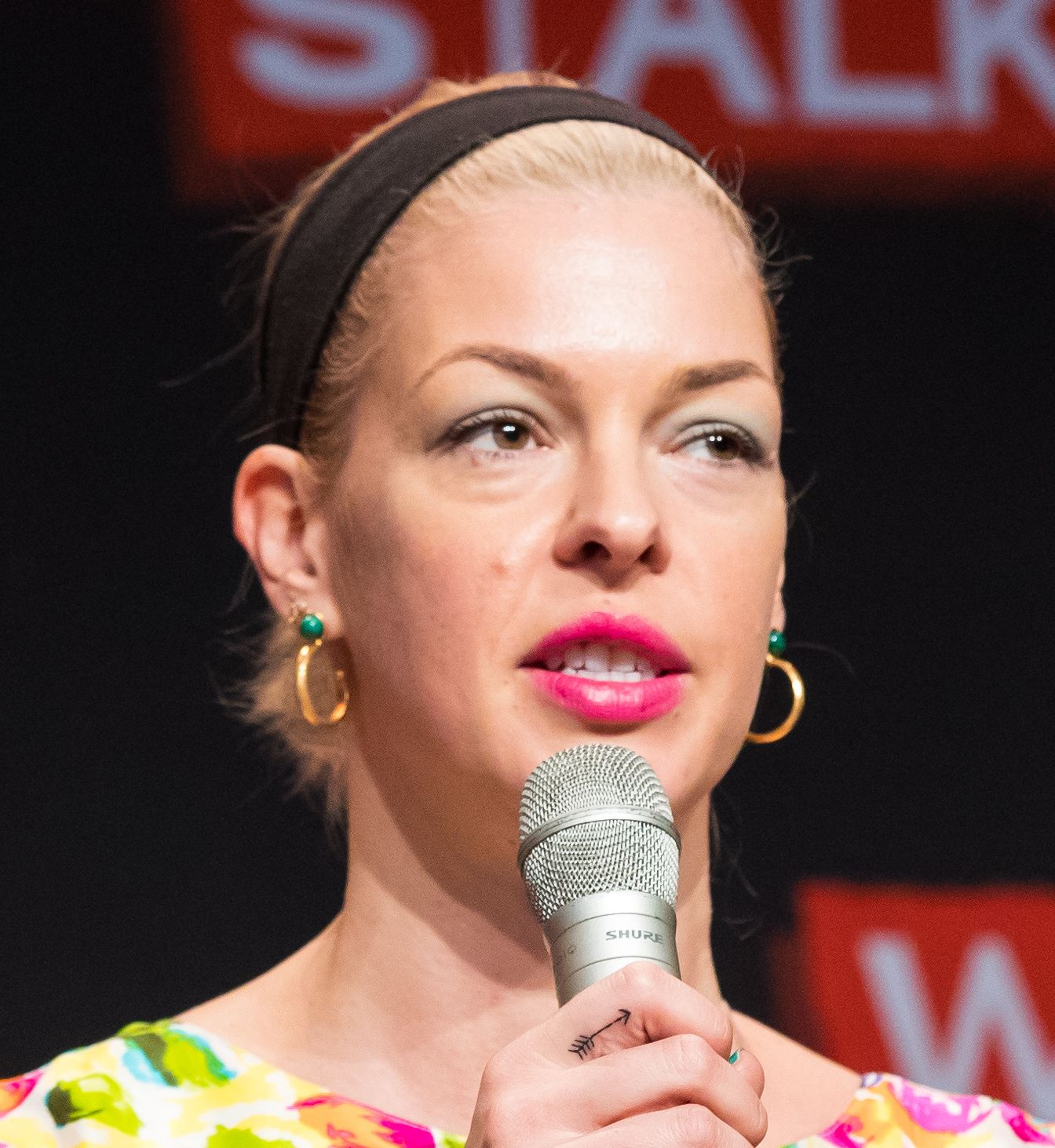
Pollyanna McIntosh, Darstellerin der Anne „Jadis“
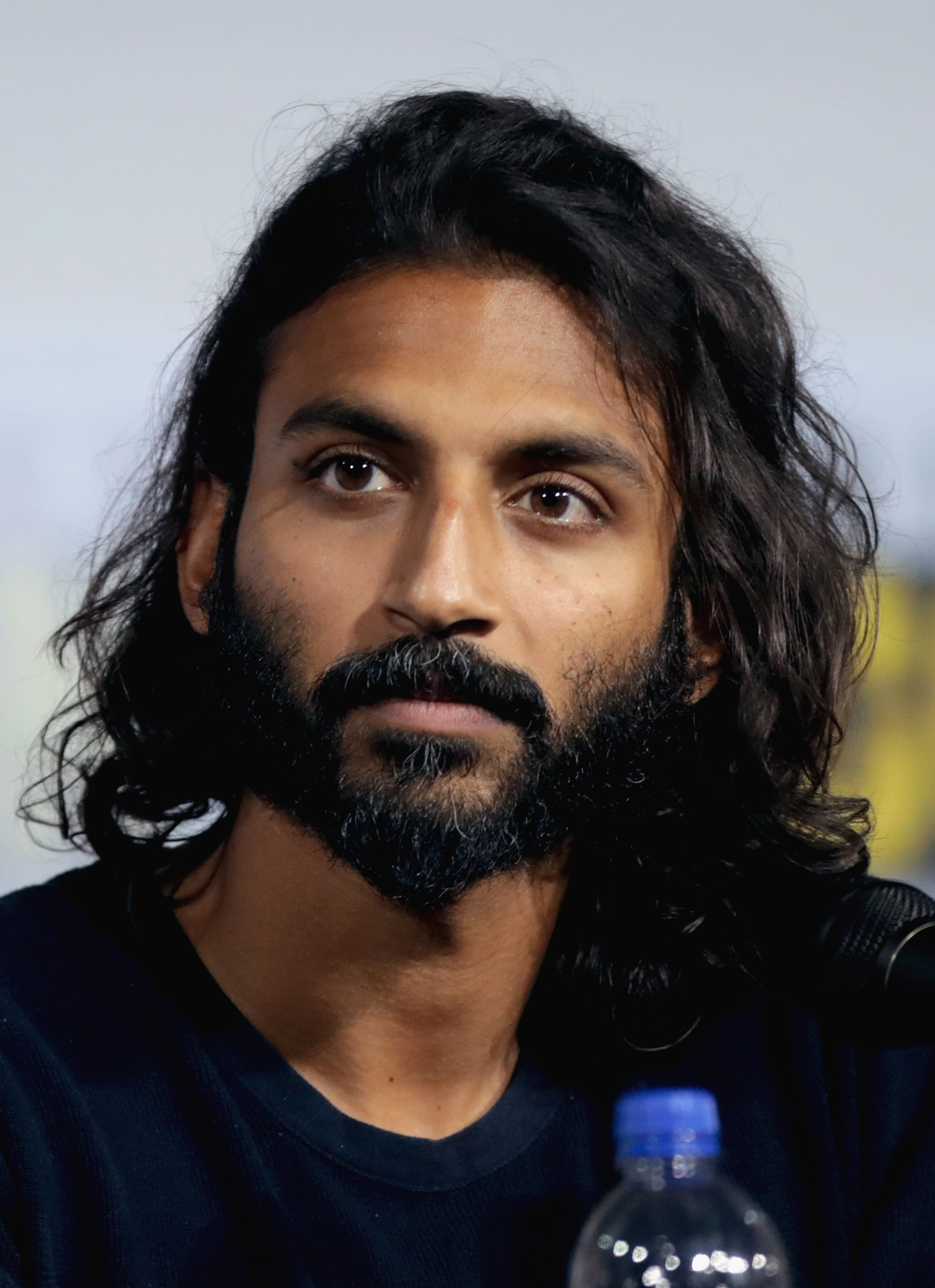
Avi Nash, Darsteller des Siddiq
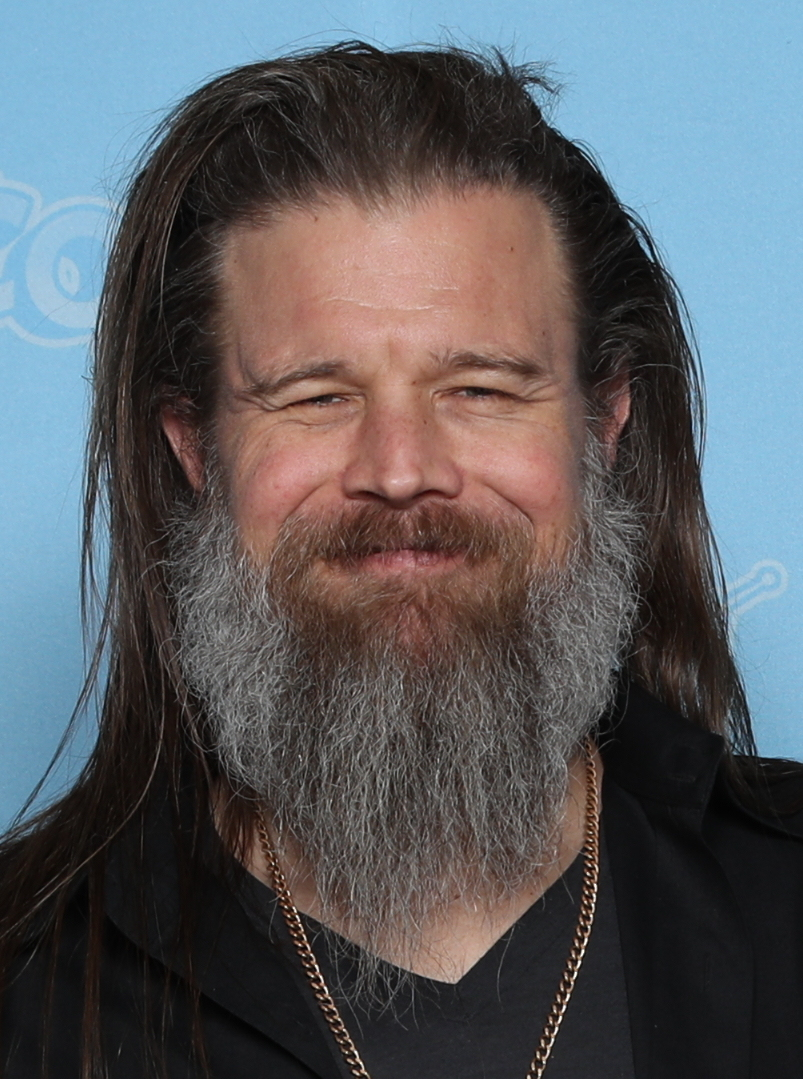
Ryan Hurst, Darsteller des Beta
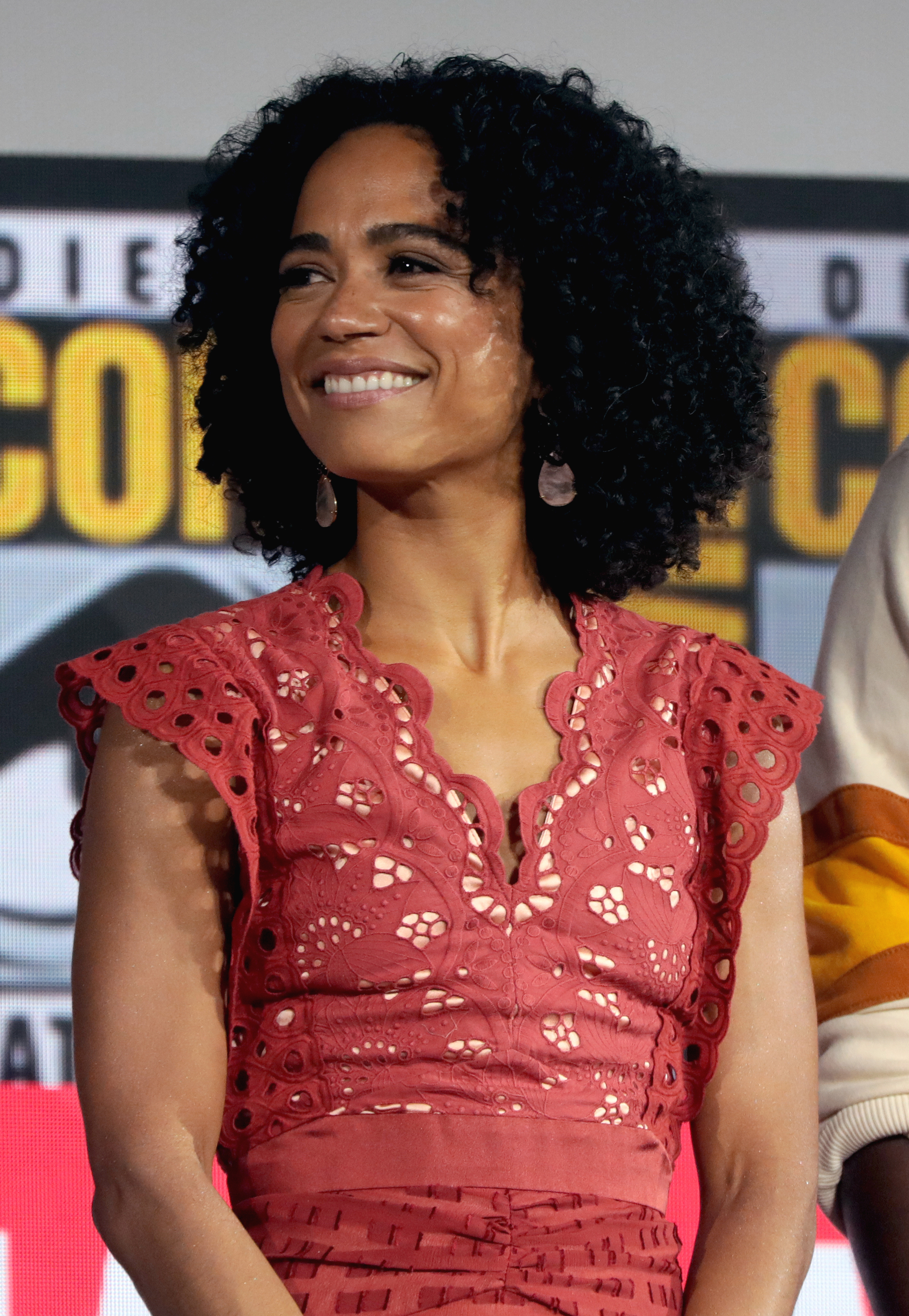
Lauren Ridloff, Darstellerin der Connie
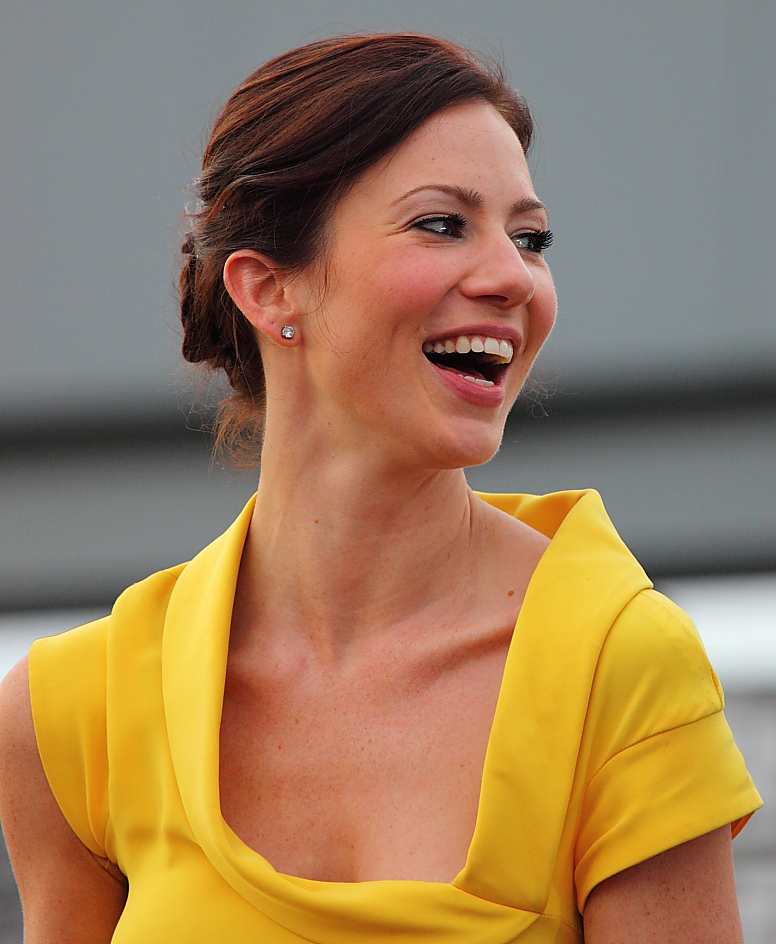
Lynn Collins, Darstellerin der Leah Shaw
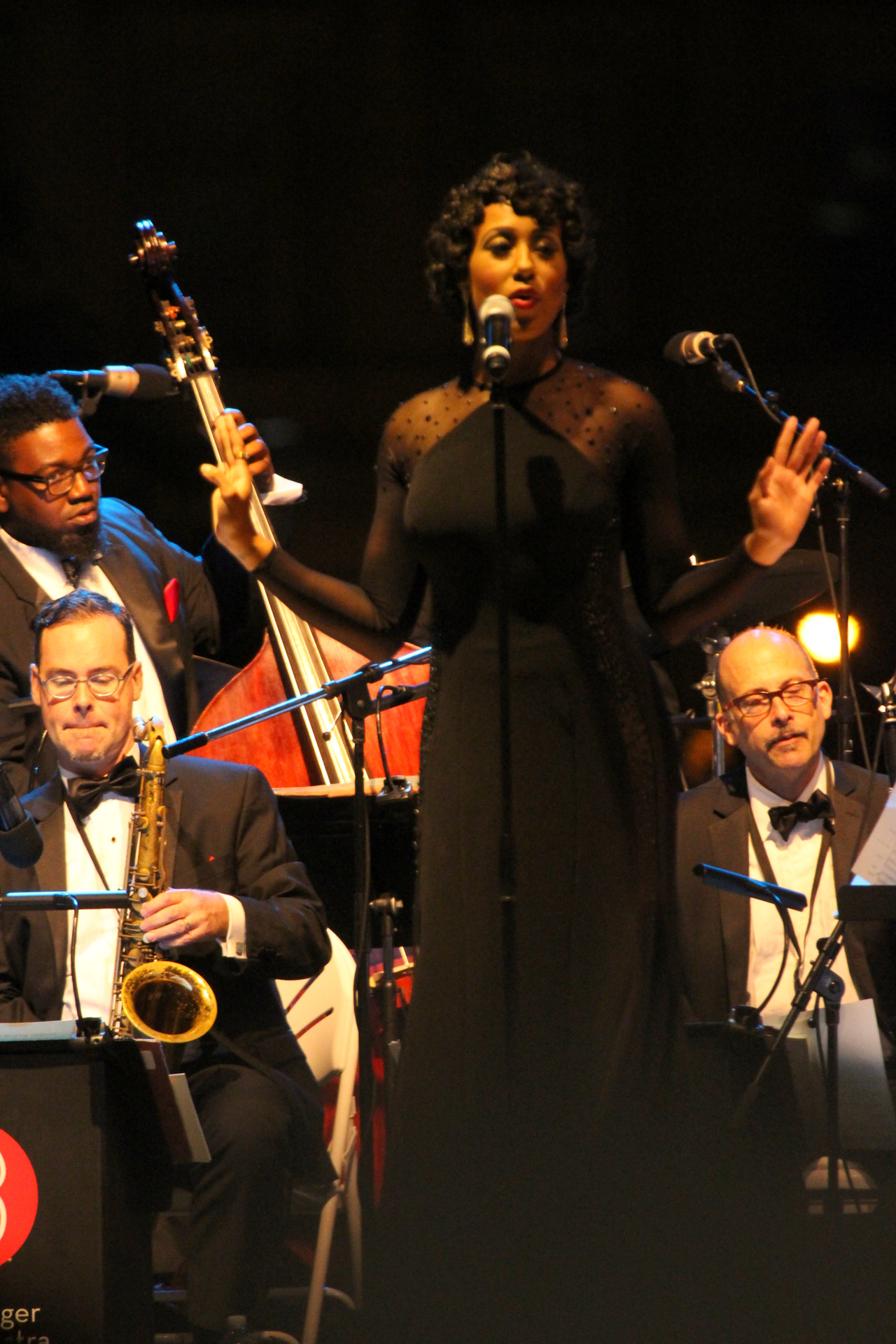
Margot Bingham, Darstellerin der Maxxine Mercer

## Nebenfiguren

### Amy
Amy ist die zwölf Jahre jüngere Schwester von Andrea. Sie ist von ihrem Wesen her völlig anders als ihre Schwester. Durch den Altersunterschied haben die beiden nie viel Zeit miteinander verbracht, trotzdem haben sie ein sehr inniges Verhältnis. Sie wird in der ersten Staffel am Tag vor ihrem Geburtstag von einem Beißer getötet. Ihre Schwester Andrea fühlt sich verantwortlich für ihren Tod, da sie sich geschworen hatte, Amy zu beschützen.

### Sophia Peletier

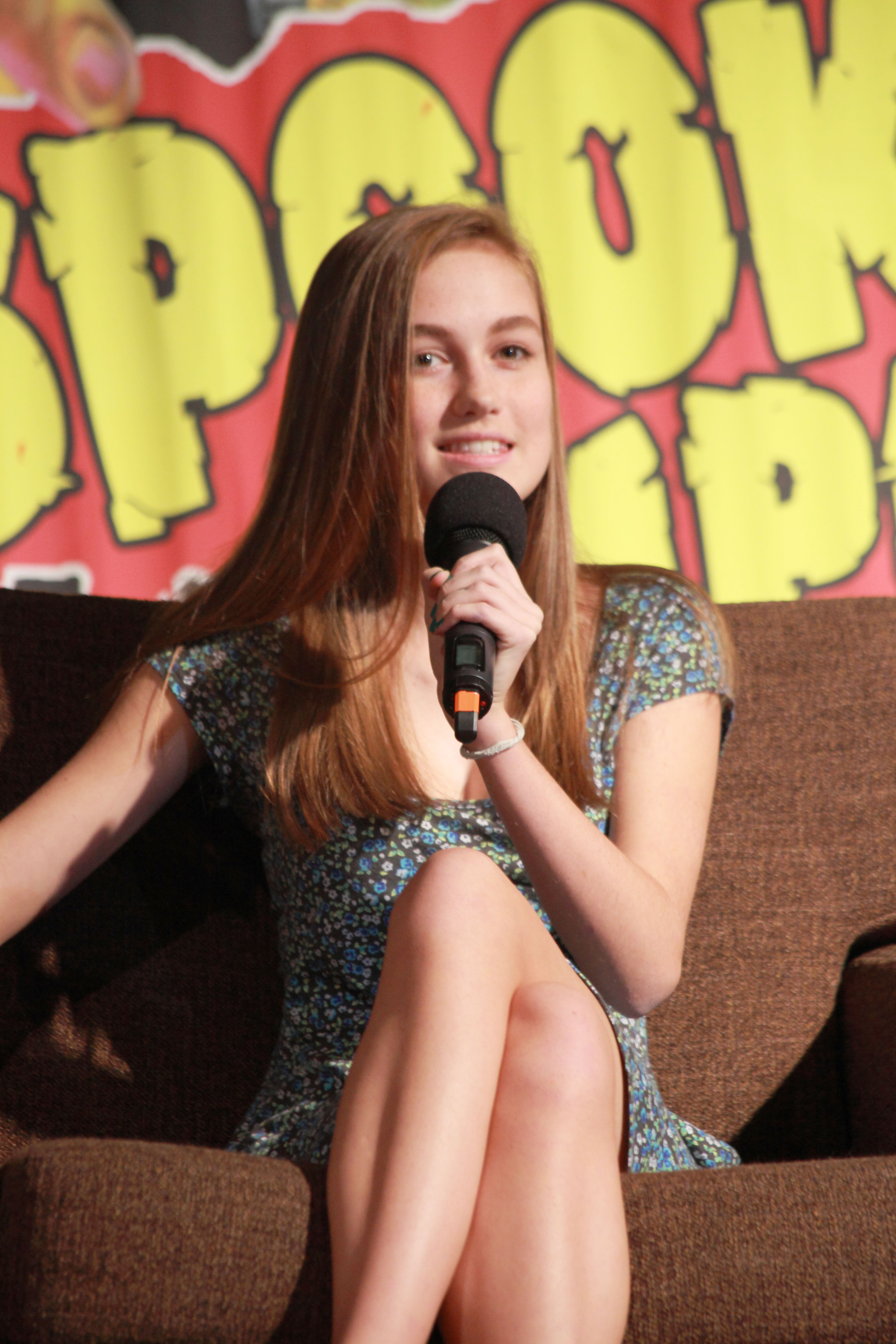
Madison Lintz, Darstellerin der Sophia Peletier

Sophia ist die Tochter von Carol und Ed. Sie wurde früher von ihrem Vater Ed misshandelt und ist eher ruhig und schüchtern, freundet sich aber mit Carl an. Sophia verschwindet am Anfang der zweiten Staffel in einem Waldstück. Alle Mitglieder des Teams suchen sie daraufhin ohne Erfolg, bis sie sie letztlich, zusammen mit anderen Zombies in einer Scheune auf Hershels Farm eingesperrt, wiederfinden und Rick sie von ihrem Dasein erlöst.

### Ed Peletier
Ed ist der Vater von Sophia und der Mann von Carol. In der Vergangenheit hat Ed häufig seine Frau geschlagen und beleidigt. Er dominierte ihre Handlungen komplett, außerdem ist er ein egoistischer Rohling. Allerdings traut er sich nur Schwächeren gegenüber gewalttätig zu werden. Ed wird in der ersten Staffel von Shane fast zu Tode geprügelt, weil er gegenüber seiner Frau handgreiflich wird. Nach diesem Ereignis zieht er sich in sein Zelt zurück. Dort wird er von mehreren Zombies angefallen und getötet.

### Otis
Otis ist Hershels Nachbar und floh zusammen mit seiner Frau Patricia auf Hershels Farm, als die Seuche ausbrach. Er ist Jäger und „Zombiefangexperte“ – er ist derjenige, der auf Hershels Geheiß hin Zombies, die der Farm zu nahe kommen, einfängt und in dessen Scheune sperrt. Er schießt Carl versehentlich an und geht anschließend mit Shane zur nahegelegenen High School, um benötigte medizinische Ausrüstung zu besorgen. Bei der Flucht vor Beißern schießt Shane ihm mit seiner letzten Kugel ins Bein, um die Zombies mit Otis als nunmehr leichtem Opfer von sich abzulenken und selbst unversehrt zu entkommen. Otis’ Frau Patricia kommt am Ende der zweiten Staffel um, als Hershels Farm von Beißern überrannt wird.

### Dr. Edwin Jenner

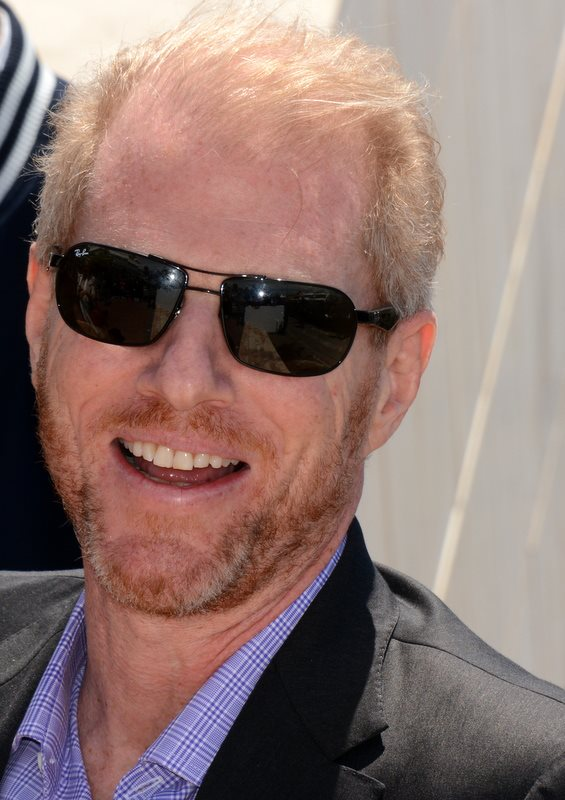
Noah Emmerich, Darsteller des Dr. Edwin Jenner

Dr. Edwin Jenner ist der letzte verbliebene Wissenschaftler im Seuchenkontrollzentrum von Atlanta. Er blieb auf seinem Posten als alle anderen starben oder sich davonmachten, weil er seiner sterbenden Frau – der Leiterin der Forschungsdivision und nach ihrer Infizierung „Testperson 19“ – ein Versprechen gegeben hatte und sowieso nirgendwo sonst hin konnte. Er forscht bis zur letzten Minute an einem Heilmittel, ist damit aber überfordert. Er erklärt Rick und den anderen die Natur der Krankheit, soweit man sie vor dem Kollaps erkennen konnte. Dr. Edwin Jenner entscheidet sich im Seuchenkontrollzentrum zu bleiben, als die automatischen Schutzsysteme als letzte Maßnahme vor dem endgültigen Stromausfall das Zentrum durch eine thermische Explosion zerstören, um einen Ausbruch der dort gelagerten Erreger zu verhindern. Der Name Edwin Jenner ist eine Anspielung auf Edward Jenner, den Pionier der Schutzimpfung.

### Jacqui
Jacqui war Stadtplanerin in Atlanta und gehört zur ursprünglichen Atlanta-Gruppe. Am Ende der ersten Staffel bleibt sie zusammen mit Edwin Jenner im Seuchenkontrollzentrum, um selbstbestimmt zu sterben.

### Jim
Jim ist Automechaniker und gehört zur ursprünglichen Atlanta-Gruppe. Am Tag vor Amys Geburtstag wird er bei einem Zombieüberfall gebissen und entscheidet sich, zurückzubleiben und zum Zombie zu werden (in der Comicvorlage tut er dies, weil er hofft, so vielleicht seine Familie wiederzusehen).

### Theodore „T-Dog“ Douglas

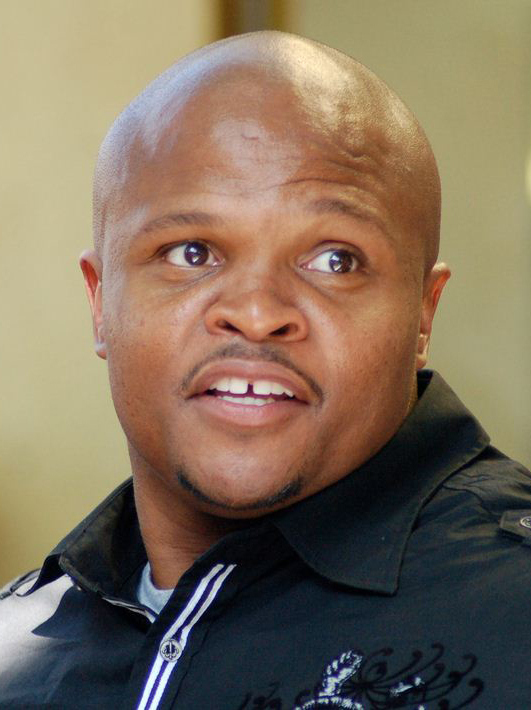
IronE Singleton, Darsteller des T-Dog

T-Dog ist ein junger Afroamerikaner. Durch seine Hautfarbe ist er das Angriffsziel Nummer eins für den rassistischen Merle, bis dieser verschwindet. Er bemüht sich stets einen kühlen Kopf zu bewahren und hat sich gut in die Gruppe integriert. In der dritten Staffel wird T-Dog bei einem Zombieangriff im Gefängnis gebissen. Er stürzt sich wenig später in die Arme von zwei weiteren Untoten, um somit Carol retten zu können und stirbt dabei.

### Jimmy
Jimmy ist ein junger Mann, der vor der Apokalypse ein Nachbar der Familie Greene war. Nach dem Ausbruch des Virus holt Hershel ihn zu sich auf die Farm. Er ist der Freund von Beth und hilft auch Otis dabei, die Beißer in die Scheune zu sperren. Am Ende der zweiten Staffel, als die Farm überrannt wird, wird Jimmy von den Beißern getötet.

### Axel
Axel ist einer der fünf Überlebenden aus dem Gefängnis. Zuerst werden er und Oscar von der Gruppe verstoßen, doch dann beschließt Rick, die beiden doch aufzunehmen. Zunächst behauptet Axel, er sei drogenabhängig, doch schließlich erzählt er die Wahrheit, dass er wegen eines Überfalls auf eine Tankstelle im Gefängnis saß. Da er vor Waffen Angst hat, überfiel er damals die Tankstelle mit einer Spielzeugpistole. Er hat außerhalb des Gefängnisses einen Bruder, der Geldprobleme hat, aber er vermisst ihn eigentlich nicht. Vor dem Ausbruch der Seuche zählen Oscar und Big Tiny zu seinen besten Freunden im Gefängnis, die immer zu ihm halten. Später freundet Axel sich auch mit Carol an. Er kennt sich gut mit Motorrädern aus und bietet Daryl, der eine Zeit lang auf einem Motorrad unterwegs ist, seine Hilfe mit dem Fahrzeug an. In der dritten Staffel, während eines Angriffes des Governors auf das Gefängnis, wird Axel durch den Governor mit einem Fernschuss getötet.

### Oscar

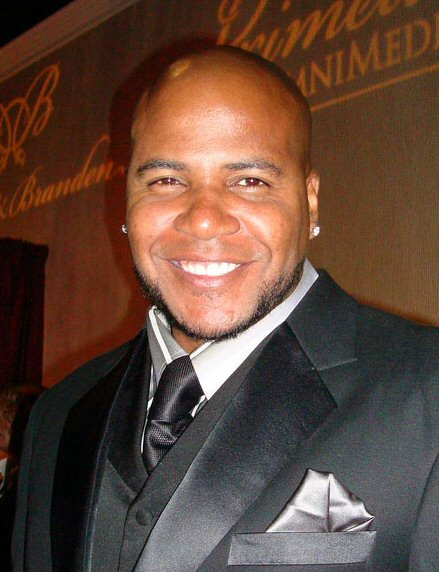
Vincent M. Ward, Darsteller des Oscar

Oscar ist ein weiterer der fünf Überlebenden aus dem Gefängnis. Er und Axel werden anfangs von der Gruppe verstoßen. Doch nachdem er und Axel der Gruppe zur Hilfe kommen und Oscar Rick das Leben rettet, vertraut Rick den beiden und nimmt sie auf. Der afroamerikanische Oscar war ein ziemlich schlechter Einbrecher und hat dazu eine Frau und Kinder. Er ist mental und auch körperlich ein sehr starker Mensch, der nie um sein Leben bettelt. Als Glenn und Maggie entführt werden, begleitet er die anderen nach Woodbury, um sie zu befreien, und wird schließlich dort im Gefecht erschossen.

### Milton Mamet
Milton ist zunächst neben Merle der engste Vertraute des Governors. Als einziger bekannter Überlebender der Apokalypse kannte er Philip Blake, bevor dieser sich selbst zum Governor ernannte. Er hat keine Kampferfahrung und befasst sich vor allem mit der Lösung der logistischen Probleme von Woodbury. Nach der Ankunft von Andrea und Michonne in Woodbury baut Milton ein Vertrauensverhältnis zu Andrea auf, das seine Treue zum Governor auf die Probe stellt. Weil Milton klar wird, dass der Governor Ricks Gruppe vollständig beseitigen und teilweise sogar auf unmenschliche Art und Weise foltern will, erzählt er Andrea davon. Er hindert sie jedoch aus seiner pazifistischen Überzeugung heraus daran, seinen einstigen Freund zu erschießen. Als der Governor ihn zwingen will, zum Treuebeweis die gefesselte Andrea zu töten, versucht er stattdessen selbst den Governor zu töten und wird dabei von ihm durch mehrere Messerstiche tödlich verwundet. Milton wird mit der gefesselten Andrea zurückgelassen, woraufhin er sie als willenloser Zombie, bevor es ihr gelingt ihn zu erlösen, in der Schultergegend beißt.

### Caesar Martinez

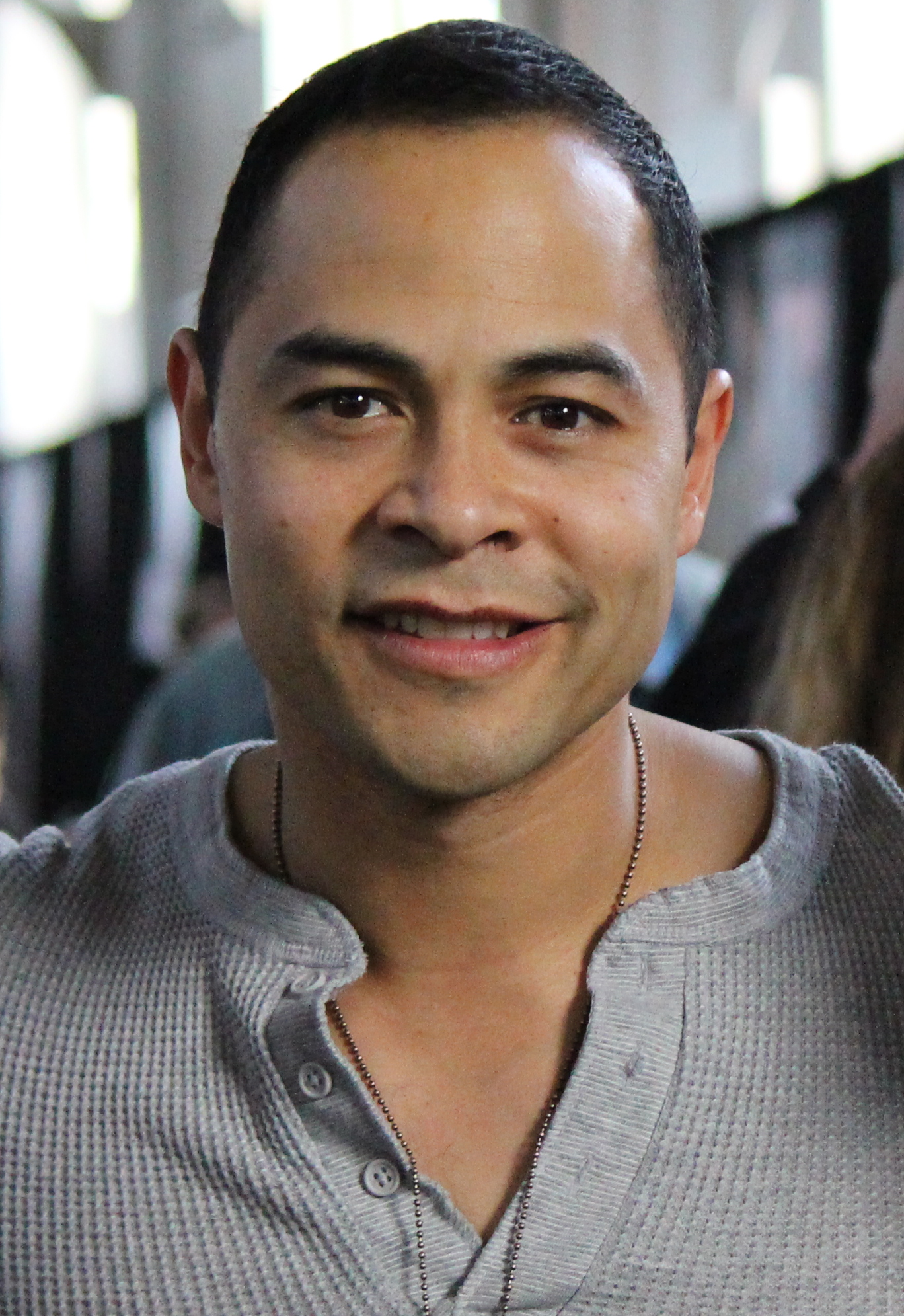
Jose Pablo Cantillo, Darsteller des Caesar Martinez

Martinez hat seine Frau und seine Kinder durch die Apokalypse verloren und wurde zu einem Soldaten des Governors. Mit Merle verbindet ihn ein freundschaftliches Verhältnis, jedoch bleibt er auch nachdem Merle die Seiten wechselt dem Governor treu. Durch den Verrat und Tod von Merle und Milton steigt Martinez zum engsten Vertrauten des Governors auf. Martinez ist geschockt, als der Governor auf alle Woodbury-Soldaten, die sich weigern, nach einem gescheiterten Versuch, erneut das Gefängnis anzugreifen, schießt. Dennoch wendet er sich neben Shumpert als einziger Soldat nicht gegen den Governor und zieht mit ihm wortlos weiter. Später lässt er mit Shumpert den Governor doch noch allein zurück. Nach Shumperts Tod baut Martinez ein neues Camp unter seiner Führung auf. Als er nach vielen Monaten dem Governor mit dessen neuer Familie begegnet, nimmt er ihn im Glauben, der ehemalige Woodbury-Anführer habe sich verändert, in seinem Camp auf und schweigt über die Vergangenheit. Diese folgenschwere Fehleinschätzung bezahlt Martinez mit dem Leben, als er wenig später vom Governor hinterrücks angefallen, verwundet und den Zombies zum Fraß vorgeworfen wird.

### Karen
Karen lebt zu Beginn der dritten Staffel zusammen mit ihrem Sohn Noah in Woodbury. Nach dem Versuch von Rick, Daryl, Oscar und Michonne, die in Woodbury gefangenen Glenn und Maggie zu befreien, wird Karen am Verlassen von Woodbury gehindert und durch Andrea umgestimmt. Karen weigert sich später erneut, an einem Angriff auf das Gefängnis teilzunehmen. Während der Governor den Großteil seiner Leute, die sich Karens Meinung angeschlossen haben, erschießt, bleibt sie unversehrt unter einer Leiche liegen und stellt sich tot. Sie wird von Rick, Daryl und Michonne entdeckt und gerettet. Daraufhin hilft Karen ihren Rettern dabei, ohne Waffengewalt in Woodbury einzudringen. Aufgrund ihres Berichts über die Morde des Governors schließen sich auch die in Woodbury verbliebenen Überlebenden Rick an. In der vierten Staffel erkrankt sie an der Grippe und wird von Carol getötet und verbrannt.

### Lizzie Samuels

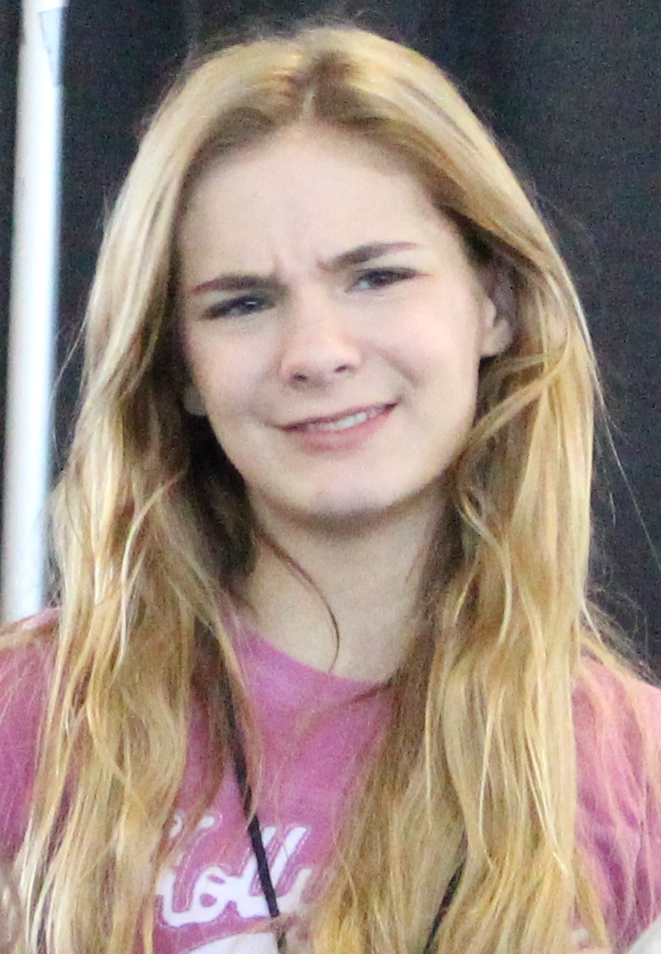
Brighton Sharbino, Darstellerin der Lizzie Samuels

Lizzie ist mit ihrem Vater Ryan und ihrer jüngeren Schwester Mika im Alter von etwa elf bis zwölf Jahren im Gefängnis aufgenommen worden. Sie betrachtet die Untoten als Menschen und gibt ihnen Namen. Sie bringt es nicht fertig, ihren gebissenen Vater zu erlösen und sieht stattdessen zu, wie Carol Ryans Verwandlung mit einem Messer verhindert. Weil es Ryans letzter Wunsch war, passt Carol auf Lizzie und ihre Schwester auf. Lizzie verinnerlicht Carols Credo, dass man stark sein müsse, um in dieser Welt zu überleben. Beim Angriff des Governors auf das Gefängnis erschießt Lizzie zwei von dessen Mitstreitern, ohne dabei Emotionen zu zeigen. Nachdem sie mit Tyreese, Judith und Mika aus dem Gefängnis geflüchtet ist, ersticht Lizzie, die immer mehr Merkmale einer Psychopathin zeigt, grundlos Kaninchen. Als sie Judith, die durch ihr Schreien die Untoten herlockt, nicht nur den Mund, sondern auch die Nase zuhält und somit dabei ist, sie zu ersticken, ist Lizzie so in ihr Tun vertieft, dass sie Mikas Warnung vor sich nähernden Untoten gar nicht mehr wahrnimmt. Weil Carol die drei Kinder in letzter Sekunde rettet, kann Lizzie ihre Tat jedoch nicht vollenden. Lizzie wird von Carol erschossen, nachdem sie ihre Schwester Mika getötet hat, um Carol ihre Theorie zu beweisen, dass Zombies gar nicht böse seien, sondern eigentlich nur ihre Freunde werden wollen.

### Mika Samuels
Mika zeigt im Gegensatz zu ihrer Schwester Lizzie normale Emotionen. Sie fühlt sich verantwortlich für Lizzie und ist verunsichert, weil sie nicht so stark ist wie ihre Schwester. Mika versteht sich gut mit Tyreese, der ihr vermittelt, dass sie sich nicht schämen muss, wenn sie aus Angst wegläuft, sondern dass es manchmal das Richtige ist, wegzulaufen. Mika wird von ihrer Schwester Lizzie getötet, damit sie als Beißer wiederauferstehen kann.

### Noah

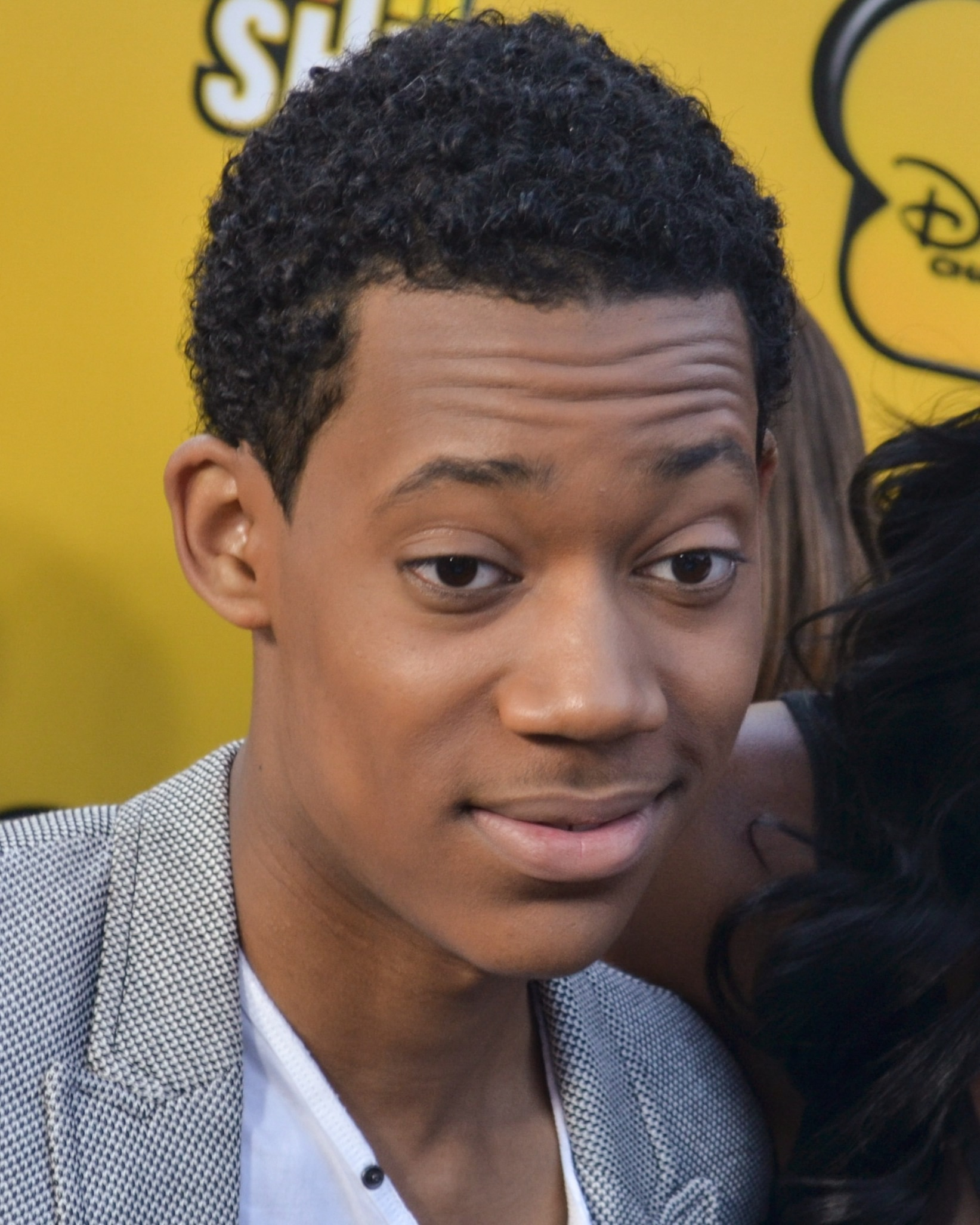
Tyler James Williams, Darsteller des Noah

Noah ist ein Angestellter im Krankenhaus, in welches Beth verschleppt wird. Nachdem er versucht gemeinsam mit ihr zu flüchten, wird Beth jedoch bei der Flucht gefangen genommen. Auf der Suche nach Waffen läuft er Daryl und Carol über den Weg. Als Carol von Dawns Männern angefahren und ins Krankenhaus verschleppt wird, macht Noah sich zusammen mit Daryl auf den Weg zurück zur Kirche, um Verstärkung bei der Befreiung von Beth und Carol zu holen. Nach der missglückten Übergabe von Beth, macht sich Ricks Gruppe gemeinsam mit Noah nach Richmond, Virginia, auf, aus dessen Gegend Noah stammt und auf ein Wiedersehen mit seiner Mutter und seinen zwei Brüdern hofft. Doch die ehemals sichere Zuflucht wurde längst überrannt und von Unbekannten teilweise niedergebrannt. Nachdem er gemeinsam mit Ricks Gruppe in Alexandria angekommen ist, geht Noah zusammen mit Glenn, Tara, Eugene, Aiden und Nicholas auf eine Erkundungstour. Zuvor bittet er Deannas Ehemann Reg, der Architekt ist, darum, ihn auszubilden. Glenn, Nicholas und Noah werden im Kaufhaus von Beißern in einer Drehtür gefangen gehalten. Daraufhin verliert Nicholas die Nerven und drückt seine Seite auf um zu entkommen, wohl wissend, dass er Glenn und Noah damit den Zombies ausliefern wird. Dadurch wird Noah auf der Gegenseite von den Beißern aus der Drehtür herausgezogen und vor Glenns Augen zerfleischt.

### Lilly Chambler
Lilly bleibt nach dem Beginn der Apokalypse mit ihrer Tochter Meghan und ihrer Schwester Tara versteckt im Haus ihres kranken Vaters David. Kurz nachdem der heimatlos umherirrende Governor zufällig bei ihnen auftaucht und sich Brian nennt, stirbt Lillys Vater, der nach seiner Verwandlung durch den Governor erlöst wird. Bei ihrer Reise in Richtung des vom Governor niedergebrannten Woodbury schläft Lilly mit Brian, ohne die ganze Wahrheit über ihn und seine Vorgeschichte zu kennen. Sie lässt sich durch seinen väterlichen Umgang mit ihrer Tochter Meghan blenden. Nachdem Meghan vom Governor während des Angriffs auf das Gefängnis durch einen Kopfschuss erlöst wird, erlöst Lilly den durch Michonnes Schwert durchbohrten Governor auf dieselbe Art. Es bleibt unklar ob sie von den Beißern getötet wird oder entkommen kann. Lillys Schwester Tara erzählt Glenn, als die beiden Maggie suchen, dass sie gesehen hat, wie ihre Schwester von Beißern umzingelt wurde und es nicht geschafft hat zu entkommen.